# 김대중
김대중(金大中, 1924년 1월 6일~2009년 8월 18일)은 대한민국의 제15대 대통령이다. 군부 정권의 위협으로 여러 번 죽을 고비를 넘기면서 김영삼과 함께 오랫동안 민주 진영의 지도자로 활동하며 군사 정권에 항거하였다. 이후 대통령에 당선되어 직선제 및 민간 정부 출범 이후 최초의 평화적인 정권교체를 이루었다.
전남 신안군 하의도에서 태어났다. 제5대 민의원을 거쳐 제6·7·8·13·14대 국회의원(6선 의원)을 지냈으며 15대 대통령으로 선출되었고, 대통령 재임중 노벨 평화상을 받았다. 김대중은 군부 정권으로부터 납치와 가택연금, 투옥 등의 여러 차례 탄압을 받았다. 1987년 6월 민주 항쟁 이후에는 통일민주당의 상임고문으로 활동하며 민주화추진협의회를 구성해 이른바 민주 진영을 구축하였다. 인권 향상과 남북 관계의 진전에 기여한 공로로 2000년 임기 중에 한국인 역사상 최초로 노벨 평화상을 수상하였다. 2000년 노르웨이 라프토(Rafto) 인권상, 1998년 무궁화 대훈장, 1998년 국제인권연맹 인권상, 1999년 미국 필라델피아 자유의 메달, 북미주 한국인권연합 인권상, 미국 조지 미니(George Meany) 인권상, 브루노 크라이스키(Bruno Kreisky) 인권상을 수상하였다. 연설에 능하였으며, 국회에서 가장 오래 연설한 기록으로 기네스북 증서를 받았다. 아무리 추운 겨울에도 온갖 풍상(風霜)을 참고 이겨내는 인동초(忍冬草)로 비유되어 불리기도 하였다.

## 학력
- 1939년 목포북교공립심상소학교(현재 목포북교초등학교) 졸업
- 1944년 목포공립상업학교(현재 목상고등학교) 졸업

### 비학위 수료
- 1967년 경희대학교 경영대학원 최고경영자과정[18] 수료
- 1970년 경희대학교 경영대학원 해외 국가 국제 경영 경제학 연수과정[19] 수료

### 명예 박사 학위
- 1983년 미국, 에모리 대학교 명예 법학박사
- 1992년 미국, 미국 가톨릭 대학교 명예 법학박사
- 1992년 러시아, 러시아 연방 외교 아카데미 정치학 박사[20]
- 1992년 러시아, 모스크바 대학교 명예 정치학 박사[21] 및 객원초빙교수
- 1994년 원광대학교 명예 정치학 박사
- 1995년 미국, 포틀랜드 주립 대학교 명예 인문과학 박사
- 1996년 오스트레일리아, 시드니 대학교 명예 법학박사[22]
- 1998년 미국, 조지타운 대학교 명예 인문과학 박사
- 1998년 경희대학교 명예 경제학 박사
- 1998년 고려대학교 명예 경제학 박사
- 1998년 미국, 워시번 대학교 명예 인문과학 박사
- 2001년 영국, 케임브리지 대학교 명예 법학박사
- 2002년 미국, 캘리포니아 주립 대학교 명예 문학박사
- 2006년 영남대학교 명예 정치학 박사
- 2006년 전남대학교 명예 인문과학 박사
- 2006년 공주대학교 명예 교육학 박사
- 2007년 전북대학교 명예 법학박사
- 2007년 일본, 리츠메이칸 대학교 명예 법학박사
- 2008년 미국, 포틀랜드 대학교 명예 인문과학 박사
- 2008년 말레이시아, 말라야 대학교 명예 인문과학 박사

## 경력
- 1944. 목포상선 사원
- 1945.8. 목포상선합동조합 위원장
- 1945.8. 조선건국준비위원회 선전부원
- 1946.2. 조선신민당 목포지부 조직부장
- 1946.2. 민주청년동맹 목포지부 부위원장
- 1947. 국민보도연맹 운영위원
- 1947. 한국민주당 전라남도 지부 목포시 지구당 상무위원
- 1947. 동양해운 사장
- 1948.10. 목포일보 사장
- 1949. 대한청년단 목포해양단 부단장
- 1950. 전남지구 목포해상방위대 부대장
- 1951.3. 흥국해운 사장
- 1951. 전남해운조합 회장
- 1951. 한국해운조합연합회 이사
- 1954.5.20. 제3대 민의원 선거 전남 목포시 무소속 국회의원 후보
- 1955.12. 민정당 발기준비촉진위원회 선전부 간사
- 1956.3. 민정당 발기준비위원회 상임위원
- 1956.7. 전국웅변대회 부회장
- 1957. 대한웅변협회 부회장
- 1957.8. 민주당 중앙상임위원, 노농부 차장
- 1957.9. 민주당 강원도 지부 인제군 지구당위원장
- 1959.6.5. 1959년 6월 민의원 재보궐선거 강원 인제군 민주당 국회의원 후보
- 1960.7.29. 제5대 민의원 선거 강원 인제군 민주당 국회의원 후보 (낙선)
- 1960.9. 민주당 기획위원 겸 선전부장 대변인
- 1961년 5월 14일: 제5대 민의원 재보궐선거 당선(강원 인제군, 민주당, 초선)
- 1961.5. 제5대 국회의원(강원 인제군, 민주당, 초선)
- 1963년 11월 26일: 제6대 국회의원 선거 당선(전남 목포시, 민주당, 재선)
- 1963.12. ~ 1967.6. 제6대 국회의원(전남 목포시, 민주당→민중당→신민당, 재선)
- 1963.12. 민주당 원내대책위원
- 1965. 민중당 대변인
- 1966. 민중당 정책위원회 의장 겸 정무위원
- 1967.2. 신민당 대변인
- 1967년 6월 8일: 제7대 국회의원 선거 당선(전남 목포시, 신민당, 3선)
- 1967.7. ~ 1971.6. 제7대 국회의원(전남 목포시, 신민당→무소속→신민당, 3선)
- 1968. 신민당 정무위원
- 1970.9. 제7대 대통령 선거 신민당 경선후보(1차 경선 2위, 최종 경선 1위)
- 1970.9. ~ 1971.4. 제7대 대통령 선거 신민당 후보(낙선)
- 1971년 5월 25일: 제8대 국회의원 선거 당선(전국구, 신민당, 4선)
- 1971.7. ~ 1972.10. 제8대 국회의원(전국구 2번, 신민당, 4선)
- 1973.7. 한국민주회복통일촉진국민회의 의장
- 1983. 미국 유니언신학대 구제위원회 고문
- 1983. 미국 국제고문희생자구원위원회 고문
- 1983. 미국 Pittsburgh La Roche 대학교 이사
- 1983. 미국 하버드 대학교 국제문제연구소 객원연구원
- 1983. 미국 로버트 케네디 인권상위원회 고문
- 1985.3. 민주화추진협의회 공동의장
- 1987.5. 통일민주당 상임고문
- 1987.5. 통일민주당 창당발기인
- 1987.11. 평화민주당 창당발기인
- 1987.11. ~ 1988.3. 평화민주당 총재
- 1987.11. ~ 1987.12. 제13대 대통령 선거 평화민주당 후보(낙선)
- 1988년 4월 26일: 대한민국 제13대 국회의원 선거 당선(전국구, 평화민주당, 5선)
- 1988.5. ~ 1992.5. 제13대 국회의원(전국구 11번, 평화민주당→신민주연합당→민주당, 5선)
- 1988.5. ~ 1991. 4. 평화민주당 총재
- 1991.4. ~ 1991. 9. 신민주연합당 총재
- 1991.9. ~ 1992.12. 민주당 공동대표최고위원
- 1992년 3월 26일: 제14대 국회의원 선거 당선(전국구, 민주당, 6선)
- 1992.5. 제14대 대통령 선거 민주당 경선후보(최종 1위)
- 1992.5. ~ 1992.12. 제14대 대통령 선거 민주당 후보(낙선)
- 1992.5. ~ 1992.12. 제14대 국회의원(전국구 1번, 민주당, 6선)
- 1993. 영국 케임브리지 대학교 객원교수
- 1994.12. 아시아태평양평화재단 이사장
- 1995.8. 새정치국민회의 창당발기인
- 1995.9. ~ 2000.1. 새정치국민회의 총재
- 1996.4.11. 제15대 국회의원 선거 새정치국민회의 전국구 14번 국회의원 후보(낙선)
- 1997.4. ~ 1997.5. 제15대 대통령 선거 새정치국민회의 경선후보(최종 1위)
- 1997.5. ~ 1997.12. 제15대 대통령 선거 새정치국민회의 후보
- 1997년 12월 18일: 제15대 대한민국 대통령 당선
- 1997.12.19. ~ 1998.2.24. 제15대 대한민국 대통령 당선인
- 1998.2.25. ~ 2003.2.24. 제15대 대한민국 대통령
- 1999. 아시아 태평양 민주지도자회의 명예이사장
- 2000.1. ~ 2001.11. 새천년민주당 총재
- 2002.5.6. 새천년민주당 탈당
- 2006. 김대중평화센터 이사장

## 생애 초반

### 출생과 가계
김대중은 1924년 1월 6일에 전라남도 무안군 하의면 후광리(현, 전라남도 신안군 하의면 후광리) 원후광에서 아버지 김운식(金雲植)과 어머니 장수금(張守錦) 사이에서 태어났다. 아버지 김운식에게는 본처가 따로 있었으며, 즉 어머니는 두번째 아내였고, 김대중은 서자였다.
1750년경 8대조 김광성(金光聲)이 신안 하의도 대리에 입도했다. 고조부 김익조(金益祚)는 가선대부를 지냈으며, 증조부 김태현(金台鉉)는 한성부 좌윤을 지냈고, 조부 김제호(金濟浩)는 오위장과 통훈대부를 지냈다. 아버지 김운식은 마을 구장을 맡기도 했다.
아버지 김운식은 본부인 김순례(金順禮)에게서 1남 3녀를, 어머니 장수금과는 3남 1녀를 두었다. 아버지 집이 있던 대리마을과 어머니 집이 있던 후광리를 오가며 자랐다. 훗날에 김대중의 호인 후광은 그의 고향 마을의 지명에서 따온 것이다.
김대중의 어머니 장수금은 원래 제갈성조에게 시집갔으나 사별하고, 다시 윤창언의 첩이 되었으나 역시 사별했다. 이후 주막을 하다가 김운식의 첩이 되었고, 1960년에 김운식이 본처 김순례와 이혼하고 그녀를 본처로 삼았다.
그가 태어날 당시 하의도는 인구 1만 명 이내의 섬으로 대한제국 시기의 덕혜옹주가 일본으로 시집 갈때 이 섬을 일본 제국에 팔아넘기는 바람에 섬 전체가 동양척식주식회사의 소유가 되면서 주민들은 일시에 소작농으로 전락해 버렸다.
아버지 김운식은 조선인 소작인들을 대표하여 일본인들에게 항의나 진정을 내곤 했다. 장덕수가 잠시 피신하러 하의도로 내려왔다가 김운식과 가깝게 친교가 있었으며 장덕수의 영향을 받기도 했다 한다. 김대중은 "내가 태어난 이러한 토양이 민족과 같이 불의에 항거하는 힘을 주었다."라고 추억하곤 하였다.
한편 김대중의 출생에 대하여 의혹이 제기되는 경우도 있다. 어머니 장노도(張盧島(또는 장치도(張齒島)-후에 장수금(張守錦)으로 개명)의 첫 남편인 제갈성조(諸葛成祚)의 형인 제갈성복(諸葛成福)이 친부라는 설, 두 번째 남편인 뻐리섬의 윤창언(尹昌彦)이 친부라는 설이 있다. 1988년 7월 18일에 하의면장인 장명우가 발행한 호적등본에 의하면 김대중은 7살 때 윤창언(尹昌彦)의 서자 윤대만(尹大萬)에서 김운식의 서자 김대중(金大仲)으로 개명 등재되어 있다. 이 때 개명한 김대중의 한자명 金大仲이 오늘날의 金大中으로 개명된 시점은 밝혀진 바가 없다.

### 학창 시절
친구들이랑 같이 놀던 어린 김대중이 나무그늘에서 낮잠을 자던 엿장수의 짐보따리에서 담뱃대를 훔쳤고, 그것을 어머니에게 자랑스럽게 이야기했다. 이를 듣고 분노한 어머니가 김대중 종아리를 걷은 뒤, 종아리 체벌을 한 적이 있었다. 먼 훗날 김대중은 그때 어머니께 옳고 그름, 선악에 대한 구별을 은연 중에 배웠다고 회고했다.
아직 하의도에 학교가 들어서지 않아 김대중은 덕봉강당이라는 서당에서 초암(草庵) 김연(金鍊)에게 수학하였다.
마을 이장이었던 아버지에게 조선총독부 기관지였던 매일신보가 무료로 배달되었다. 그는 8살 때부터 꼭 신문 1면과 정치면을 주의 깊게 읽었다고 한다.
김대중은 1935년 4월, 4년제 하의보통학교(현재의 하의초등학교)에 2학년에 편입하여, 1938년 4월, 하의도에서 목포북교공립심상소학교(현재의 목포북교초등학교)로 전학했다.
교육열이 남달랐던 어머니가 하의도 집과 농토를 모두 다 팔면서까지 아들을 목포로 유학시켰다. 부모는 여관을 운영하면서 공부 뒷바라지에 나섰다. 그 후 일본인 학생들의 따돌림 속에서도 굴하지 않고 꿋꿋하게 학업에 전념하였다. 소학교 졸업을 할 때에는 수석으로 졸업하여 목포일보 사장상을 받았다. 이어 5년제(중.고등학제)인 전라남도 목포 소재 목포공립상업학교(현재의 목상고등학교)에 입학했다. 졸업 후 은행 취직 목표로 열심히 공부한 김대중은 학생 절반가량이 일본인이었으나 입학해서 3학년 때까지 반장을 하며 통솔력을 보였다. 이때 죽마고우로 뒷날 신민당 국회의원이 되는 임종기를 만나 평생 벗으로 지냈다.
그는 독서광이면서 정치와 영어에 관심이 많아 작문과 역사 성적이 뛰어났으며 웅변에도 소질을 보였다 한다. 고교 시절(목포공립상업학교) 학적부에는 김대중은 "언변은 늘 정확, 명료하다."라고 기재하였다. 이 탓인지 훗날 그는 서울에서 웅변학원을 운영하기도 하였다. 그리고 이 학원에서 정치적 동지인 김상현과 만났다. 
그의 한 동창생에 따르면, 한번은 일본인 교관이 전교생을 모아 놓고 시국에 대해 강연한 일이 있었다. 강연이 끝나고 교관이 질문하라고 하자 김대중만이 입을 열었다. 질문은 제2차 세계 대전과 관련한 유럽 정세 사안이었고 교관은 답변을 하지 못하고 어물어물하여 창피를 당했다. 5년제 3학년부터 학교 정책으로 취직반과 진학반으로 나누었고, 은행 취업을 목표로 취직반에 들어갔으나 이내 대학 진학으로 진로를 변경하여 취직반 반장을 그만두고 진학반으로 옮겼다.
하지만 김대중은 넓어진 견문과 미국의 봉쇄령으로 일본대학 입학 불가인 두 가지 이유로 대학 진학을 포기하였다. 4학년이 되면서 독서로 넓어진 견문과 반일 사상이 생겨 일본인 학생들과 갈등을 빚으면서 전 과목 성적이 점차 떨어졌고, 반일 작문이 문제가 됐다. 일본 대학 진학을 희망했지만 미국 해군의 해상 봉쇄 정책으로 여행 허가가 어려웠다. 이에 학비가 무료인 만주국 건국대학에 진학도 고려해 봤지만 졸업하면 만주 일본군 강제 징집이 정한 수순이었다. 15세가 되던 1938년에 도요타 다이주(일본어: 豊田大中)로 창씨개명하였다. 대통령으로서 일본에 올 때 상업학교 시절 은사에게 이 이름을 사용했다고 아사히 신문은 보도했다.

### 청년사업가 시절

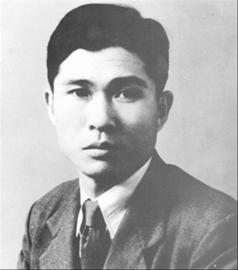
1943년의 김대중.

대학 진학을 포기한 김대중은 목포공립상업학교(현재의 목상고등학교)를 1944년 봄에 졸업하였다. 졸업 후에 일본 징집을 피하려고 목포상선회사에 경리사원으로 입사하였다.1945년 해방이 되자 김대중은 종업원 대표로 추대되어 종업원단체가 조직한 회사 경영위원회 위원장에 선출되었다. 정치에 관심이 많았던 그는 이 해 여운형이 이끄는 건국준비위원회(이하, 건준) 전남도 목포지부에 참여하여 선전부원으로 활동하였다. 건준 선전책인 임영춘의 추천으로 건준 목포시 지부에 가입해 선전책에 종사하는 한편 목포청년동맹에 가담하여 활동하였다. 그해 9월 건준은 조선인민공화국 수립으로 발전적 해체라는 이름하에 해체하였다. 이후 이채현의 추천으로 김두봉이 1946년 2월에 연안파 공산주의자들과 함께 창당한 공산주의 정당인 조선신민당에 입당하여 조직부장으로 활동하였다. 한편, 민주청년동맹 목포시 지부에 가입하여 부위원장으로 활동을 병행하였다.

### 해방과 6.25 전쟁 전후
해방 직후 김대중은 건준 목포지부에 이어 9월 경에 결성한 목포청년동맹에도 가입했지만 건준에 관련된 일을 주로 했으므로 청년동맹에는 거의 관여하지 않았다. 김대중은 이 해 하반기에 동생 김대의와 건준 명의의 벽보를 붙이다가 미 군정 경찰이 포고령 위반으로 체포하여 이틀간 구금되었다. 같은 해에 차용애와 만나 결혼하였다. 1946년 초에는 공산 계열 정당인 조선신민당 전남도 목포지역지부 조직부장이 되었다. 그러나 소련을 추종하는 세력과 갈등을 빚으면서 여름에 탈당하였다.
김대중은 이 무렵 회사 관리 문제로 서울에 올라가 군정청 운수부 해사국을 방문하여 회사관리권이 서울 거주 강 모씨에게 넘어간 것을 확인하였다. 강씨를 만나 모든 선원을 그대로 고용하겠다는 안을 확인하였다. 회사로 돌아온 김대중은 이 방안을 놓고 사원들과 협의했으나 좌익동맹에 가입한 선원들이 반대하고 자치를 주장하면서 1946년 말 더 이상 회사 경영위원회에 관여하지 않고 회사를 떠난다. 1946년 9월 조선노동조합 전국평의회가 주도하는 전국 총파업을 단행하고, 10월 1일 대구를 중심으로 대규모 시민항쟁이 일어난다. 10월 31일에 목포에서도 파출소 습격사건이 발생했다. 김대중을 누군가 밀고하였고 이 사건의 배후 조종 혐의로 20일간 경찰서에 구속되었다. 당시 한민당 전남도 목포지역지구당 위원회 부위원장이었던 장인이 신원보증하고, '다시는 좌익단체에 관여하지 않겠다.'는 서약서를 제출하고 훈계 방면되었다. 파출소 습격사건 혐의가 없다는 김대중의 해명과는 달리 1980년대 무렵 안기부가 작성한 김대중 조사 기록에 김대중은 민주청년동맹 부위원장의 지위로 배후 조종한 혐의를 받고 10일간 구속되어 조사를 받았다. 조사 중 한민당 당무위원 겸 동당 전남도 목포지역지구당 위원회 부위원장이던 장인 차보륜의 신원보증으로 다시는 좌익 관련 단체에 관여하지 않겠다는 서약서를 쓰고 훈계 방면하였다고 기록했다. 해방 후 좌익에서 전향한 자들이 의무적으로 가입해야 했던 보도연맹에도 가입하여 운영위원으로 활동을 기록했다.
1947년, 김대중은 장인의 권고에 따라 한민당 전남도 목포지부에 당무위원으로 입당하여 목포지역지구당 상무위원으로 선출되었다. 김대중은 한민당에 들어가 활동하는 한편 앞서 일했던 선박회사의 경험을 살려 연안을 운행하는 화물선을 운영하는 동양해운이라는 회사를 차리고 해운업을 시작한다. 1948년 10월 목포일보를 인수하여 1950년 10월까지 사장을 역임했다. 1949년 2월 경 하의보통학교 동창인 유재식(兪在埴)의 형이 동양해운 사무실로 찾아와 서울행 여비의 보조를 부탁하여 그의 상경 여비를 도와주었다. 유재식은 남로당 섭외부원 출신으로 민주주의 민족전선 부위원장이었다. 이에 김대중은 유재식에 대한 자금제공 혐의로 경찰에 체포되었으나 친구의 형에 대한 단순한 여비 보조라는 점이 밝혀졌다. 해군 목포경비부대 정보대장 오세동 중위와 헌병대장 박성철 소위의 신원보증으로 10여일 만에 석방되었다.
6.25전쟁 전후 시기 김대중의 행적은 김대중 본인이 술회한 기록과 1987년 안기부가 작성한 문건 사이에 차이가 있다. 먼저 김대중 자서전에 1949년에 조직한 대한청년단 목포해상단에 부단장으로 참여하였다고 한다. 그는 이때 해운 사업도 번창했다고 서술했다. 전국 양곡 연안수송을 일괄 계약하던 서울 소재 조선상선주식회사의 목포지구 수송을 전담하는 하청 계약을 성사했던 탓이라 기술했다.
1950년 6월 15일 전쟁을 예상하지 못했던 김대중은 회사 목포출장소장 한도원과 양곡 수송 운임을 수령하려 상경했다가 한국 전쟁을 마주했다고 한다. 김대중은 경기여고 뒤쪽 여관에 머물며 공산 치하 서울에서 인민재판 모습을 생생하게 지켜보았다. 전라남도 목포까지 걸어서 내려왔지만 대한청년단 소속이 결국 문제가 되어 도착 3일만에 목포를 점령한 인민군이 붙잡았다. 인민위원회 소속 경찰이 연행했던 김대중은 강당에서 처형만을 기다렸다. 당시 목포에 주둔하던 인민군은 국군과 연합군이 인천 상륙 작전을 수행하자 이에 대처하였던 인민군 재편 이유로 철수하였다. 그 바람에 가까스로 처형은 모면했으나 목포를 관리하던 공산당원이 그를 투옥하였다. 같이 투옥되었던 사람들을 부추겨 탈옥에 성공하였다. 김대중은 감옥에서 극적으로 장인과 동생 김대의와 재회했으며 집으로 돌아가 천장 위에서 숨어 지낸다. 연말이 되자 국군 보조기관이었던 전남지구 목포해상방위대에 자진 입대, 전라도 지구 부사령관에 임명되어 자신이 경영하던 해운회사 소속 선박을 동원해 인민군 게릴라 소탕에 참전하였다고 한다.
안기부 문건에는 1950년 6월 27일 6.25 전쟁 발발 무렵 보도연맹이 김대중을 체포하였다. 미국 육군특무부대 CIC가 아군 후퇴시 사살 대상자로 지명하였으나 목포상고 선배인 김진하의 호명 착오로 구명되었다고 한다. 목포인민위원회 창설 활동, 부채 및 체불 노임 횡령 혐의로 목포 교도소에 수감되었고 9.28 수복시 탈옥했다고 기록했다. 하지만 6월 27일 한반도에 군사고문단 이외 미군은 주둔하지 않았다. 6월 30일 한.미 해군은 북위 37도 이북의 해상은 유엔해군이, 그 이남은 한국 해군이 담당키로 합의했으므로 미해군은 당시 서남해상에서 활동하지 않았다. 전쟁 발발 3일만에 미군이 좌익이라는 혐의만으로 함정에서 한국인을 구금하고 사형했다는 사건은 상식적이지 않으며, 주한미대사관은 이를 공식부인했다.
안기부 내부 문건이라 하는 이 문건은 1987년 문건으로 1987년 당시 안기부는 노태우 당시 대통령 후보의 당선을 위해 여러 대책 문건과 "상록사업"라는 정치 공작을 시행 중이었다. 그 내용 중에는 흑색선전을 비롯한 각종 관권 선거 관련 자료를 포함했다. 그리고 김대중이 대통령으로 당선될 당시 안기부에서 조직적으로 과거 김대중 관련 자료들을 파기, 분소했다는 정황증거가 알려졌고 그 이후 공개한 위 문건의 신뢰성에 의문을 갖는다. 또한 안기부가 작성한 위의 문서에는 김대중을 "광주 사태의 배후 조종자", "북한 연방제 추종자" 등으로 묘사하여 이미 검찰과 법원의 재심에서 밝혔던 광주민주화운동의 진실과는 거리가 멀다.
당시 안기부가 작성한 이 문건에 대해 북풍을 노리고 조작한 것이라며 신뢰성이 없다는 지적도 있다. 지난 1997년 대선당시 가장 큰 이슈였던 북풍사건은 김대중 후보의 당선을 저지시키기 위해 안기부와 북한이 공조한 사건이었다는 것이 검찰 수사에 의하여 밝혀진 바가 있다. 또한 '오익제 편지', '김병식 편지', '이대성 파일' 등 선거 때면 언론은 김대중과 관련해 사상 의혹들을 봇물처럼 쏟아내곤 했다. 그 의혹들은 거의 국가안전기획부의 공작으로 밝혀졌다. 북풍 공작에 뒷돈을 댔던 권영해 전 안기부장을 비롯해 안기부 전 1차장, 대공수사실장 등 안기부 고위 간부가 줄줄이 구속됐다.
또한 워싱턴 포스트의 기자였으며 한국 문제 전문가인 돈 오버도퍼는 그의 저서 《두 개의 한국》에서 1980년대 CIA 공작원이었던 제임스 릴리 전 주한 미 대사의 말을 인용하여 "과거 행적을 면밀히 조사한 결과 공산주의 전력은 근거가 없는 것으로 밝혀졌다"라고 결론을 내리고 있어 안기부 문건의 신빙성에 의문점을 던지고 있다.
1951년 3월엔 목포해운회사(현 흥국해운) 사장에 취임했고 같은 해 전남해운조합 회장, 한국조선조합 이사로 취임하였다. 한국 전쟁이 끝나고 1954년 3대 국회의원 선거에 무소속으로 목포시 국회의원 선거에 출마하였으나 낙선했다.
낙선 이후 해운회사를 처분하고 상경하여 잡지 《태양》을 발행하면서 웅변학원을 운영했고, 1955년 10월에는 당시 대한민국에서 상당한 영향력을 발휘하고 있던 《사상계》에 '한국노동운동의 진로'등.. 여러편의 노동문제글을 기고하며 정계진출의 꿈을 키운다.

## 정치 활동

### 1950년대 후반
김철 등 정치인들과 교류를 맺던 김대중은 장택상 전 총리와 만나게 되고 그의 참모로 잠깐 활동하는 등 점차 정치계 활동을 늘려나간다. 1955년 소설가 박화성의 소개로 박순천, 조재천 등과 같은 야당 인사들을 알게 되어 민주당에 입당하게 된다. 이듬해인 1956년 9월 28일, 민주당 전당 대회에서 장면 저격 사건을 목격하게 된 김대중은 장면과 인연을 맺게 되었고 이듬해인 1957년 장면을 대부로 노기남(당시 서울대교구장) 대주교 집무실에서 천주교 영세를 받고 '토마스 모어'라는 세례명을 받게된다. 같은해 8월엔 민주당 중앙상임위원 및 노농부 차장이 되었다.
1957년 대한웅변협회 부회장에 선출되었으며 당시 한영고등학교에 재학 중이던 김상현을 만나 이후엔 서로 호형호제하는 사이로 발전한다.
1958년 4대 국회의원 선거 민주당 후보로 강원도 인제에 출마하려 했으나 자유당 나상근 후보가 중복추천을 통해 등록무효를 시켜 출마조차 하지 못한다. 그 뒤 나상근 당선인이 당선무효 판정을 받아 1959년 재보선에 다시 민주당 후보로 출마했으나 자유당 전형산 후보가 제기한 색깔론에 의해 낙선한다. 설상가상으로 1959년에는 배우자 차용애가 병으로 사망하는 등 힘겨운 정치 초년기를 보낸다. 같은해 7월엔 민주당 강원도지구당 부위원장에 선출되었고 11월에는 민주당 강원도 인제군 지구당 위원장이 되었다.
1960년 민주당 기획위원 겸 대변인이 되었다. 이철승이 조병옥과 장면으로 양분된 민주당에서 장면을 찾아 신파의 소장 실력자로 데뷔하자 김대중도 장면을 찾아 민주당 신파로 정치적 인연을 쌓는다. 같은해 4월 6일엔 3·15 부정선거 규탄시위에 참여하였다. 선거부정 규탄 시위는 가두시위로 발전했고 김대중도 서울시청까지 야당 및 학생 시위대와 동행하였다. 같은 해 7월에 치러진 5대 국회의원 선거에 인제군 후보로 출마했으나 또다시 낙선하고야 만다.

### 야권의 주요 정치인으로 부각

#### 국회의원 활동
1960년에 치러진 제5대 총선 인제지구에선 자유당의 전형산 후보에 패했다. 이후 총선에서 승리하여 정권을 잡은 민주당 측에서 공민권 제한 대상자로 전형산 의원을 선정하여 의원 자격을 박탈하였고, 이듬해 1961년 5월 14일에 강원도 인제에선 재보궐선거가 치러지게 된다. 이 때 지략이 뛰어났던 엄창록이 김대중의 비서가 되고 김대중은 재보궐선거에 출마하여 민의원에 당선되지만 이틀 뒤에 5·16 쿠데타가 일어나 국회가 해산되는 바람에 결국 의원 활동은 하지 못했다. 5·16 쿠데타 이후 이철승 등 일부가 정치정화법에 묶여있을 때 민주당 선전부장, 당 대변인 등을 역임했다. 이후 1951년 부산에서 만난 적이 있던 이희호와 다시 만나 재혼했고, 1963년에 민주당 소속으로 고향 목포에서 제6대 국회의원으로 당선되면서 재선 국회의원이 된다.
1964년 야당 초선 의원인 김대중은 본회의 연설에서 필리버스터를 해 국민들에게 적지 않은 인상을 남겼다. 김대중의 필리버스터는 동료를 돕기 위한 것이었다. 1964년 야당인 자유민주당 김준연 의원이 국회 본회의에서 "공화당 정권이 한일협정 협상 과정에서 1억 3,000만 달러를 들여와 정치자금으로 사용했다"고 폭로했다. 당연히 정국이 발칵 뒤집혔다. 공화당 출신인 이효상 국회의장은 회기 마지막 날인 4월 20일 김 의원 구속동의안을 전격 상정했다. 이때 김대중이 의사진행 발언에 나섰다. 물 한 모금 마시지 않은 채 이어진 발언은 회기 마감인 오후 6시를 넘겨 5시간 19분이나 이어졌다. 그는 원고 없이 한·일 국교 수립 과정의 잘못된 점, 김준연 의원 구속의 부당성 등을 조목조목 지적했고, 결국 구속동의안 처리는 무산됐다. 이 '의사진행지연발언'(필리버스터)은 세계 최장이라는 기록을 인정받아 기네스 증서를 받았다.

#### 신민당 창당에 참여
1967년 2월에 신민당 창당에 참여하여 신민당 정무위원 겸 대변인으로 발탁되었다. 이후 제7대 국회의원 선거에서 공화당은 진도 출신의 전 체신부장관 김병삼의 지역구를 옮기고 박정희 대통령이 직접 목포에서 국무회의를 여는 등 대대적인 '김대중 낙선전략'에도 불구하고 당선된다. 그 뒤 1968년 6월 3일 당수 유진오로부터 원내총무 후보자로 지명을 받았으나 의원총회에서 재석 41명 중 찬서 16명, 반대 23명으로 결국 원내총무 자리는 김영삼에게 돌아갔다. 그해 신민당 정무위원에 선출되었다.
1967년에 국회에서 김대중은 통일원을 만들고 장은 차라리 부총리급으로 해야 한다고 발언하였다. 1969년에 통일원이 신설되었지만 그때는 말단 부처였는데 그의 주장 이후 20년 1개월만인 노태우 대통령 때 부총리급으로 되었다.
1970년에 치러진 신민당 내 대통령 후보자 경선에서 이철승, 김재광 등과 제휴해 김영삼을 40여표 차이로 꺾고 과반수선을 얻어 역전승, 대통령 후보자에 지명되었다. 1970년 1월 24일, 신민당 대통령 후보 지명전에 출마할 것을 선언하면서 '만일 71년 선거에서 또다시 박정희의 대통령 당선을 허용한다면 이 나라는 영원히 선거 없는 총통시대가 올 것이다'라고 주장했다. 1971년 4월 18일 서울 장충공원 유세에서 총통제 가능성을 다시 폈다. 이 유세로 인하여 뒷날, 허위사실 유포 등 선거법 위반사범으로 입건도 되었다. 그러나 같은 해 10월에는 10월 유신이 발생하자 "이처럼 되었는데도 내가 선동가냐"며 반문하였다.

### 1971년 대통령 선거

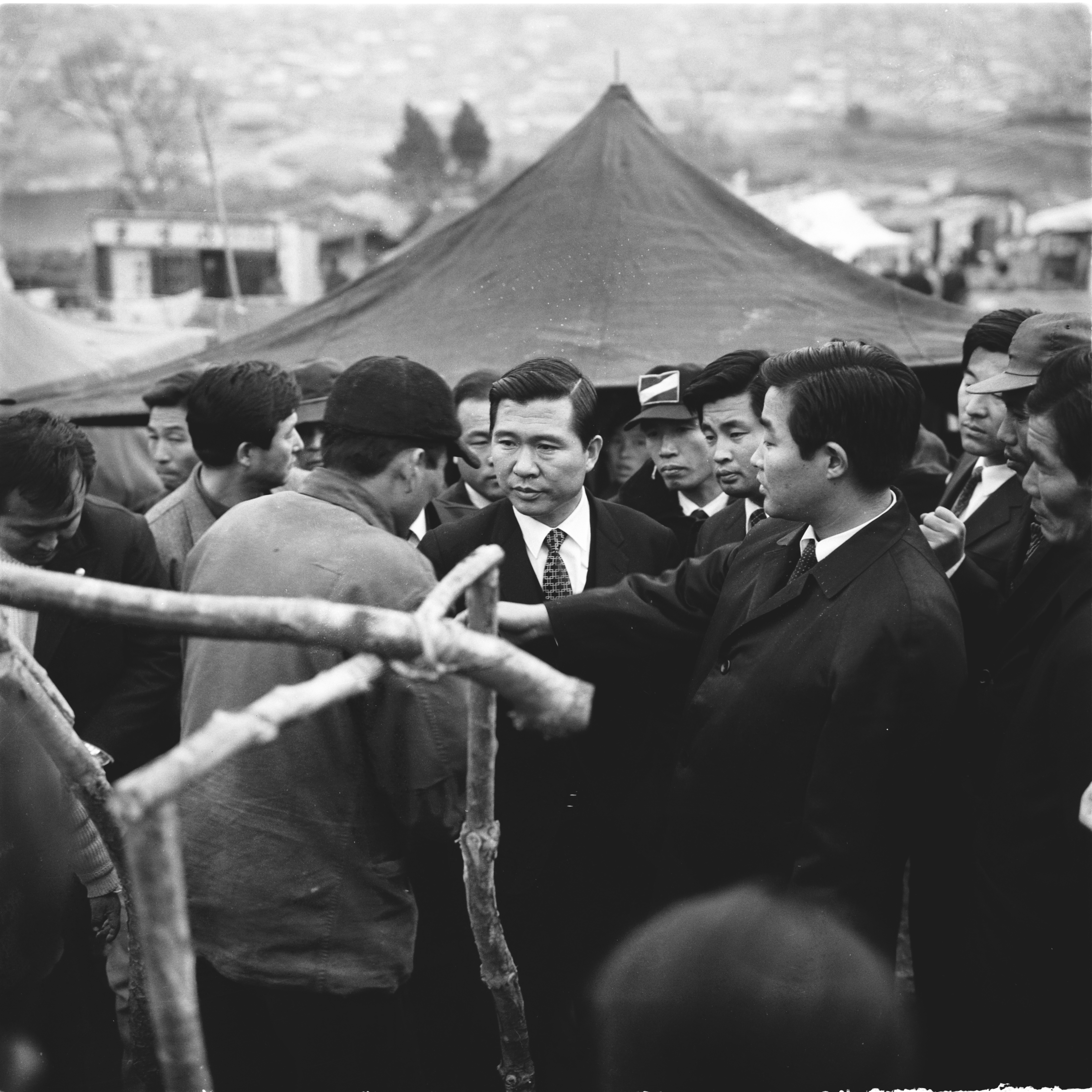
1970년 12월 광주 대단지 현장을 방문한 김대중 대통령 후보

신민당 대통령 후보가 된 김대중은 "현 향토예비군은 이중병역의 의무를 강요한 위헌적인 것이며, 경찰의 보조기관으로 전락되고 지휘계통이 국방장관과 내무장관에 이중으로 되어 있어 정치적으로 악용될 우려가 있고 생업에 지장을 초래할 뿐 아니라 민폐를 조성, 부정부패를 가져올 뿐"이라며 향토예비군 폐지를 공약으로 내걸었다. 그 밖에 4대국 평화보장, 지방자치제 실시, 남북대화, 노사위원회 구성 등을 공약으로 내걸으며 "10년 세도 썩은 정치, 못 참겠다 갈아치자!"를 슬로건으로 내걸었다.
1971년 4월 27일 제7대 대통령 선거에서 신민당 후보로 출마했다. 당시 대선에서 김대중은 539만표를 얻어 634만표를 얻은 박정희에게 패배하였다. 당시 대선에서 김대중과 신민당은 100만표 이상 조작된 부정선거라고 주장하였다.
당시 서울에서는 김대중 후보가 박정희 후보보다 39만표를 더 얻어 승리하였고 부산에서도 40% 가량을 득표해 선전을 벌인 반면, 경상북도와 경상남도 등 영남 지역에서는 박정희 후보가 75% 가량의 득표를 하였다. 정부, 여당과 인구가 많은 영남의 적극적 지지를 배경으로 한 박정희 후보는 6,342,828표로 김대중 후보의 5,395,900표보다 946,928표를 더 확보하였다. 하지만, 야당을 중심으로 부정선거 의혹을 제기하였는데 김대중은 자서전에서 본인의 투표를 포함하여 서울 마포구 동교동의 투표가 선관위 관계자의 확인이 없다는 이유로 통째로 무효처리되었다고 주장했다.
당시 대선에서 서울에서만도 약 7천 4백여표의 유효표가 투표구 선거관리위원장이 서명 대신 직인을 찍었다는 이유로 무효처리되기도 하였다.
야당의 이러한 의혹과 관권선거 주장 논란과 더불어, 신민당 일각에서는 표차가 제6대 대통령 선거보다 상당히 줄어들었고 국민 전체적으로 신민당이 46%나 득표하는 선전을 벌였기 때문에 박정희 정부로서는 더 이상 현행 헌법으로는 장기집권을 달성하기 힘들다고 생각하게 된다. (그리고 박정희의 임기는 이번이 마지막이었다.) 이는 얼마 뒤 치러진 제8대 총선에서 신민당이 개헌 저지선(204석 가운데 69석이 개헌 저지선이며, 실제로 확보한 의석은 89석)보다 많은 의석을 확보함으로써 더욱 확실해진다.
특히 영남의 박정희와 호남의 김대중이 격돌하는 대선의 특성상 선거 운동 과정에서 지역감정 선동이 극심했는데, 김대중은 "호남 푸대접"론을 내세워 당시 그럴수 밖에 없던 상황에서 소외되었던 호남 지역의 호응을 이끌어 내었다.
박정희 측 지지자들은 "신라 대통령론"과 선거 3일전 호남에서 영남인의 물품을 불매하기로 했다는 내용의 허위전단을 뿌려 영남지역의 강한 지지를 이끌어 내었고, 이는 호남의 김대중 지지율에 비해 영남의 박정희 지지율이 더 압도적으로 높은 선거결과로도 나타났다.
반면 이러한 대결구도는 다른 지역에는 별다른 영향을 미치지 못했다. 특히, 지난 63년 대선과 67년 대선에서 박정희와 윤보선의 대결이었던 선거는 동여서야가 두드려졌지만, 71년 대선에서 충청도에서는 김대중보다 박정희가 20만표를 더 얻어 많은 지지를 보냈다. 이것은 박정희의 영부인 육영수여사가 충청도출신이라는 점과 호남 출신인 김대중의 연고지 차이라는 분석이 있다.
일각에서는 이 선거가 대한민국 역사에서 영호남 지역갈등을 부추긴 씨앗이라고 보아 두 정당을 비판하기도 한다. 당시의 수많은 지식인들도 대선이 끝난 후, 71년 대선에서 벌어진 지역감정 유발행위와 그로 인한 유권자들의 지역감정적인 투표, 대선기간중 벌어진 지역감정 갈등에 대해 개탄하였고 앞으로 벌어질 지역감정 갈등에 대해 큰 우려를 하게 된다. 71년 대선 이후에 벌어진 지역감정은 현재까지의 유권자들에게도 많은 악영향을 끼치게 된다.

### 진산 파동과 당권장악 실패
1971년 5월 6일, 신민당 당수 유진산이 5·25 국회의원 총선 후보등록 마감일인 1971년 5월 6일 갑자기 자신의 출신 지역구인 서울 영등포 갑구를 포기하고 전국구 1번으로 등록하였다. 이에 불만을 품은 당내 소장층과 영등포 갑구 당원 등이 강력하게 반발하여 당수직 사퇴를 요구하는 사태로 벌어졌다.
다음날인 5월 7일, 신민당 중앙당사에서의 난동사태로까지 이어졌고 신민당 비주류인 김대중은 6인 수권위원회의 구성원 중 고흥문, 홍익표, 정일형 등 3인과 협의해 유진산을 당에서 제명하고 총선 기간 동안 자신이 당수 권한대행을 맡는 수습안을 발표했다. 그러나 운영위원회 소집에 앞서 김영삼, 이철승, 이중재, 김재광, 김형일 등은 비공식적인 의견교환을 통해 김대중의 당수권한대행직 장악을 저지키로 하고 당헌에 따라 운영위원회 부의장에게 당수 권한대행을 맡기는 것으로 합의를 보았다. 일부 당원들의 난동으로 일시 행방을 감추었던 유진산은 다음날인 5월 8일 성명을 통해 "나는 이미 당수직 사퇴 뿐만 아니라 정계은퇴도 각오가 되어 있지만, 당수에게 선거구를 팔아 먹었다는 누명을 씌워 당권을 가로채겠다는 행위를 먼저 규명하고 제재를 가해야 한다"라고 선언하면서 김대중의 당수권한대행 취임 기도를 강하게 비판했다. 유진산의 공격이 있자 이에 김대중도 즉각 기자회견을 가졌다.
"책임을 지겠다고 한 당수가 이제와서 태도를 바꾸어 당의 혼란이 마치 당권투쟁인 것처럼 말하는 것은 당을 사지(死地)에 몰아넣는 것으로서 이는 국민을 우롱하는 것"이라고 비난하면서 "당 운영위원회의 권한을 위임받고 있는 6인위의 결정은 합법적인 결정"이라고 맞섰다. 그러나 이러한 유진산과 김대중간의 공방에도 불구하고 김대중이 당수권한대행직을 차지할 수 없었다. 유진산이 자진해서 사표를 내지 않는 한 합법적인 당수권한대행에의 취임은 불가능했기 때문이다.
결국 사태는 제3자에 의한 중재를 통한 수습을 하게 되었다. 이에 김영삼, 이철승, 김재광, 김형일, 이중재, 박영록 등 당 중진들의 중재로 유진산을 당수직에서 물러나게 하기는 하였으나 김홍일 전당대회의장을 당수권한대행으로 한다고 결의하여 김대중의 신민당 당수권한대행직 취임을 저지하였다. 김대중은 이 중재안에 대해 처음에는 거부의사를 나타냈으나 더 이상의 별다른 수습안이 없는 상태에서 결국 이를 받아들였다.
1971년 5월 11일부터 당수권한대행 김홍일이 전국 지원유세에 나섰고. 5·25 총선을 대비해 김대중, 김영삼, 이철승은 전국에 파견되어 선거유세를 하였다.

### 유신 시절 활동

#### 1차 미국 망명과 한민통 조직
진산 파동이 수습되고 1971년 5월 25일 제8대 국회의원 선거에서 신민당 소속 전국구로 당선된 김대중은 교통사고 후유증 치료차 일본을 자주 왕래하게 되었다. 이듬해인 1972년 10월 11일 일본 정계 순방을 위해 도쿄에 체류하던 김대중은 10월 유신이 선포되자 측근인 송원영의 설득으로 미국 망명을 결심한다. 유신 선포 직후 김대중은 고노 겐소를 비롯한 일본의 여러 정치인들과 회견을 갖고 일본 언론을 통해 비상계엄령과 유신 체제를 비판했으며 그해 11월 미국 워싱턴에서 국민투표 무효선언을 주장하는 연설과 기자회견을 하는 등 정력적인 반 유신 투쟁을 벌인다. 1973년 하와이를 경유하여 1월 3일 일본 도쿄에 도착한 김대중은 조윤형, 김상현의 구속 소식을 접하게 된다. 3월 25일엔 다시 미국으로 건너가 교포 사회에서 강연 및 반정부 시위 활동을 벌인다. 초대 서울시장 김상돈, 미주민주국민회의 의장 임창영, 전 한국신학대학장 김재준, 예비역 해군제독 이용운 등 교포 사회에서 활동중인 여러 지식인, 예비역 장성들과 뜻을 모은 김대중은 7월 6일 워싱턴에서 한국민주회복통일촉진국민회의(한민통)를 결성하여 초대의장에 추대된다. 7월 10일엔 한민통 일본지부 결성을 위해 일본에 입국, 비록 8월 8일에 납치되긴 했으나 15일 결성된 한민통 일본지부를 통해 미국과 일본의 교포를 규합하며 유신 반대 민주화 운동을 벌이게 된다.

#### 김대중 납치 사건
1973년 8월 8일 오후 1시경, 일본 도쿄 소재 그랜드팰리스 호텔 2210호 앞 복도에서 한국 중앙정보부에 요원 6명이 김대중을 피랍한 뒤, 5일 만인 8월 13일에 서울 동교동 자택 근처에서 풀려나는 사건이 발생하였다. 도쿄 팰리스 호텔 501호에 투숙하고 있던 김대중은 8월 8일 오전에 택시를 이용하여 그랜드 팰리스 호텔로 이동하여 그곳 2211호에 머물고 있던 양일동 한국 민주통일당 대표와 대화를 나누었다. 오후 1시경 만남을 끝내고 나오던 도중 복도에서 괴한 6명에게 습격을 당했고, 비어 있었던 2210호실에 감금되었다.
괴한들은 마취제에 적신 손수건을 김대중의 코를 틀어막았고 김대중은 의식을 일부 잃어버린 무기력한 상태에서 온몸을 결박당했다. 괴한들은 김대중을 바닷가로 이동시킨 후 중앙정보부의 공작선인 용금호에 강제로 태웠다. 이후 여러 정황상 김대중을 수장시키려는 시도가 있었으나 계획 변경으로 납치된 지 5일 만인 8월 13일 밤 10시경 서울 동교동 자택 부근 주유소 뒷골목에서 풀어주었다.
일본 경찰청은 현장에서 주일 한국대사관 김동운 일등서기관의 지문 등을 채취하고 관련자 출두를 요구했으나 한국 정부는 이를 거절하였다. 일본 정부의 강력한 항의가 잇달았으며 한·일 관계가 급격히 냉각되었다. 미국의 조정 및 한일 간의 막후절충으로 김동운 해임, 김대중의 해외체류 중 언동에 대한 면책, 김종필 국무총리의 진사방일(陳謝訪日) 등에 합의됨으로써 양국 관계가 정상화되었다. 그러나 귀국 후 김대중은 가택연금과 동시에 정치활동을 일절 금지당했다.
세간의 관심에서 멀어지는듯 하던 사건이 다시 불거진것은 김형욱 전 중앙정보부장 때문이다. 그는 유신직후 박정희에게 버림받으며, 1973년 도미하였는데, 1977년 미국 의회(프레이저 청문회)에서 출석하여 "김대중 납치 사건은 한국 중앙정보부의 범행"이라고 발언하면서 사건은 다시 세인들의 관심을 받게 되었다. 이어 1977년 7월 1일에 일본 교토통신과의 회견에서 증언을 두고 신빙성이 의심스럽다고 발언한 후쿠다 다케오 일본 총리를 비난하면서 "한·일 두 정부가 반성하지 않고 계속해서 나의 명예와 신뢰성에 상처를 입혀 김대중 납치 사건의 진상에 대한 양국 국민의 눈을 가리려 한다면, 더욱 상세한 사실을 밝혀 양국 정부의 죄상을 고발하겠다"라고 밝혔다.
1987년 신동아 10월호에 김대중 납치 사건의 전말에 대한 이후락 전 중앙정보부장의 인터뷰 기사가 수록되었다. 이 인터뷰를 통해 이후락은 김대중을 암살하려는 의도는 없었으며 교포사회를 중심으로 해외 망명정부를 세울 것을 우려해 납치를 계획한 것이라고 밝혔다. 안기부는 이 인터뷰 기사가 한일간 외교 문제를 일으킬 수 있다는 이유로 1987년 9월 신동아 10월호가 인쇄되던 인쇄소에 안기부 요원을 파견하여 인쇄 작업을 중단시켰다. 이 일로 신동아 기자들은 철야 농성을 벌였고 외신에까지 보도가 되는 등 파문이 확대되자 안기부에선 인쇄 중단 방침을 철회하게 된다.
2006년 2월, 대한민국 외교통상부는 1947년부터 1974년 사이의 비공개 외교문서를 공개하였고, 이로 인해 당시 납치 사건과 관련된 많은 내용이 세상에 알려지게 되었다.

#### 명동 3.1 민주 구국선언
1974년 8월 22일, 신민당 전당대회에서 '반독재 선명야당 체제'의 구축을 위해 김영삼 총재의 당선을 적극 지원하였고, 11월 27일에 가택연금 속에서 재야 반유신 투쟁의 결집체인 '민주회복국민회의'에 참여하였다. 1976년 3월 1일에는 윤보선, 정일형, 함석헌, 문익환 등 재야 민주지도자들과 함께 '명동 3.1 민주 구국선언' 주도하여 긴급조치 9호 위반으로 구속되면서 1심에서 징역 8년을 선고받았고, 이듬해인 1977년 3월 23일에는 대법원에서 징역 5년, 자격정지 5년형을 확정(긴급조치 9호 위반) 받은 후 옥고를 치렀다.
1977년 5월 7일에는 진주교도소에서 수감 중 접견 제한에 항의하며 단식투쟁을 했으며, 같은해 10월 31일에 진주교도소 수감중 격려차 찾아온 김수환 추기경과 면담하였고, 이후 12월 22일에는 서울대학교병원으로 이송되어 수감 되었다. 1978년 9월 6일 서울대병원 이송후 교도소 때보다 제한(접견 차단, 창문 봉쇄, 서신제한, 운동금지)이 더욱 심하자 항의 단식하면서 같은해 1978년 12월 27일에 옥고를 치르면서 2년 9개월만에 형집행정지로 가석방된 후 장기 가택연금을 당했다.
1979년 4월 4일에는 윤보선, 함석헌, 문익환 등과 함께 ‘민주주의와 민족통일을 위한 국민연합’ 결성 주도하여 공동의장으로 반유신 운동에 참여, 3차례 연행당하였다.

### 유신 붕괴 직후
10·26 사건으로 박정희가 김재규에게 암살된 후 긴급조치 9호가 해제되고 1979년 12월 8일 가택연금에서 해제 되었다. 그 뒤 재야인사들과 함께 신민당에 재입당하려 했으나 김영삼 총재는 입당 때 심사하겠다며 사실상 받아들이지 않았고, 재입당을 포기한다.
김대중은 1979년 12·12 군사 반란 발생 이후 12월 14일 아침에 강원룡 목사와 만났다. 강원룡은 김대중에게 당신 이번에 대통령 할 생각 절대로 하지 마라며 대통령을 김영삼에게 양보할 것을 노골적으로 요구하였다. 그러나 그는 강원룡에게 "이미 끝났다. 강 목사님이 군(軍)이란 세계를 모르고 하는 말씀인데, 군은 통수권자에게 절대 복종한다. 박정희가 (살아) 있을 때는 박정희가 통수권자니까 차라리 거기에 충성을 했지만 이제 박정희는 죽었다. 장군들이 그 다음엔 내가 된다는 걸 잘 알기 때문에 내게 충성하고 들어올 것이다"라며 거절했다고 한다.
이듬해 1980년 5월 13일에 김대중은 기자회견을 갖고 "북한 공산집단이 우리의 과도기를 이용하여 남한에 대해 폭력에 의한 그들의 야욕을 성취하려는 음모를 획책하려는 일이 절대 없기를 엄중 경고한다"면서 "국민과 학생, 근로자들은 질서를 지키고 사회 안정을 유지하여 북한공산집단이 오판할 계기를 주지 말하야 한다"라고 발표하였다.
다음날인 5월 14일 대학생들의 민주화 시위가 한창 가열될 때 동아일보가 김대중을 인터뷰했다. 김대중은 "학생 시위가 계속되면 군부에 빌미를 줄 수 있으니 자제하는 것이 좋겠다"는 취지의 답변을 했다. 그러나 이 기사는 신군부의 검열에 걸려 기사화되지 못했다.

### 김대중 내란음모 조작 사건과 2차 미국 망명
1980년, 12·12 군사 반란으로 실권을 장악한 신군부는 집권 시나리오에 따라 80년 5월 17일 비상계엄을 전국으로 확대하면서 정치활동 금지를 주요내용으로 한 포고령10호를 발표함과 함께 김대중을 포함한 재야인사 20여명을 사회혼란 및 학생, 노조 배후조종 혐의로 전격 연행하였다. 김대중은 신군부가 조작한 김대중 내란음모 조작 사건으로 군사재판에서 사형을 선고받았다. 당시 김대중은 "이 땅의 민주주의가 회복되면 먼저 죽어간 나를 위해서 정치보복이 다시는 행해지지 않도록 해달라"라고 한 법정 최후 진술이 국제사회에 알려지면서 큰 반향을 불러일으키고 지미 카터 전 미국 대통령, 도널드 그레그 전 주한대사를 비롯한 레이건 행정부, 세계 각국 지도자와 인권단체들이 구명운동에 나서게 된다. 레이건 정권의 리처드 앨런 안보보좌관은 유병현 합찹의장과 만나 김대중을 사형될 경우 양국관계는 회복되기 어려운 상처를 입게 될 것이라면서 압박을 하게 된다.
전두환은 김대중의 형을 감형해주는 대신 자신을 레이건의 취임식에 초청해달라는 제안을 하고 이를 미국이 받아들여 1981년 1월 23일 국무회의 의결을 통해 김대중 및 그와 연루된 11인에 대한 감형을 실시하게 된다. 정부대변인인 이광표 문공부장관은 "김대중 등 피고인들이 관련된 이 사건은 구시대정치의 슬픈 유산으로 이제 과거의 악몽을 갖고 제5공화국의 서장을 얼룩지게 할 필요가 없다고 판단했다. 이 문제에 대해 우방 및 국내외 인사들로부터 인도젹 견지에 입각해 관용을 베풀 것을 호소하는 의견이 있었다"라고 감형 배경을 설명했다.정권 차원에서 기회있을 때마다 국민화합을 역설하며 민족적 대단결로 정의로운 복지사회의 건설을 이끌어온 사실을 강조한 전두환의 국민화합과 화해의 80년대를 창출하기 위한 '관용적인 일대영단'으로서 무기징역으로 감형된 김대중을 다시 20년형으로 감형하고 신병치료를 위해 입원을 가능하게 하기 위해 형집행정지 처분을 해주고 해외여행을 허용키로 한 결과 김대중은 구속된지 2년 7개월 만인 1982년 12월에 미국 망명길에 오른다.
김대중이 전두환에게 보낸 탄원서
1차 편지전문
대통령각하
본인은 광주사태 배후조종혐의 및 국가보안법, 반공법, 내란예비음모, 계엄포고 위반사건 등으로 1, 2심에서 사형선고를 받고 현재 상고중에 있습니다.
본인은 그간 본인의 행동으로 국내외에 물의를 일으켰고 이로 인하여 국가 안보에 누를 끼친 데 대하여, 책임을 통감하며 진심으로 국민앞에 미안하게 생각해 마지않습니다.
본인은 앞으로 자중자숙하면서 정치에는 일절 관여하지 아니할 것이며 오직 새시대의 조국의 민주 발전과 국가 발전을 위하여 적극협력 할 것을 다짐합니다.
본인은 본인과 특히 본인사건에 연루되어 수감중에 있는 사람들에 대하여 전두환 대통령 각하의 특별한 아량과 너그러운 선처가 있으시기를 바라마지않습니다.
1981년 1월 18일 金大中
김대중 옥중서신 전문
全斗煥 大統領 閣下
國事에 軫念하신 가운데 閣下의尊體 더욱 健勝하심을 仰祝하나이다.
閣下께서도 아시다싶이 本人은 矯導所生活이 二年半에 이르렀아온데 本來의 持病인 股關節變型症과 耳鳴등으로 苦楚를 겪고 있으며 專門醫에 依한 充分한 治療를 받고자 渴望하고 있읍니다.
本人은 閣下께서 出國許可만 해주신다면 美國에서 二 三年間 滯留하면서 完全한 治療를 받고자 희망하온데 許可하여 주시면 感謝千萬이겠읍니다.
아울러 말씀 드릴 것은 本人은 앞으로 國內外를 莫論하고 一切 政治活動을 하지 않겠으며 一方 國家의 安保와 政治의 安定을 害하는 行爲를 하지 않겠음을 約束드리면서 閣下의 善處를 仰望하옵니다.
1982年 12月 13日 金大中
(옥중서신) 편지 전문
전두환 대통령 각하
국사에 전념하신 가운데 각하의 존체 더욱 건승하심을 앙축하나이다.
각하께서도 아시다시피 본인은 교도소 재소 생활이 2년반에 이르렀사온데 본래의 지병인 고관절변형, 이명 등으로 고초를 겪고 있으며 전문의에 의한 치료를 받고자 갈망하고 있습니다.
본인은 각하께서 출국허가만 해 주신다면 미국에서 2~3년간 체류하면서 완전한 치료를 받고자 희망 하온데 허가하여 주시면 감사천만이겠습니다.
아울러 말씀드릴 것은 본인은 앞으로 국내외를 막론하고 일절 정치활동을 하지 않겠으며 일방 국가의 안보와 정치의 안정을 해하는 행위를 하지 않겠음을 약속드리면서 각하의 선처를 앙망하옵니다.
1982년 12월 13일 金大中

한편, 김대중은 훗날 탄원서가 유감스럽게도 자의가 아니라고 밝혔다.
이후 탄원서에 관한 김대중 회고
그때서야 비로소 내가 살게됐다는 사실을 알았습니다. 그전까지는 밖에서 진행되고 있는 상황을 전혀 몰라 죽는 줄로만 알았었지요.
남산에서 안기부의 한 담당자가 국무회의에서 감형을 의결하려면 근거가 필요하니 자필 탄원서를 써덜라고 하더군요.
자기도 나와 같은 가톨릭신자라며 절대로 언론에는 공개하지 않을테니 요식 행위로 써달라는 겁니다. 그래서 탄원서라는 것을 썼는데 그들은 결국 약속을 깨고 그 내용을 공개했습니다.
내용 자체야 별게 아니지만 그때 그 사람이 같은 천주교 신자로서 나를 속인 행위에 대해선 분노를 느끼고 있습니다.

김대중의 도미 직후, 전두환은 김대중이 정치에 손 떼고 건강에 유의하며 살겠다며 각서를 쓰고 미화 7~8만 달러까지 받아가서 미국으로 갔는데, 1년도 안 돼 기자 인터뷰를 통해 정치 활동을 했다며, 국회의원 될 자격도 없는 머리 나쁜 선동가라고 비난하였다.
에드워드 케네디 미국 상원 의원은 71년 당시 신민당 대선후보로 미국을 방문한 김대중에 대해 "당신은 한국의 존 F. 케네디"라며 지지를 표명했다. 그는 1980년 김대중이 신군부에 의해 사형선고를 받자 구명운동에 앞장섰고 미국 망명 생활과 귀국 때도 큰 도움을 줬다. 케네디 의원은 1984년 4월 26일 김대중에게 보낸 편지에서 "당신과 나는 민주와 평화를 지지하는 입장을 공유하고 있다. 한국의 평화적 정권교체를 지지한다"라고 썼다. 85년 2·12 총선 전에 귀국을 결심한 김대중은 1984년 6월 "84년 말까지 귀국하기로 결정했다"라는 뜻을 서신에 담아 전했다. 케네디 의원은 86년 5월 한국에서 민주화를 위한 김대중의 노력에 경의를 표한다는 내용의 편지를 보냈다.
로널드 레이건 대통령은 와인버거 미 국방부 장관과 그레그 전 대사를 한국에 급파했고, 이들은 전두환 신군부를 상대로 김대중 구명운동에 나셨다. 이들의 노력 때문이었는지 김대중은 신군부에 의해 가까스로 사면을 받아 미국 망명길에 오를 수 있었다. 김대중 구하기에 혁혁한 공로를 세운 그레그 CIA 지부장이 1989년에 주한 대사로 부임하게 되자 김대중은 감사 편지를 보내기도 했다. 이 서한에서 김대중은 "나는 개인적으로 귀하가 대사로 오게 돼 기쁘다. 왜냐하면 귀하는 1973년, 1980년 두 차례에 걸쳐 나의 목숨을 살려줘 내가 깊이 신세를 졌기 때문이다"라며 은인에 대한 깊은 감사의 뜻을 나타내기도 했다.
독일 사민당의 1980년 9월 17일자 보도자료에 따르면 빌리 브란트 당시 사민당 총재는 "김대중씨에 대한 사형 선고는 우리 모두에게 큰 도전으로, 큰 충격을 받았다"며 "조국의 사회적 발전과 인권수호를 위해 헌신한 애국자의 노력이 이런 판결로 귀결될 수 있다는 사실을 이해할 수 없다"라고 밝혔다. 그는 또 "이번 판결이 집행된다면 한국은 국제사회에서 막대한 손상을 입으므로 대통령이 판결이 수정되도록 조치할 것을 긴급히 요청한다"며 "김대중씨 구명에 모든 힘을 발휘해 줄 것을 미국 정부에도 긴급히 요청한다"라고 말했다. 1984년부터 1994년까지 10년간 독일 대통령을 지낸 폰 바이츠제커는 1969년 세계교회협의회(WCC) 대표단의 일원으로 서울을 방문해 당시 야당 지도자였던 김대중과 처음 인연을 맺은 후 지난 40년 동안 깊은 우정을 나눴다. 그는 특히 독일 연방하원 부의장으로 있던 1980년 김대중이 신군부로부터 사형선고를 받자 하원에서 '김대중 구명 결의안'이 채택되는 데 결정적 역할을 하는 등 국제적 구명운동에 앞장섰다.
김대중의 사형 집행을 막는데 결정적인 역할을 한 것은 교황 요한 바오로 2세의 편지였다. 1980년 12월 11일, 교황 요한 바오로 2세는 서울 주재 로마 교황청 대사관을 통해 전두환 대통령에게 1차 편지를 발송해 김대중의 선처를 당부했다. 김대중의 형량이 사형에서 무기징역으로 감형된 직후인 이듬해 2월 14일 2차 편지를 보내 전 대통령에게 감사의 뜻을 전달했다. 1983년에는 1월 31일에는 뉴스위크와의 회견에서 한국 민주화와 인권 상황에 대한 입장 표명을 했고, 미국에서 유니언신학대 구제위원회 고문, 국제고문희생자구원위원회 고문과 하버드 대학교 국제문제연구소 객원연구원으로 활동하고, 재미 한국인권문제연구소를 창설해 미주 지역에서 한국의 민주화에 관심을 기울이다가 1985년 2월 8일에 귀국하였다.
그러나 불과 1년 6개월 전인 1983년 8월, 필리핀의 야당 인사 베니그노 아키노가 미국 망명길에서 돌아오다가 마닐라 공항에서 암살되는 사건이 있었기에 당시 김대중의 귀국 결정에 대해 주변 인물들은 물론이고 미국 정부까지도 만류하였다. 그럼에도 불구하고 김대중은 조국의 상황을 외면할 수 없다는 이유를 들어 귀국을 강행하였다. 당시 전두환 정부는 김대중이 귀국할 경우 남아있는 형을 집행하기 위해 교도소에 재수감하겠다고 경고하였고, 이에 미국 정부는 전두환 정부가 김대중의 무사 귀국을 보장하지 않으면 당시 논의중이던 전두환의 방미를 백지화시키겠다는 강경한 입장을 보였다. 케네디 의원과 당시 테네시주 상원의원이던 앨 고어 전 부통령 등은 김대중의 안전한 귀국을 보장하라며 전두환 대통령에게 편지 등을 보냈다.
이에 전두환 정부는 한발 물러서서 김대중에 대해 가택연금 외에는 어떠한 조치도 취하지 않겠다는 약속을 했으며, 그래도 전두환 정부의 김대중 암살을 우려한 미국 하원 의원 토머스 폴리에타와 에드워드 페이언을 비롯한 여러 저명인사들이 김대중을 에워싸고 김포공항 입국장까지 동행한 덕분에 별다른 불상사는 없었다. 하지만 김대중은 김포공항 입국장에서 기다리고 있던 안기부 요원들과 경찰들에게 강제 연행되어 동교동 자택에 연금되었다. 1985년에는 김영삼과 함께 민주화추진협의회 공동의장에 취임했다. 이듬해 1986년에는 신민당 상임고문으로 추대됐으나 당국에 의해서 취임이 저지되었다.
리처드 앨런 미 전 안보보좌관은 손석희의 시선집중에 출연해 김대중 구명운동에 관한 비화를 공개했다. 그는 당시의 상황을 설명하며 또한 레이건은 전두환이 아닌 김대중을 지지했으며 한국에서 이와 관련해 잘못 알려진 사실과 전두환 신군부의 역사왜곡은 놀라울 정도이다. 당시 김대중의 생명을 구함으로써 한미관계를 회복할 수 있었다고 밝혔다.
1995년에는 광주 민주화 운동에 관한 특별법(5∙18 특별법)이 제정되어 김대중을 비롯한 관련자들의 재심 청구와 명예 회복이 이어졌고, 김대중은 대통령 임기를 마친 2003년 재심을 청구해 2004년 1월 이 사건에 대해 무죄를 선고받았다. 재판부는 판결문에서 "79년 12·12사태와 80년 5·18을 전후해 발생한 신군부의 헌정파괴범행을 저지하거나 반대함으로써 헌법의 존립과 헌정질서를 수호하기 위해 행한 정당한 행위이므로 형법 제20조의 정당행위에 해당, 범죄가 되지 않는다"라고 밝혔다. 재판부는 김대중의 행위는 방법이나 실력으로 보아 국헌을 문란하게 할 아무런 위험성이 없었고 내란음모죄의 구성요건인 국헌문란의 목적과 범죄주체가 되는 집단이 특정되지 아니하는 등 공소는 부적법하다고 판결문을 통해 판시했다. 결국 원심은 범죄사실을 특정하지 않아 '이유 불비'의 모순을 저질렀다는 것이다.

### 1987년 대통령 선거

#### 대선 불출마 선언과 번복
5.3 인천사태와 10.28 건국대 항쟁 등으로 전두환 정권이 계엄령을 준비하자 1986년 11월 5일 조건부 대선 불출마 선언을 하였다. 1987년 4월에는 통일민주당 상임고문으로 있다가 7월 9일 사면복권되었다. 다음날인 7월 10일에는 이중재·노승환·이용희·정대철 등이 함께한 동교동 자택 기자회견에서 "나는 대통령이 되는데 관심 없다. 현재로서 불출마 선언은 변함이 없다"라고 발표하였다. 그러나 하루만에 불출마의사를 번복하게 된다.
7월 11일 《신동아》와 가진 인터뷰에서 "작년의 불출마 선언은 전두환 대통령이 자발적으로 대통령직선제를 하면 불출마 한다고 한 것이지, 이번처럼 국민의 압력에 의해 이루어진 것과는 아무런 상관이 없다. 전두환 대통령은 4·13 호헌 선언으로 이미 내 제의를 거부한 것이다. 그런데 왜 그 약속에 내가 묶여 있어야 하느냐는 논리가 나온다"라고 하였다.
7월 17일 김대중을 지지하는 단체인 민권회가 '11·5 불출마 선언' 백지화를 결의함으로써 김대중의 불출마선언 무효를 공식화한다. 한편 통일민주당에서는 김대중의 입당을 요청하였고, 김대중계는 김대중의 통일민주당 입당여부를 놓고 의견이 둘로 나뉘게 되었다.
이중재 등 원내 세력을 주축으로 한 입당론자들은 "김대중 의장 자신이 만든 당에 빨리 입당하는 것이 순리이며 그 안에서 대통령 후보를 단일화하는 것이 국민적 바람이다. 두 김씨의 정면대결은 민주화의 전망을 어둡게 하는 것이며 김의장의 입당 지연이 이러한 정면대결의 전조가 아닌가 하여 불안요소가 되고 있다"며 김대중의 조기 입당을 주장했다.
반면 한화갑 등 비서진과 김종완 등을 중심으로 한 민헌연 등 원외인사들은 "아무런 보장 없이 입당할 경우 민주당 테두리 안에 갇혀 행동반경이 좁아질 뿐만 아니라 일단 칼자루를 쥔 김영삼 총재가 끝까지 후보를 고집할 경우 당내에서는 다른 방법이 없게 된다"며 김대중의 조기입당 반대를 주장했다. 김대중은 계보 내의 민주당 입당 반대 주장을 물리치고 결국 입당을 결심하게 되며, 8월 6일에 김영삼과 만나 입당문제를 합의한 후, 8월 8일 통일민주당사에서 입당식을 갖고 고문에 취임한다. 8월 11일 김영삼과 회동을 갖고 대통령 후보 단일화 문제를 협의했으나, 김영삼의 조기 단일화 주장과 김대중의 개헌 협상 후 조정 주장이 맞서서 별다른 성과를 거두지 못했다.

#### 단일화 실패와 낙선
1987년 9월 9일, 전라남도 목포를 방문하였다. 광주-목포 순방이 기대 이상의 열기를 보였다고 판단한 김대중은 9월 14일 김영삼과 만나 36개 미창당 지구당 결성을 요청한다. 김영삼은 "대통령 선거를 앞두고 총선에서의 조직책 선정이나 다름없는 36개 지구당을 창당하는 것은 적전 분열을 일으킬 가능성이 있다. 그리고 경선을 하지 않을 바에는 굳이 잡음의 소지가 있는 36개 지구당 창당은 필요없는 것이다"라고 주장하며 김대중의 주장을 일축한다. 계속된 토론에도 김영삼과 의견일치를 보지 못하였다.
9월 29일에는 김영삼 총재, 김대중 고문 간 후보단일화 회담을 하였으나 이견 차이를 좁히지 못하고 결렬되었다. 9월 30일 김대중은 다시 제13대 대통령 선거 후보 출마를 김영삼과 야당 후보단일화 협상을 벌였으나 양자간의 시각차이만 확인하고 결렬되었다. 재야 인사들의 통합 요청에도 불구하고 협상이 결렬되자, 이는 군사 정권 후계자를 놓고 야당 지도자간 분열했다 하여 적전 분열이라는 비판을 초래하였다. 10월 10일, 통일민주당을 장악한 김영삼은 대통령 선거 출마를 발표하고 나서자 당내 경선에서 절대적으로 불리한 위치에 놓여있던 김대중은 10월 18일 통일민주당을 탈당하였다. 11월 12일에는 평화민주당을 창당해 대표 겸 13대 대통령 후보로 선출된 이후 야당 후보였던 김영삼과 후보 단일화를 이루지 못한 채 12월 16일에 제13대 대통령 선거에 출마했지만, 노태우와 김영삼에게 밀려 611만 표를 얻고 낙선했다.
선거 직후 그는 "부정선거를 저지르지 않았으면 내가 이겼을 것"임을 주장하였고, 투쟁하겠다고 발표했다.

### 노태우 정부 시절
1988년 평화민주당 소속으로 제13대 국회의원이 되었다. 1989년 1월 9일 일본 왕 히로히토가 사망하자 당시 평화민주당 총재를 역임 중이던 김대중은 주한 일본 대사관저에 마련된 분향소에서 히로히토 영정 앞에 머리를 숙여 조문했다.
1989년 8월 2일, 서경원 의원 방북사건으로 중부경찰서에 강제구인되어 14시간 동안 수사를 받았다.
1990년에는 노태우, 김영삼, 김종필의 3당 합당을 3당 야합이라며 반대하고 투쟁을 선언하며 규탄하였다. 그에 의하면 김영삼의 3당 합당 참가는 원칙을 어긴 야합이라는 것이었다. 그러나 김영삼은 그의 비판에도 불구하고 순전히 예정대로 3당통합에 참가하였다. 이듬해 1991년 4월 15일에 평화민주당을 신민주연합당으로 확대, 재개편한 후 당 총재에 취임했고, 곧 이기택이 총재로 있던 민주당과 합당하여 통합 민주당을 출범시켰다.
한편 김대중은 노태우 정부 하에서 국군 보안사령부의 사찰 대상 중 한 사람이 되어 감시당했다(이는 1990년 10월 4일 한국외국어대학교에 재학 중 민학투련 출신으로 보안사로 연행돼 프락치로서 수사에 협조해 오다 탈영한 윤석양 이병의 폭로로 밝혀졌다).
1990년 10월 8일, 삼당합당을 성토하고 내각제합의 폐기, 지방자치제 실시 등을 외치며 단식투쟁에 들어갔다. 10월 29일, 김영삼 대표와 만나 내각제합의 폐기와 지방자치제 실시에 대한 약속을 받고 단식투쟁을 그만두었다. 이후 1991년 대한민국 지방 선거가 치러지지만 한국외국어대학교에서 벌어진 정원식국무총리 폭행사건으로 인해 참패한다.

### 1992년 대통령 선거
1992년 5월 15일의 민주당 전당대회에서 제14대 대통령 후보로 지명되었다. 이튿날 출마를 선언했고, 이후 26일 민주당의 대통령 후보로 선출되었다. 그날 그는 "대화합의 정치를 하겠다"고 말했다. 김대중은 "이번에는 바꿉시다"를 모토로 내걸었다.
당시는 국회의원 선거를 치른 지 얼마 안 된 시기였다. 3당 합당으로 출범한 민자당은 철권통치로 인해 국민들의 실망을 사, 많은 의석을 잃었다. 당시 대통령이었던 노태우는 '6공 황태자'라고 불리던 박철언(5공 관련자였고, 87헌법을 작성한 인물)을 후계자로 내세우려고 했다. 그러나 민주당 출신이었던 김영삼은 이에 반발하였고, 노태우는 결국 김영삼을 후계자로 지목했다(물론 민자당 대선 후보 경선에서는 5공계열인 이종찬이 출마했으나 사퇴했다). 이로써 군 출신 후보가 사라지고 순수 민간인끼리 대결하게 되었다. 그 결과 1992년의 대통령 선거는 3파전 구도가 되어 김대중은 김영삼, 정주영과 대결하게 되었다. 특히 이 선거는 한때 민주화를 주도했던 양김이 여야의 위치에서 대결했다는 특징이 있다.
그러나 여기서 문제가 발생했다. 한번은 김영삼 측 선거대책회의 참석자들이 "우리가 남이가, 이번에 안 되면 영도다리에서 빠져 죽자"라는 등 지역 감정을 조장하는 발언을 했는데, 이는 심각한 문제가 되었다. 이런 사실을 폭로한 정주영 후보 측은 불법 도청으로 인해 공격을 받았다. 이것이 이른바 "초원복집 사건"이다. 지역감정을 부추기는 초원복집 사건에 대한 폭로가 오히려 영남표를 집결시키는 역풍을 일으켰다. 이때 김영삼을 못마땅하게 여겼던 대구, 경북 출신 군부인사인 정호용 등이 같은 경상도 임을 내세워 지지를 호소하였다.

#### 낙선과 정계 은퇴 선언
하지만 김대중은 12월 18일에 치러진 대통령 선거에서 800만표를 얻어 190만여표 차이로 낙선하였다. 그는 선거 결과에 승복하며 12월 19일에 정계 은퇴라는 성명을 발표하였다.
김대중의 정계은퇴 성명서
존경하는 국민 여러분
저는 또 다시 국민 여러분의 신임을 얻는데 실패했습니다.
저는 이것을 저의 부덕의 소치로 생각하며 패배를 겸허한 심정으로 인정합니다.
저는 김영삼 후보의 대통령 당선을 진심으로 축하하는 바입니다.
저는 김영삼 총재가 앞으로 이 나라의 대통령으로서 정치, 경제, 사회 모든 분야에서 성공하여
국가의 민주적 발전과 조국의 통일에 큰 기여 있기를 바라 마지 않습니다.
국민 여러분!
저는 오늘로서 국회의원직을 사퇴하고 평범한 한 시민이 되겠습니다.
이로써 40년의 파란 많았던 정치 생활에 사실상 종말을 고한다고 생각하니 감개무량한 심정을 금할 길이 없습니다.
그간 국민 여러분의 막중한 사랑과 성원을 받았습니다. 진심으로 감사합니다.
국민 여러분의 하해같은 은혜를 하나도 갚지 못하고 물러나게 된 점 가슴 아프고 송구스럽게 생각합니다.
한편 이기택 대표 최고위원 이하 당원 동지 여러분께서는 오랜 세월 동안 저에 대하여 이루 말할 수 없는 협력과 성원을 아끼지 않았습니다.
당원 여러분이 베풀어 준 태산같은 은혜를 무어라 표현할 길이 없습니다.
앞으로 한 당원으로서 저의 힘 닿는 데까지 당과 동지 여러분의 발전에 미력이나마 헌신 협력할 것을 다짐하는 바입니다.
다시 한번 국민 여러분과 당원 동지 여러분들의 건승을 빌면서 가슴 벅찬 심정으로 감사의 인사 말씀을 드리는 바입니다.
이제 저는 저에 대한 모든 평가를 역사에 맡기고 조용한 시민생활로 돌아가겠습니다. 국민 여러분과 당원 동지 여러분의 행운을 빕니다.
1992년 12월 19일
민주당 대선 후보 김대중

### 정계 복귀와 은퇴 번복
1993년 1월에 영국으로 출국하여 케임브리지 대학교 객원교수로 활동하다가 1993년 7월 귀국, 1994년 12월 아시아·태평양 민주지도자회의(FDL-AP, 통칭 아태재단)를 설립하고, 상임공동의장에 취임했다. 3당 합당이라는 태생적 한계와 김영삼 정부의 철학과 비전의 부족은 은퇴를 선언했던 김대중의 정계복귀를 수월하게 하여, 정계 은퇴를 번복하게 된다.
하지만, 1995년 6월 27일에 실시된 지방선거에서 민주당이 수도권을 장악하는 등 대승을 거두자 김대중의 정계복귀는 더더욱 구체화되었다. 1995년 7월 18일, 김대중은 정계복귀를 선언하였고, 민주당 탈당파들과 함께 새정치국민회의를 창당했다.

### 총선 패배와 정치 행보
이후 1996년 대한민국 제15대 국회의원 선거에서 새정치국민회의 비례대표 14번으로 출마하였으나 13번까지만 당선되어 낙선하게 된다. 게다가 당시 민주계의 분열로 국민회의는 79석밖에 얻지 못하는 참패를 당하자 차기 대권 가도에 적신호가 켜지게 된다. 당시 그의 정책참모기구였던 아태재단의 상임고문인 이강래는 호남 고립 구도를 깨기 위해서는 김종필의 자유민주연합(자민련)과 연합하는 방안을 보고서 형식으로 조언한다. 그러자 김대중은 자민련 김종필과의 단일화를 추진하고자 한다. 물론 이러한 단일화는 정치적 이념이 전혀 다른 사람끼리의 단일화였기 때문에, 여러모로 이론적 연구를 할 필요가 있었다. 그는 영국과 독일의 예를 들어 여러 가지 이론적 근거를 만들었다.

### 1997년 대통령 선거

#### 후보로 선출되다
하지만, 당시 야권에서는 김대중으로는 정권교체가 불가능하니 후보를 교체하자는 제3후보론 이야기가 나왔다. 그러나 국민회의 지지자들 다수는 받아들이지 않았고, 전당대회를 통해 김대중을 국민회의 대통령 후보로 선출한다. 김대중은 정대철을 꺾고 국민회의 대통령 후보가 되었다.

#### 여권의 위기와 1위 기록
김대중의 대선 맞수로는 신한국당의 이회창 대표가 대선 후보로 선출되었다. 당시 이회창 후보의 지지율은 50%에 육박하면서 소위 대세론이 힘을 얻고 있었다.
이렇게 이회창후보에 유리한 상황이 벌어지자 7월 30일, 대선토론회에서 "야권 단일화후보는 반드시 자신으로 단일화되어야 되며
"이번 대선에서 정권교체가 되지 않을 경우엔 국정이 파탄날 것","돈 안드는 선거가 전제돼야 정치개혁 실현", "기아회생 적극 도와야" 등의 내용을 강조했다.
당시 야당의 끊임없는 이회창 아들 병역 기피 의혹 제기로 인해 이회창 후보의 지지율이 크게 추락한 데 이어, 이인제가 경선불복과 함께 독자출마를 강행(물론 훗날 사과했다)하면서 여권은 분열을 맞게 된다. 반면 김대중 후보의 지지율은 꾸준히 올라 9월엔 30%에 안착하며 지지율 1위에 올랐다.

#### 또다시 찾아온 위기
하지만 10월 7일, 김대중은 또다시 위기를 맞이하게 된다. 당시 신한국당의 강삼재 의원이 비자금 사건을 폭로하였는데, 대강의 내용은 "김대중 총재가 처조카 이형택을 통해 670억 원을 관리해왔다. 또한 1991년 초에 노태우로부터 20억원+α를 받았다."였다. 이에 김대중과 국민회의는 날조라고 반박하며 위기를 모면하려 했으나 신한국당은 비자금 계좌까지 공개하며 김대중 후보를 압박했고 급기야 신한국당이 김대중 후보를 고발하게 된다. 추가로 신한국당은 김대중총재가 박철언으로부터 200억원을 받은 사실을 폭로하여 대선정국이 엄청난 혼란을 빚게 되었다.
김대중은 그날 부산에서 열린 목회자강연회에서 "나는 다소간의 정치자금을 받았지만 선거를 치르고 당을 운영하는데 모두 썼다"라며 사실상 부정축재 의혹을 부인했다. 노태우한테 200억원의 자금을 수수한 사실에 대해서는 "그 사람들(노태우 정권)이 큰 돈을 만져서 그런 이야기를 하는 모양이다"라며 노태우 정권으로부터 200억 받은 사실을 부인했다. 상황은 심각해졌고, 급기야 김대중 지지자들이 강삼재씨 집에 24시간 넘게 살해협박까지 하며 신한국당사를 폭파시키겠다는 협박전화까지 걸었다. 결국 10월 20일, 검찰이 비자금 수사를 시작하겠다고 선언했지만 다음날 수사를 대선 이후로 미루는 것으로 계획을 변경한다.
당시 검찰이 비자금 수사를 대선 이후로 미룬 이유는 여러 가지 이야기가 있으나 기아자동차 부도 사태, 경제상황 악화, 흉흉한 민심 등으로 인해 비자금 수사를 할 여건이나 상태가 아니었고 김영삼 대통령의 지지율이 10%도 안되는 임기말의 상황에서 야당의 비자금을 수사하고 탄압한다는 것에 적지 않은 부담감을 느꼈고 수사 규모도 너무 커서 검찰 스스로 감당할 수 없어 수사를 중지시켰다는 설이 유력하다. 이후 10월 24일 김영삼 대통령과 가진 영수회담에서 김대중 후보는 김영삼 대통령이 대선에서 중립적인 태도를 보이는 것에 대해 긍정적인 평가를 보였다.

#### 단일화 합의와 당선
1997년 11월 3일, 국민회의는 내각제 개헌을 약속하며 자민련의 총재였던 김종필, 박태준과 후보 단일화에 합의한다. 신한국당도 이에 대항해 11월 21일 민주당과 합당, 당명을 한나라당으로 개명하였고 3김시대 청산을 내세우며 민주당의 조순 후보와 단일화를 이뤄낸다. 이때 김원기, 노무현 등 국민통합추진회의 소속 8명은 국민회의에 입당하게 된다. 이후 12월 18일까지 이회창, 김대중, 이인제 3후보간에 치열한 공방전이 계속되었고 TV 토론을 통해 서로간 치열한 대결양상을 보였다. 3후보간의 공방은 갈수록 가열되어, 12월 14일에 열린 대선토론회에서 IMF 책임론에 대해 이회창 후보와 김대중 후보 간에 치열한 공방이 오고 가기도 했다. 결국 1997년 12월 18일, 대한민국 제15대 대통령 선거 개표 결과 김대중 후보가 10,326,275표(40.3%)를 획득해 9,935,718표(38.7%)를 획득한 이회창 후보를 39만여표 차로 간신히 누르고 다음날 오전 4시 12분경 제15대 대통령으로 당선되었다. 이때 당시 현직 대통령의 세력(1980년대 김영삼을 중심으로 하는 통일민주당 시절에 국회의원을 시작한 것이 이인제)이었던 충청남도 논산 출신의 이인제가 경기도지사직을 사퇴하면서 대통령선거에 나서 김영삼 대통령의 근거지라고 할 수 있는 부산, 경남을 중심으로 하여 4,925,591표(19.2%)를 얻어 김대중 대통령이 당선되는데 결정적인 공헌을 하였다.
이후 이인제는 김대중 대통령이 창당한 새천년 민주당에 입당하여 최고위원직을 맡게 되었고 2002년 대통령 경선 당시에는 이른바 "효자론"(1997년 대통령선거에서 김대중 대통령 당선의 일등공신)을 내세워 자기가 차기 대통령 후보가 되어야 한다고 하였지만 국민경선에서 노풍 열풍을 일으킨 노무현 후보에게 패배하고 중도 사퇴하면서 노무현 후보에 대하여 색깔론을 제기한 것이 계기가 되어 새천년 민주당을 탈당하고 지금까지 보수진영의 정당의 일원으로 정치활동을 계속하고 있다.

## 대통령 재임시

### 국정 방향
국민의 정부가 내세운 대표적인 국정 과제 3가지는 다음과 같다.
"국난극복과 국민화합·햇볕정책·제2의 건국"
국민의 정부는 외환위기를 극복하고 IT·벤처기업을 육성하며, 남북 정상회담 개최에 역점을 두었다. 그 결과 2000년에 남북 정상회담을 개최하는가 하면 이듬해인 2001년 외환위기를 극복하는 등의 업적을 남겼다. 그러나 제2의 건국은 추진하지 못했고, 결국 정치적 선전으로만 그치고 말았다.

### 외교 정책

#### 대미 정책

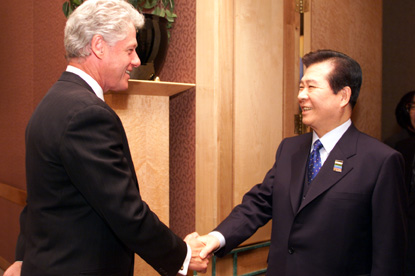
1999년 뉴질랜드에서 열린 APEC 정상회의에서 빌 클린턴 미국 대통령과 악수를 나누고 있는 김대중

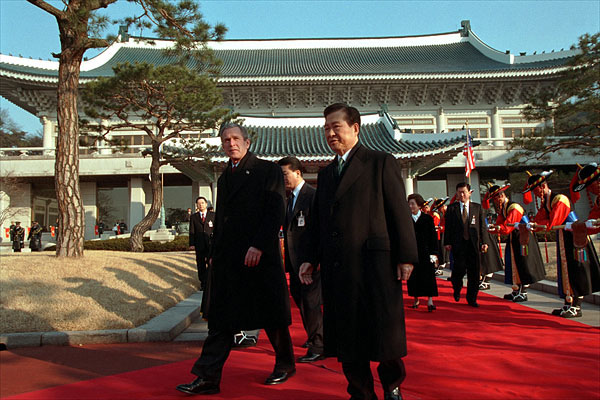
2002년 부시 미국 대통령 방한 당시 청와대에서 영접 하고 있는 김대중

김대중 대통령은 민주당 빌 클린턴 대통령과 밀월관계를 유지했다. 하지만 후임인 공화당 조지 W 부시 정부가 출범하며 대북정책에 대해 다소 갈등이 있었다. 2001년 한.미 정상회담 이후 대북정책은 한국 정부가 추진하는 것과 전적으로 일치한다고 밝힌 바 있고, 전통적 동맹관계를 지속적으로 발전시키며 남북문제에 대해서는 한국의 입장을 존중할 것임을 밝히기도 했다.

#### 대일 정책
1998년 10월 일본에 공식 방문하여 오부치 게이조 일본 총리와 '21세기의 새로운 한·일 파트너쉽 공동선언'을 발표하였다. 구체적으로는 '30억불 상당의 일본 수출입은행에 의한 금융지원', '공과대학 학부 유학생의 상호 파견', '일본 대중문화 개방', '한일간 국회의원 교류', '한일 안보정책 협의회 실시 및 국방 당국간 방위교류', '대북정책에 관한 한·일 정책협의 강화', '북한 핵·미사일 문제에 대한 협력' 등을 약속하였다. 또한 오부치 총리는 김대중 대통령의 대북정책에 대한 지지를 표명하였으며, "일본이 과거 한때 식민지 지배로 인하여 한국 국민에게 다대한 손해와 고통을 안겨 주었다는 역사적 사실을 겸허히 받아들이면서, 이에 대하여 통절한 반성과 마음으로부터의 사죄"를 하였다. '김대중-오부치 선언'에서 일본의 사죄는 최초로 한국을 지칭한 사과라는 점, 기존의 담화형식이 아닌 공식문서화했다는 점, 일본정치의 주류인 자민당 보수정권의 사과라는 점에서 진일보한 사과로 평가받고 있다. 김대중 대통령은 양국이 과거의 불행한 역사를 극복하고 화해와 선린우호협력에 입각한 미래지향적인 관계를 발전시키기 위하여 서로 노력하는 것이 시대적 요청이라는 뜻을 표명하였다.
1998년 10월 8일 일본국회에서 김대중은 "일본은 제국주의와 전쟁의 길을 선택함으로써 일본 국민은 물론 한국을 포함한 아시아 각국의 국민들에게 큰 희생과 고통을 안겨 주었습니다. (중략) 우리 한국을 포함한 아시아 각국에는 아직도 일본에 대한 의구심과 우려를 버리지 못한 사람들이 많습니다. 그 이유는 일본 스스로 과거를 바르게 인식하고 겸허하게 반성하는 결단이 부족하다고 생각하기 때문입니다. 이러한 의혹과 불신이 존재한다는 것은 일본을 위해서나 아시아 각국을 위해서 매우 불행한 일이라고 하지 않을 수 없습니다."라고 지적하면서도 "한국과 일본의 관계는 참으로 길고 깊다고 할 수 있습니다. 우리 양국은 1,500년 이상이나 되는 교류의 역사를 가지고 있습니다. (중략) 그에 비해 역사적으로 일본과 한국의 관계가 불행했던 것은 약4백년전 일본이 한국을 침략한 7년간과 금세기 초 식민지배 35년간 입니다. 이렇게 50년도 안 되는 불행한 역사 때문에 1,500년에 걸친 교류와 협력의 역사 전체를 무의미하게 만든다는 것은 참으로 어리석은 일입니다. 또한 이는 그 장구한 교류의 역사를 만들어 온 우리 두 나라의 선조들에게, 그리고 장래의 후손들에게 부끄럽고 지탄받을 일이지 않겠습니까. (중략) 우리 양국간에 오고간 엄청난 인적, 물적 교류는 그 누구도 막을 수 없고 거스를 수 없는 시대의 도도한 흐름이었고, 앞으로도 계속 이어져 가야 할 두 나라의 끊을 수 없는 인연입니다. 이제 한, 일 두 나라는 과거를 직시하면서 미래지향적인 관계를 만들어 나가야 할 때를 맞이했습니다. 과거를 직시한다는 것은 역사적 사실을 있는 그대로 인식하는 것이고, 미래를 지향한다는 것은 인식된 사실에서 교훈을 찾고 보다 나은 내일을 함께 모색한다는 뜻입니다. 일본에게는 과거를 직시하고 역사를 두렵게 여기는 진정한 용기가 필요하고, 한국은 일본의 변화된 모습을 올바르게 평가하면서 미래의 가능성에 대한 희망을 찾을 수 있어야 합니다."라는 발언을 하였다.
1998년 11월 한일어업협정이 다시 체결되었다. 그 결과 독도가 한일 배타적 경제 수역 안에 놓이게 되었다. 이에 대해 독도의 영유권이 침해당했다며 헌법재판소에 헌법소원심판이 청구되었는데, 헌법재판소는 어업을 위해 양국이 정한 수역과 섬의 영유권 내지는 영해 문제는 서로 관련이 없다 하여 이를 기각했다. 독도를 대한민국의 영토인데도 이를 중간수역으로 설정하면서 일본의 독도강탈 시도를 그대로 받아 들였다는 주장이 있다. 제성호 교수는 이런 중간수역은 일종의 '분쟁수역'이라고 평했다. 독도를 한일중간수역에 놓이게 한 신 한일어업협정을 수정해야 한다는 일각의 주장에 대해 최낙정 전 해양수산부 장관은 "실효성이 없다"고 일축했다. 협상을 다시 한다고 해도 일본이 독도를 우리 땅으로 인정해주지도 않을 것이고, 또 다른 마찰을 일으킬 수 있기 때문에 실효성이 없다"고 밝혔다. 그는 이어 "신 한일어업협정은 김영삼 정부 때부터 5년 간 진행되다 김대중 정부 들어 마무리 된 것"으로 "독도 영유권을 훼손했다고 보지도 않는다"고 말했다. 최낙정 전 장관은 또, 독도가 배타적 경제수역이 아닌 한일중간수역에 놓인 것이 일본의 독도 영유권 주장에 빌미를 준 것 아니냐는 질의에 "어업협정은 영토 영유권 문제와는 무관하다"고 설명했다. 최 전 장관은 "신 한일어업협정 조문에서 이 협정은 영유권에는 전혀 영향이 없다고 밝히고 있고, 헌법재판소나 국제사법재판소 역시 어업협정은 어업 문제에만 국한됨을 판시했다"고 덧붙였다.
2001년 일본의 역사 교과서 왜곡 시도로 인해 한일관계는 경색 국면을 맞기도 했다. 2001년 일본과 20억달러 규모의 통화 스와프를 체결했으며, 2002년 월드컵 한일 공동 개최를 통해 한일관계 증진에 기여했다.

#### 대북 정책
국민의 정부의 통일 정책 방향은 1970년 10월 당시 야당 대통령 후보 자격으로 가진 기자회견에서 "나의 통일 정책은 폐쇄 전쟁지향에서 적극 평화지향으로 가자는 것"이라고 밝힌 데서 시작된다. 이후 평화공존, 평화교류, 평화통일에 입각해 공화국 연합제에 의한 국가연합제 단계→연방제 단계→완전 통일의 단계를 거치는 점진적 통일 방식인 '3원칙, 3단계 통일 방향'을 구상하고 대통령으로 당선된 직후 김정일과의 정상회담을 공식 제안했다.
햇볕정책은 조선민주주의인민공화국에 대한 대한민국의 대외 정책으로, 북조선에 협력과 지원을 함으로써 평화적인 통일을 목적으로 하는 정책이다. 햇볕정책은 비유법으로 사용된 상징어로 대북포용정책 또는 포용정책으로도 불리고, 공식적인 명칭은 대북화해협력정책이다.
대북외교 정책중 햇볕정책으로 시작된 대북 포용정책은 국민의 정부 주요 정책중 하나이다. 국민의 정부 이전에는 북한과의 관계는 형식적이고 교류가 이루어지지 않은 상태로 군사적 대치관계에 놓여있었으나, '선평화 후통일'을 통일의 기본원칙을 계승해 국민의 정부에 들어서 교류를 기반으로 한 화해, 협력 등을 강조한 포용정책으로 전환되었다.
햇볕정책을 통해 남북 정상회담과 개성공단 설립 등의 가시적 성과는 있었지만 현대가 북한에 7대 대북 사업권 구입을 위해 북한에 4억 5천만 달러를 송금한 대북 불법 송금사건 도중 정상회담 대가도 포함되어있는 것으로 밝혀져 후일 햇볕정책의 진정성과 투명성의 문제가 생기는 계기가 되었다.

#### 기타
2000년에 산마리노와 수교하였다. 동티모르, 아프가니스탄과 각 2002년에 수교하였다. 김대중 대통령은 재임 중 동티모르 내전 종식과 독립을 도왔으며, 독립 후에는 상록수 부대를 파견하는 등 동티모르 국가 건설을 지원한 바 있다. 동티모르 라모스 대통령은 "지난 1999년 9월 아시아·태평양경제협력체(APEC) 정상회의 때 김대중 전 대통령이 동티모르 사태 해결을 위해 노력해 준 것에 감사하다. 그 때 김 전 대통령은 빌 클린턴 미국 대통령과 함께 장쩌민 중국 국가주석과 오부치 게이조 일본 총리를 설득해 동티모르 문제 해결에 앞장섰다"고 고인의 업적을 기렸다

### 경제 정책
경제위기 극복은 국민의 정부의 최대의 치적으로 평가되고 있다.
역대 정권 최초로 정권 기간을 종합하여 무역수지 흑자, 경상 수지 흑자를 기록했다. 5년 연속 기록한 경상수지 흑자는 906억 달러 증가했고, 연평균 증가액은 181억1400만 달러인데, 역대 정권 가운데 가장 좋은 기록이다. 연평균 소비자물가 상승률은 연평균 3.5%로 참여정부의 3.0%에 이어 2위를 기록했다.
국내총생산(GDP) 증가율은 연평균 4.5%로 노무현 정부의 4.3%보다 높았지만, 전두환 정부(8.7%), 노태우 정부(8.4%), 김영삼 정부(7.1%) 등에 비해서는 낮았다. 그러나 외환위기 직후인 1998년을 제외한 성장률은 1999년 9.5%, 2000년 8.5%, 2001년 4.0%, 2002년 7.2% 등으로 4년 평균 7.3%였다.

#### IMF 위기 극복
국민의 정부는 문민정부 말년에 발생한 IMF 외환위기 사태를 극복해야 하는 숙제를 떠안게 되었다. IMF로부터 구제 금융을 받는 대가로 강도 높은 기업 구조조정 실시를 요구받았고, 국제 수준의 기업 투명성 강화와 부채비율 축소정책을 추진하여 금융, 기업, 노동, 공공 4대분야에 일대 개혁을 단행했다. 그리하여 2001년 8월, 예상보다 3년을 앞당겨 IMF차입금을 전액 상환했다.
국민의 정부는 국제통화기금(IMF)과의 자금지원 합의를 통해 취임 한 달 후 214억 달러를 도입했다.
국민의 정부는 다각도로 위기 극복을 위해 대안을 마련했다. 첫째, 김대중 대통령은 그룹 총수들과의 5개항 합의사항을 끌어내 기업의 경영 투명성 확보 및 구조조정을 촉진했다. 둘째, 노사정 협의를 통해 노동시장의 유연성을 확보하기 위해 근로기준법을 개정 정리해고제, 근로자 파견제 등을 도입했다. 셋째, 수출 증대 및 외국인 투자의 활성화를 위해 대통령이 주재하는 '무역·투자촉진 전략회의'를 설치 운영하고 외국인 투자유치 촉진을 위해서 외국인 투자 자유지역을 설정하고 원스톱 서비스 기능을 강화했다. 또한 김대중 대통령은 실용주의 외교노선으로 선진 각국을 방문, 외자 유치와 투자 지원의 성과를 거두었다. 넷째, 공공부문의 생산성 증대와 규제 완화를 위해 국책사업의 민영화와 경쟁촉진으로 공기업의 경영혁신을 유도했으며 기업의 생산활동을 위축하는 경제 규제와 외국인에 대한 진입 규제 등도 완화했다.
국민의 정부 초기의 성과로 우선 외환·금융시장의 안정을 들 수 있다. 경제수지 흑자와 외국인 투자자금 유입 등에 힘입어 외환 보유액이 사상 최대규모로 증가하고 환율도 안정세를 보였다. 구조조정의 성과가 반영되면서 금리도 한 자리수로 안정되고 주가도 상승했으며, 금융시장도 점차 안정되는 모습을 보였다. 또, 실물경제의 회복을 들 수 있는데, 마이너스에서 플러스 경제 성장을 이루었고, 한 자리수 물가, 실업률의 대폭 감소 등 빠른 속도로 경기를 회복하고 있다. 1997년 이후 '투자 부적격'으로 하향 조정되었던 우리나라의 국가 신용등급은 1999년 들어 '투자적격' 수준으로 회복되었고, 그에 따라 대외신인도도 개선되어 외국인의 직접 투자가 꾸준히 늘어났다.
금융기관 단기외채에 대한 만기연장과 외국환평형기금채권 발행도 성공적으로 이어지면서 환율·금리 안정을 이끌어 냈다. 신속한 구조조정을 위해 64조원에 이르는 대규모 공적자금을 투입, 부실 금융사와 기업의 퇴출작업을 진행했다. 또한 재벌의 독과점 폐해 견제와 재무구조 건전성 강화, 순환출자 및 상호지급보증 해소 등 시장경제 규율을 확립하는 조치들도 우리나라가 IMF체제에서 4년 만에 조기극복하는 밑거름이 되었다.
2001년 IMF에게 빌린 195억불을 전액 상환함으로써 4년여에 걸친 외환위기 사태는 막을 내렸다. 하지만 한국 전쟁 이래 최대 국난이라는 촌평답게 외환위기 사태 이후 한국 사회는 평생 직장 개념이 사라지고 명예퇴직으로 인해 수많은 중산층 가정이 몰락하는 일대 변혁을 가져오게 되었다.

### 취임 1년차(1998년 2월 ~ 1999년 2월)
김대중은 대통령에 당선된 직후부터 차기 국민의 정부를 작고 효율적인 정부로 만들어 나갈 것임을 대외에 천명한 바 있었다. 내무부, 공보처가 폐지되었고 안기부, 검찰, 경찰의 기능을 재조정했으며 통상대표부가 설치되고 정보통신부는 과학기술처를 흡수하여 기능을 더욱 강화시킨다. 그밖에 여성의 인권 강화를 지원하기 위해 세계에서 열세 번째로 여성부를 신설하고 안기부는 국가정보원으로 개명, 부훈도 '음지에서 일하고 양지를 지향한다'에서 '정보는 국력이다'로 바꾸는 등 김대중은 당선 직후부터 대대적인 행정 개혁에 착수했다.

#### 햇볕정책
대북 포용정책인 이른바 햇볕정책도 정부 출범 직후부터 추진되었다. 1998년 6월 북한과 금강산 관광, 개발 사업에 합의했고 단독 사업자로 선정된 정주영 현대그룹 회장은 소떼를 몰고 판문점을 경유해 방북하여 김정일 국방위원장과 남북 경제협력에 대해 회의를 벌였다. 11월엔 첫 금강산 관광선인 금강호가 출항하게 되었고 1999년엔 대북 사업을 위해 현대아산을 설립, 평양에 체육관을 건설하는 등 대북 협력에 더욱 박차를 가하게 된다. 이러한 김대중의 노력은 해외에서도 인정받아 1999년 5월엔 홍콩의 시사주간 아시아위크가 선정한 '아시아에서 가장 영향력 있는 지도자 50인' 중 공동 1위에 올랐다.

#### IT·벤처기업 육성
IMF 사태로 침체에 빠진 경제에 활력을 불어넣기 위하여 국민의 정부는 정보 기술(IT) 관련 벤처기업을 육성하는 데 힘을 쏟았다. 이 당시 벤처 기업 활성화 대책으로 9천억 원 정도의 지원 자금이 마련되고 새로 창업하는 벤처기업에 3억 원을 지원하는 등의 정책을 발표하였으며 1998년 '벤처특별법' 4차 개정을 통해 실험실 및 교수창업을 가능하게 하였다. 또한 창업 자본을 2000만 원으로 낮춰 창업의 문턱을 낮추었다. 2000년에는 '벤처촉진지구'를 도입해 지방 벤처기업 육성정책을 펼치며 조세감면을 통한 창업 활성화 마련과 벤처기업의 경영환경 개선을 위한 정책도 마련하였고 9차 개정에서는 스톡옵션제를 확산시켰다. 2002년 '벤처 건전화 방안'에선 M&A활성화 정책을 구축했다. 이밖에도 코스닥시장 활성화를 위한 다양한 정책과 시장환경 개선을 위한 다양한 정책도 마련했다. 이러한 지원의 결과 1998년 말에는 2000개 회사에 불과했던 IT 관련 기업의 숫자가 2001년 6월에는 1만개 사를 기록하였고, 벤처 기업의 생산 비중은 대한민국 GDP의 3%에 달하기까지 하였다.
이러한 정책의 효과로, 경제 환란의 여파에도 불구하고 중소기업의 성장기여율은 대기업에 비해 계속해서 높았던 점을 들 수 있다. 연쇄부도와 최악의 유동성 악화를 보였던 대기업은 강력한 구조조정 추진으로 고용성장기여율이 마이너스를 보인 반면 중소기업은 고용성장기여율이 큰 폭으로 늘어났다. 또한 육성 정책이 시행된 국민의 정부 5년 동안, 초고속 인터넷 가입자 수가 1998년 1만4천 명에서 2002년 1040만 명으로 급증하고, 정보 산업 분야의 총 생산액도 1998년 76조 원에서 2002년 189조 원으로 증가하여 국내 총생산의 14.9%로 확대되는 등 정보 기술 산업 전체를 활성화시켰다. 이에 대해 인터넷 관련 기업의 모임인 한국인터넷기업협회는 "이 정책이 지식정보화 강국으로 도약하는 토대를 놓았고 벤처산업을 육성하여, 인터넷 산업이 오늘날 한국 경제의 한 축이 되는 기틀을 다졌다."라고 밝혔다.
그러나 벤처기업에 대한 지원이 계속되면서, "벤처 대박"신화에 휩쓸린 투자자들이 일확천금을 꿈꾸고 과도한 투자를 하게 되어, 후반기에는 거품이 생기게 된다. 이후 윤태식 사건 등의 벤처 산업과 관련된 비리가 발생하였고, 2000년 봄 이후 새롬기술 사태 등으로 인해 거품이 붕괴하고 권노갑 등의 거물 정치가와 벤처기업의 유착이 밝혀지면서 벤처 산업은 사양길을 걸었다. 이러한 사건들은 벤처기업 우대 정책의 부작용을 보여주었다.

### 취임 2년차(1999년 2월 ~ 2000년 2월)
1999년 2월, 김대중은 취임 1주년을 맞이했다. 그러나 얼마 뒤, 이른바 '옷로비 사건'으로 위기를 맞이하게 된다.
옷로비 사건이 최초로 공개된 것은 1999년 5월 24일 외화 밀반출 혐의를 받고 있는 신동아그룹 최순영회장의 아내 이형자가 김태정 검찰총장의 아내 연정희에게 고급 옷을 선물했다는 기사가 나오면서 촉발되었다. 결국 그 사실을 언론에 밝힌 인물이 이형자라는 사실이 알려지고, 이형자는 이 경위서에서 당시 검찰총장 부인 등이 고가의 옷을 사면서 자신에게 옷 값을 대신 지불하도록 압력을 가했으나 이를 거부했다고 폭로했다. 언론 보도가 있은 사흘 후인 1999년 5월 28일 연정희가 이형자를 명예훼손 혐의로 서울지검에 고소하였다. 결국 1999년 6월 2일 검찰은 수사를 발표하게 되었다.
2000년 2월 9일 용산 미8군 기지 영안실에서 군무원이 독성을 가진 발암물질인 포름알데히드를 무단으로 한강에 방류하는 사건이 일어났다. 이 사건은, 맥팔랜드에 대한 처벌이 실질적으로 이루어지지 않았다.
한강에 유독물질을 무단 방류하도록 지시했다는 사실 외에도, 미군 군무원이 대한민국의 사법기관을 무시하는 듯한 행위를 하면서 많은 사람들의 관심을 끌었다. 특히 사건의 당사자가 소파 협정을 핑계로 재판에 응하지 않으려 하면서 미군 장갑차 여중생 압사 사건과 함께 대한민국의 반미감정을 증폭시켰으며, 결국 맥팔랜드에 대해 실질적인 처벌이 이루어지지 못하면서 소파 협정의 불평등성에 대한 논의가 형성되었다.

#### 제1연평해전
1999년 7월 4일 제 1차 연평해전에 참가했던 해군 유공장병 7명을 1계급씩 특진시켰다.

### 취임 3년차(2000년 2월 ~ 2001년 2월)

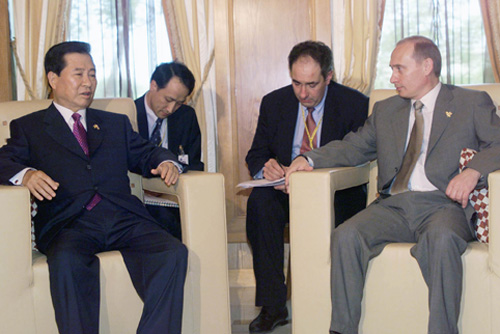
APEC정상회의 때 블라디미르 푸틴과 함께 앉아 있는 모습

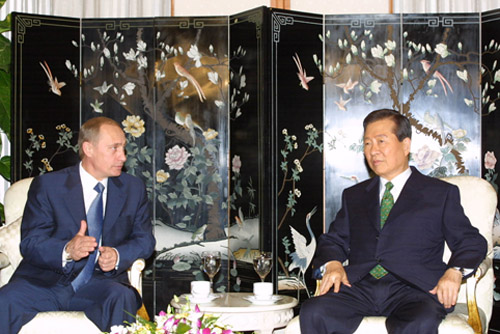
중국 상하이에서 찍은 사진

햇볕정책은 2000년 6월 15일에 있었던 남북 정상 회담으로 절정에 이르렀다. 이는 분단 이후 최초의 남북정상회담으로, 이 자리에서 김대중 대통령과 김정일 국방위원장은 낮은 단계의 연방제를 골자로 하는 통일 방향에 합의한 6·15 남북 공동선언을 발표하고 개성공단 설립에 합의한다. 그리고 같은 해 말, 햇볕정책을 통해 남북간의 관계를 진전시키고, 독재 정권 시절 한국의 인권에 헌신한 공로로 노벨 평화상을 수상했다.
그러나 햇볕정책에 대한 비판과 정책 추진 도중 잡음도 있었다. 김대중 대통령은 2000년 2월 8일 일본 TBS 지쿠시 데쓰야 NEWS23 특별 회견에서 "김정일 총비서는 지도자로서의 판단력과 식견을 갖추고 있는 것으로 알고 있다"라는 발언을 해서 한동안 야당인 한나라당에게 색깔론 공세를 받게된다. 여기에 대북 불법 송금 사건이 터지면서 햇볕정책은 본격적으로 비판의 대상이 되기 시작했다. 정부가 남북정상회담이 있기 전인 2000년 6월 12일 5억 달러를 현대그룹을 통해 북한에 송금한 이 사건은, 2003년 특검으로 현대상선, 현대전자, 현대건설 등이 5억 달러의 비밀 자금을 마련했다는 사실이 드러났고 특검 도중인 2003년 8월, 정몽헌 현대아산 회장이 자살하면서 파문이 일었다. 여기에 김대중의 측근인 박지원은 SK등 대기업 자금 1억원 수수 및 대북 불법 송금 혐의로 2006년 징역 3년형을 선고받으며 특검은 종결되었다. 한편, 김대중은 퇴임 이후 첫 외신과의 인터뷰였던 2004년 파이낸셜 타임스 인터뷰에서 "북한에 1억 달러를 지원한 것에 대해 후회하지 않는다" 라고 대북 불법 송금에 대한 자신의 입장을 밝혔다. 이렇듯 햇볕정책이라는 명분 하에 2000년 정상회담을 통해 남북공동선언을 채택하고 불법을 무릅쓰며 현금까지 지원했지만 정부의 기대와는 달리 북한의 태도는 크게 달라지지 않았다. 북한은 1999년 제1연평해전, 2002년 제2연평해전 등 두차례 도발을 감행했으며 2003년엔 미국과의 대화가 진행되지 않을시 핵실험을 강행하겠다고 선언했다.
불법 도청을 한 사실이 공개되어서 파문이 일었다. 신군부 정권에서부터 있었던 안기부의 불법도청은 국정원으로 개명된 국민의 정부시절에서도 계속 이뤄져오고 있었던 것이다. 국정원은 야권인사 및 반정부인사들을 상대로 휴대전화 상시도청을 했으며, 일부 여권인사도 포함되었다. 여기에 검찰 수사 결과 도청 대상에 김대중의 숨겨진 딸이라고 주장하는 인물과 그 어머니도 포함되어 있었던 것으로 드러났다. 이 사실은 2002년 한나라당 정형근 의원이 국정원 도청문건을 제시하며 문제를 제기하였고 정부는 부인하였으나 끝내 사실로 확인되었다. 이내 검찰 수사가 시작되었고 그 결과 2006년 불법 도청을 지시한 당시 국정원장 임동원, 신건에게 징역형이 선고되었다.
측근 비리도 있었다. 김대중의 아들인 김홍업은 1998년 한국전력 석탄 납품과 관련해 최재승 의원의 주선 하에 석탄 수입업자 구씨의 청탁 요구를 받고 3억원의 금품을 수수했다 돌려준 혐의로 2004년 징역 10월을 선고받았다. 3남 김홍걸은 2000년, 최규선과 체육복표사업자 선정 및 각종 이권에 개입해 금품을 수수한 이른바 최규선 게이트에 연루되 파문이 일었다. 2002년 최규선의 운전기사가 이 일을 폭로하면서 수사가 진행되었고 결국 같은해 11월 김홍걸은 징역 1년 6월의 판결을 받게 된다. 최규선 게이트로 인해 김대중은 대국민 사과 성명까지 발표하게 되었다.

#### 6·15 남북 공동선언
2000년 6월 15일 평양에서 대한민국의 김대중 대통령과 조선민주주의인민공화국의 김정일 국방위원장이 정상회담을 통해서 공동선언을 발표했다. 그 내용은 다음과 같다.

1. 남과 북은 나라의 통일문제를 그 주인인 우리 민족끼리 서로 힘을 합쳐 자주적으로 해결해 나가기로 하였다.
2. 남과 북은 나라의 통일을 위한 남측의 연합제안과 북측의 낮은 단계의 연방제안이 서로 공통성이 있다고 인정하고 앞으로 이 방향에서 통일을 지향시켜 나가기로 하였다.
3. 남과 북은 올해 8·15에 즈음하여 흩어진 가족, 친척방문단을 교환하며 비전향장기수 문제를 해결하는 등 인도적 문제를 조속히 풀어 나가기로 하였다.
4. 남과 북은 경제협력을 통하여 민족경제를 균형적으로 발전시키고 사회·문화·체육·보건·환경 등 제반 분야의 협력과 교류를 활성화하여 서로의 신뢰를 다져 나가기로 하였다.
5. 남과 북은 이상과 같은 합의사항을 조속히 실천에 옮기기 위하여 이른 시일 안에 당국 사이의 대화를 개최하기로 하였다.

김대중 대통령은 김정일 국방위원장이 서울을 방문하도록 정중히 초청하였으며 김정일 국방위원장은 앞으로 적절한 시기에 서울을 방문하기로 하였다.

### 취임 4년차(2001년 2월 ~ 2002년 2월)

#### 국가인권위원회 설치

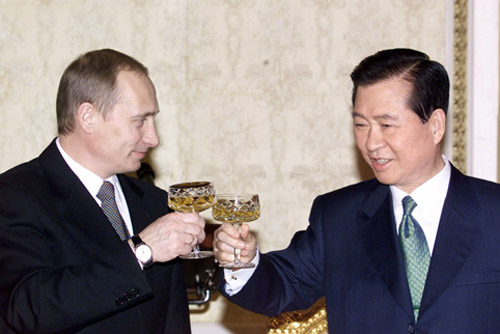
2001년 2월, 블라디미르 푸틴 러시아 대통령과 함께 한 김대중

2001년에는 국가인권위원회법을 공포하였다. 그 소관 법률은 다음과 같다.
- 국가인권위원회법 : 국가인권위원회의 설립근거법으로 위원회 구성과 운영, 업무와 권한, 인권침해 및 차별행위의 조사와 구제 등을 규정하고 있다.
- 장애인차별금지 및 권리구제 등에 관한 법률 : 2008년 4월13일 시행된 법률. 장애인차별을 금지하는 법률로 장애차별은 받은 당사자나 제3자가 국가인권위원회에 진정할 수 있고, 국가인권위원회가 장애차별로 결정하면 시정권고를 한다. 이 권고를 이행하지 않을 경우 법무부가 시정명령을 할 수 있고 시정명령 불이행시 3천만원 이하의 과태료를 부과할수도 있다.
- 고용상 연령차별금지 및 고령자 고용촉진에 관한 법률 : 2010년 3월21일 시행된 법률. 연령을 이유로 한 고용차별을 금지하는 법률로 당사자나 제3자가 국가인권위원회 진정할 수 있고, 국가인권위원회가 연령차별이라고 결정하면 시정권고를 한다. 권고 불이행시 노동부가 시정명령을 할 수 있고, 시정명령 불이행시 3천만원이하의 과태료, 모집 채용 위반 사업주는 500만원 이하의 벌금을 부과한다.

#### 측근 비리와 최규선 게이트
김대중 대통령 당선에 기여했던 최규선이 김홍걸씨와 함께 이권에 개입하고 이를 대가로 홍걸씨에게 3억원을 건넨 혐의를 받았다.이 사건으로 2002년 5월 6일 김대중은 당시 집권 여당이던 새천년민주당을 탈당했다.

### 취임 5년차(2002년 2월 ~ 2003년 2월)

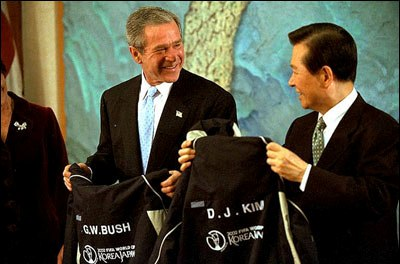
월드컵을 앞두고 조지 부시 미국 대통령과 함께 월드컵 옷을 들고 있다.

2002년, 대한민국과 일본 양국이 제17회 FIFA 월드컵을 개최했다. 역사상 처음으로 공동 개최한 것이기도 하다. 2002년 5월 31일부터 6월 30일까지 열렸다. '새 천년, 새 만남, 새 출발'을 슬로건으로 하였으며, 대한민국과 일본에서 각각 10곳, 총 20개의 도시에서 31일 간 64경기를 치렀다.
경제력에서 앞서고 오랜 준비를 해온 일본의 단독 개최가 타당해 보였지만 일본은 월드컵 본선진출 경험이 없었다는 것이 약점으로 작용했을 가능성이 크다(일본은 2002년 월드컵 공동개최가 결정된 후 1998년 월드컵 본선 진출에 성공했다). 또한 대한민국은 FIFA 부회장 정몽준을 앞세워 적극적인 로비와 범국가적 유치전에 나서면서 상대적으로 축구계 중심의 일본에 비해 유치전의 무게감에서 앞섰다고 볼 수 있다. 결과적으로 공동개최는 세계 축구계를 양분하고 있던 남미와 유럽의 정치적 이해관계에 의한 부정적 결과물이라고 할 수 있다.

#### 제2연평해전
당시 김대중은 북한 경비정의 북방한계선 침범 및 도발사태에도 불구, 예정대로 일본을 방문한다. 이날 교전사태가 발생한 직후 임성준 외교안보수석으로부터 사태발생사실을 보고받고 NSC 소집과 함께 대응책을 마련했다. 또 이날 저녁 국무위원들과 함께 청와대 본관에서 월드컵 3∼4위전경기를 시청하려던 계획도 취소했다. 이어 정부는 6월 30일 서해도발 과정에서 전사 또는 실종된 해군장병 5명에게 일계급 특진과 함께 훈장을 추서했다.
2002년 6월 30일 국군수도병원 합동분향소에는 이한동 국무총리를 비롯한 국무위원과 국회의원, 군 장병 등이 방문했다. 이 총리 등 국무위원 일행 21명은 이날 합동분향소를 방문, 헌화 및 묵념하고 고(故) 윤영하 소령에게 충무무공훈장, 고(故) 조천형 중사등 사망 및 실종 병사 4명에게 화랑무공훈장을 각각 추서했다. 이 총리는 이어 병실을 찾아 부상장병 19명과 일일이 악수하며 "훌륭하게 싸웠소. 용감했소"라고 짤막한 격려의 말을 건넸다. 2002년 7월 2일 일본에서 귀국한 김대중은 국군수도병원을 방문, 서해교전에서 부상당한 장병들을 위로했다. 7월 23일 김대중은 서해교전에서 전사하거나 실종된 장병 5명의 가족 12명을 청와대로 초청한 자리에서 "북한의 불법적이고 무도한 도발행위로 인해 돌아가신 분들의 죽음이 헛되지 않도록 하겠다"라고 말했다.
일부 보수단체로부터 연평해전 순국장병들에 대한 정부의 보상금은 약 3000만원에서 5600만원으로 보상이 제대로 이루어지지 않았다는 비난을 받기도 하지만 이 당시 정부는 박정희 정권 당시 헌법에 삽입된 이중배상을 금지하는 제29조 2항으로 인해 일정 액수 이상의 보상이 불가능했다. 김대중 정부는 2차 연평해전 전사자 유족들에게 국민성금을 통해 우회적으로 추가보상했고 2002년 연금법 개정 법안을 발의했다. 이 법안은 2004년에 통과되었다.
2002년 7월 16일 서해교전에서 희생된 순국 장병과 실종자의 유가족들에게 성금 24억원이 전달됐다.

### 퇴임
2002년 대통령 선거에서 노무현이 당선되었다. 2003년 2월 24일, 김대중은 대한민국 제15대 대통령 임기를 마치고 퇴임하였다.

## 퇴임 이후

### 참여 정부 시절
대통령직 퇴임 직후인 2003년에는 동교동 사저 옆에 김대중 도서관을 개관했다. 김대중 도서관에는 김대중의 생전 유품과 저서 등을 비롯한 많은 관련 자료들이 보관, 전시되어 있다.
2004년 1월 29일 전두환의 김대중 내란음모 조작 사건 재심에서 무죄를 선고받았다. 재판부는 판결문에서 "79년 12·12사태와 80년 5·18을 전후해 발생한 신군부의 헌정파괴범행을 저지하거나 반대함으로써 헌법의 존립과 헌정질서를 수호하기 위해 행한 정당한 행위이므로 형법 제20조의 정당행위에 해당, 범죄가 되지 않는다"라고 밝혔다. 재판부는 김대중의 행위는 방법이나 실력으로 보아 국헌을 문란하게 할 아무런 위험성이 없었고 내란음모죄의 구성요건인 국헌문란의 목적과 범죄주체가 되는 집단이 특정되지 아니하는 등 공소는 부적법하다고 판결문을 통해 판시했다. 결국 원심은 범죄사실을 특정하지 않아 '이유 불비'의 모순을 저질렀다는 것이다.
3월에는 대통령 노무현이 탄핵당하자 '심각한 사태'라며 우려를 표명하고 위기국면 극복을 위한 노력을 주문했다. 5월 10일 유럽 3개국(프랑스, 노르웨이, 스위스)에서 순방과 함께 OECD와 노벨 위원회, WHO에서 연설을 했다.
8월 박근혜 한나라당 대표가 김대중에게 박정희 시절의 정치탄압에 대한 사과의 뜻을 전했다. 이에 대해 한 방송과 인터뷰에서 박 대표의 사과에 "마음 속 응어리가 풀어지는 것 같았다"고 회상했다.
11월 14일, 그는 8박 9일 동안의 유럽 순방 일정을 마치고 낮 인천 공항을 통해 휠체어를 탄 모습으로 귀국했다. 유럽 방문 후 빌 클린턴 미국 대통령의 초청으로 11월 18일 아칸소주 리틀록에서 열리는 클린턴 도서관 개관식에 참석할 예정이었으나 순방 일정에 따른 피로 누적으로 미국 방문계획을 취소하고 조기 귀국했다. 6일 스웨덴 스톡홀름을 방문한 데 이어 이탈리아 로마에서 열린 《노벨평화상 수상자 정상회의》에 참석해 기조연설을 했고, 로마에 본부를 둔 세계식량계획(WFP)을 방문했다. 김대중은 로마에서 열린 노벨평화상 수상자 정상회의에서 "북핵 문제가 평화적으로 해결돼야 하고 핵문제에 있어서 이중잣대는 안된다는 점 등 우리가 기대했던 것이 모두 반영된 최종 선언문이 채택됐다"라고 말했다.
자신이 지도자로 있었던 새천년민주당이 2004년을 기점으로 새천년민주당과 열린우리당으로 분열했고, 노무현 당시 대통령은 새천년민주당을 떠나 열린우리당에 입당한다. 앞선 2003년 1월 퇴임을 앞둔 김대중 대통령은 "퇴임 뒤 국내 정치문제에는 일절 개입하지 않겠다"는 뜻을 밝혔고, 실제로 퇴임후 열린우리당이나 새천년민주당에서 인사를 와도 덕담만 할뿐 특정 정당에 대한 지지는 하지 않았다. 이후 2007년 열린우리당은 열린우리당 탈당파들이 결성한 대통합민주신당에 흡수통합 되었는데 이때 대통합민주신당에 대해 지지를 표명하던 김대중은 열린우리당을 비판한 바 있다. '민주당 분당사태'(2003), '대북송금 특검'(2003), '안기부 X파일 사건'(2005)에 대해 사과해야 한다면서 동시에 86세대 정치인들에게는 "국민들의 뜻에 부응하지 못했다.", "86정치인들이 정치를 계속하고 싶으면 가방을 메고 대중 속으로 뛰어들어가 국민에게 잘못한 것은 사과하고 직접 설득하고 이해시켜야 한다"고 조언했다.

### 이명박 정부 시절
2008년 10월, 한나라당 주성영 의원이 100억 원대 CD를 비자금으로써 가지고 있다고 주장했으며, 이에 대해 박지원 의원이 의혹이 있으면 즉각 수사하라며 반박했다. 검찰 관계자는 이에 대해 "자금 추적 결과 김 전 대통령과 무관한 것으로 밝혀졌다"라고 말했다.
2009년 6월 11일 저녁 7시, 서울 여의도 63빌딩에서 열린 6·15 남북공동선언 기념행사에 특별강연자로 참석해 북한의 2차 핵실험으로 시작된 한반도 위기와 노무현 전 대통령 사망, 민주주의의 위기 등에 대한 생각을 말했다. 이명박 대통령을 이승만, 박정희, 전두환 전 대통령과 같은 ‘독재자’에 비유하며 이명박 정부를 강력하게 비판하였다. 북핵 위기와 관련해서는 이명박 대통령과 김정일 위원장을 동시에 비판했다.
2009년 8월 12일, 김대중의 비서관인 최경환은 DJ의 비자금 조성과 재산 해외 도피 의혹을 제기한 중앙일보의 《문창극 칼럼》이 "김대중 전 대통령의 명예와 인격을 훼손했다"면서 "중앙일보와 문창극 대기자에게 깊은 유감을 표한다"라고 밝혔다. 중앙일보는 이날 37면에 김대중 측이 최경환 비서관 이름으로 낸 반론보도문을 실었다. 이 반론문에서 최 비서관은 "김 전 대통령은 대통령 취임 전, 대통령 재임 시, 대통령 퇴임 후를 막론하고, 어느 시기 어느 경우에도 불법 비자금을 가진 적도 만들어 본 적도 없다"며 "문 대기자의 주장은 어떠한 근거도 없는 것이다, 김 전 대통령의 명예에 심각한 해악을 끼칠 뿐이다"라고 주장했다. 특히 최 비서관은 "문 대기자가 김 전 대통령에 대해 의혹을 제기하기 위한 근거로 삼은 월간조선의 기사나 일부 인사들의 발언 등은 이미 언론들 스스로의 사과와 확인을 통해, 법원의 판결과 검찰의 공식발표를 통해 전혀 사실이 아닌 것으로 확인됐다"면서 그 '허위보도 확인 사례'를 조목조목 밝혔다.
2009년 8월 18일, 도널드 그레그 코리아소사이어티 이사장은 KRB 한국라디오방송과의 인터뷰에서 "김대중 전 대통령이 북핵 문제로 얼어붙은 북미관계를 풀기 위해 오바마 대통령에게 친서를 보냈고 이를 전달하는 과정에서 클린턴 전 대통령이 북한 방문을 결심했다"라고 말했다. 2009년 초 버락 오바마 대통령에게 난항을 겪고 있는 북미 관계를 발전시킬 수 있도록 조언하는 편지를 써 달라고 김 전 대통령에게 요청했고, 이에 따라 지난 5월 북한을 방문한 빌 클린턴 전 대통령에게 편지가 전달됐다는 것이다. 김대중 사후 이희호 여사와 클린턴 전 대통령과의 통화 내용에 의하면 김대중은 클린턴 전 대통령이 방북하기 전 "미국의 (대북) 정책을 바꿔야 하지 않겠느냐"는 말을 했었던 것으로 전해졌다. 클린턴 전 대통령은 이희호 여사에게 전화를 걸어 "나는 김 전 대통령께서 늘 하셨던 일을 발판 삼아 했을 뿐이고, 제가 할 수 있었다는 건 큰 영광이었다"며 최근 방북으로 억류됐던 여기자 2명을 데려온 것이 김 전 대통령으로부터 영향을 받았음을 강조했다. 이어 클린턴 전 대통령은 "그는 좋을 때나 나쁠 때나 나를 지원해준 친구였다"라고 애도를 표하고는 "김 전 대통령을 평생의 친구로 생각할 것"이라고 말했다.
2009년 9월 23일, 미국의 시사주간지 뉴스위크에서 조국의 정치, 경제, 사회적 변혁을 이끈 11인 지도자 ‘트랜스포머’로 김대중을 선정했다.
2009년 12월 19일, 뉴스위크 인터넷판이 '올해 세상을 떠났지만 잊혀지지 않을 저명인사'로 김대중 전 대통령을 포함해 전 세계 36명의 명사를 선정해 소개했다. 뉴스위크는 "죽음을 두려워하는 자들은 삶을 시작할 수 없다"는 미국의 성직자 헨리 반 다이크의 말을 인용하면서 김대중 전 대통령을 비롯해 정.재계, 연예계, 학계에서 탁월한 업적을 남긴 저명인사 36인은 올해 세상을 떠났지만 사람들의 뇌리 속에 영원히 기억될 것이라고 평가했다. 특히 뉴스위크는 "김 전 대통령은 1997년 한국의 대통령에 당선될 때까지 군부 독재에 항거하고 망명과 투옥, 납치, 암살 위협 등 고난의 세월을 이겨낸 야권 지도자"였다고 소개했다. 또 "김 전 대통령은 재임시 남북 화해를 증진시킨 공로로 노벨 평화상을 받았다"라고 덧붙였다.
2011년 8월, 김대중이 사망 전까지 네 가지 고민을 했던 것으로 뒤늦게 알려졌다. 그 내용으로는 '6ㆍ15와 9ㆍ19로 돌아가라', '민주당과 야당, 시민세력은 단결하고 연합하라', '이명박 정부는 불행한 길을 걷지 말라', '행동하는 양심이 되라' 등이었다.

### 한·미·일 지식인 110명의 평화선언
2009년 8월 20일 한국프레스센터에서 한국·미국·일본의 지식인들이 남북화해와 동북아의 평화를 촉구하는 3개국 지식인 110명의 공동성명을 발표하였다. 평화선언을 제안한 와다 하루키 도쿄 대학 명예 교수는 "성명서는 2000년 남북정상회담 이후 남북관계 후퇴는 있을 수 없다는 김 전 대통령의 유지를 이어받은 것"이라고 말했다. 와다 교수는 당시 북한의 로켓 발사와 유엔 제재 등 악순환이 이어지자 3국의 지식인들에게 공동선언을 제안했다. 지식인들이 호응했고 곧바로 문안 작성에 착수했다. 그러나 문안 합의를 위한 지식인들의 토론이 길어지면서 문구 수정 작업에 반년 이상 걸렸다고 한다. 와다 교수는 1973년 김대중 납치사건 당시 구명운동을 벌인 후 꾸준히 한반도 평화 문제에 관심을 기울여온 대표적인 지한파다.

### 서거
2009년 7월 13일, 흡인성 폐렴 증세로 세브란스병원에 입원하였다. 전직 대통령인 이명박, 김영삼, 전두환과 박근혜, 박희태 전 한나라당 대표, 자유선진당 이회창 총재, 민주당 정세균 대표, 창조한국당 문국현 대표, 반기문 UN 사무총장 등 각계의 인사들이 문병을 왔으며, 쾌유기원 촛불 집회가 열리기도 했다.
초기엔 병세가 호전되기도 했으나 점차 악화되어 결국 2009년 8월 18일 오후 1시 43분 1달에 걸친 투병 끝에 다발성 장기부전으로 향년 86세의 나이에 서거하였다.

#### 각계의 애도

##### 종교계
교황 베네딕토 16세는 "서거한 김 전 대통령의 영혼을 하느님의 자비와 사랑에 맡기시며 김 전 대통령의 서거를 애도하는 모든 대한민국 국민에게 평화와 힘을 주시도록 하느님의 축복을 진심으로 간구한다."라고 밝혔다.

##### 미국 정계
버락 오바마 미국 대통령은 애도 성명을 통해 "용기있는 민주화와 인권 투사인 김 전 대통령의 서거로 슬픔에 빠졌다."면서 그는 "김 전 대통령은 한국의 역동적인 민주화에 중요한 역할을 한 정치운동을 일으키고 이끌어 오는데 목숨을 바쳤다."며 "그의 조국에 대한 헌신과 한반도 평화를 위한 지칠 줄 모르는 노력, 자유를 위한 개인적인 희생은 고무적이며 결코 잊혀지지 않을 것."이라고 말했다. 미국 국무부도 김대중의 서거에 애도의 뜻을 표명했다. 이언 켈리 대변인은 정례브리핑에서 "김 전 대통령의 서거를 한국 국민들과 함께 애도한다 "면서 "유가족과 한국 국민에게 조의를 전한다."라고 밝혔다. 켈리 대변인은 이어 "김 전 대통령은 한국 국민의 민주주의 열망에 영감을 일으킨 지도자이자 상징이었다."면서 "한반도 평화에 대한 기여로 2000년에 노벨상을 수상하기도 했다."라고 말했다. 빌 클린턴 전 미국 대통령은 부인 힐러리 클린턴 국무장관과 함께 김대중 전 대통령의 사망에 애도를 표했다. 클린턴 대통령은 빌 클린턴재단 홈페이지에 올린 성명에서 "김대중 전 대통령은 용감하고 강력한 이상을 가진 지도자였다 "며 "한국이 심각한 경제위기를 넘어서게 하고 한반도 평화를 위한 길을 닦고 국제적으로 인권을 보호하는데 앞장섰다."고 김 전 대통령의 업적을 기렸다. 그는 "김 전 대통령이 대통령이 된 후 나는 남북한의 화해를 위해 그와 함께 일하는 영광을 누렸다."며 "햇볕정책이 한국 전쟁 이후 어느 때보다도 영속적인 평화에 대한 희망을 제공했다."고 평가했다. 이어 그는 "부인과 나는 우리의 좋은 친구였던 김 전 대통령을 그리워할 것이다."이라고 애도의 뜻을 전했다.
미국 보수주의를 대표하는 워싱턴 싱크탱크인 헤리티지 재단의 대표 에드윈 퓰너는 "김대중은 진정 역사적인 인물이었다. 오늘 한국은 거인을 잃었고, 나는 절친했던 벗을 잃었다."며 애도를 표했다. 잭 프리처드 한미경제연구소 소장은 "김 전 대통령은 무엇보다도 한국 민주주의의 얼굴로 기억될 것"이라며 "비단 노벨평화상을 수상했다는 사실 뿐아니라 한국 역사의 물줄기를 바꾼 통찰력을 지녔다는 점에서 그의 비범한 삶 전체가 기억될 것"이라고 평가했다. 프러처드 소장은 또 "아시아 금융위기 당시 보여준 김 전 대통령의 리더십과 역사적인 평양방문은 그가 남긴 현란한 유산 가운데 일부에 지나지 않는다."라고 고인의 업적을 기렸다. 전 주한 미국대사인 도널드 그레그 코리아소사이어티 이사장은 "그의 서거 소식에 큰 슬픔을 느낀다."면서 "50여 년간 아시아와 관련된 일을 해오면서 내가 만난 가장 위대한 아시아인 3명이 바로 김 전 대통령과 중국의 덩샤오핑, 싱가포르의 리콴유였다."라고 말했다. 또한 "김 전 대통령은 한국에 강력한 민주주의를 가져왔고 남북 정상회담을 통해 남북의 화해를 향한 중대한 진전을 이뤄냈다."라고 평가했다. 그는 시간이 갈수록 그의 업적에 대한 평가와 명성은 더욱 높아질 것으로 확신한다고 덧붙였다. 제임스 레이니 전 주한 미국대사는 "평생을 민주화와 한국의 발전 그리고 한반도 문제의 해결을 위해 헌신해온 분이다."이라며 "노벨 평화상을 충분히 받을 자격이 있는 분이었다고 본다."라고 말했다. 이어 "김 전 대통령은 삶 자체가 민주주의와 인권향상을 위해 헌신한 삶이었으며, 특히 수십 년간 권위주의 정권에 맞서 싸우며 투옥도 당하는 등 민주화 투쟁의 상징이었고, 영웅이었다. 매우 슬픈 일이다."라고 추모했다.

##### 영국 정계
엘리자베스 2세 영국 여왕은 조문에서 "김 전 대통령의 1998년 런던 방문과 그다음 해 이뤄진 저의 공식 방한 당시의 행복한 기억이 떠오른다."며 "김 전 대통령은 세계 민주주의 역사에 큰 획을 그은 중요한 분이고, 한반도 평화정착을 위한 노력으로 노벨평화상을 수상해 정말 기뻤다."라고 밝혔다. 엘리자베스 2세 여왕과 마틴 유든 주한 영국대사는 이날 아내 이희호에게도 개인적인 위로 메시지를 전달했다.고든 브라운 영국 총리는 "김 전 대통령의 서거 소식에 비통한 마음 금할 길이 없다."며 "김 전 대통령은 격동의 시기에 민주주의 수호를 위해, 아시아 금융위기 시에는 한국의 빠른 경제 회복을 위해 국내외적으로 평생을 헌신하신 분 "이라고 애석해했다. 브라운 총리는 또 "김 전 대통령은 2000년에 한반도 평화 조성에 기여한 점을 인정받아 노벨 평화상을 수상했고, 최근에도 김대중 평화센터를 통해 세계 인권수호를 위한 노력을 지속해 왔다."며 "영국 정부를 대신해 이명박 대통령과 한국 국민들에게 깊은 애도를 표한다."라고 말했다.

##### 일본 정계
아소 다로 일본 총리는 김대중의 사망 소식에 깊은 애도의 뜻을 표하며 "김 전 대통령의 업적에 깊은 존경심을 표한다."라고 말했다. 아소 총리는 이어 "김 전 대통령과 일본 정계 지도자들이 합심해 2002년 월드컵 한일 공동 개최를 포함해 21세기를 향한 새로운 한일 협력관계 구축을 위해 지대한 공헌을 했다."라고 평가하며 김 전 대통령의 영면을 기원했다. 가와무라 다케오 관방장관은 "한일 관계를 비약적으로 진전시킨 대통령 "이라고 애도하며 "김대중 전 대통령은 한일 파트너십을 선언하고 문화교류를 진전시켰다 "라고 회고했다. 나카소네 야스히로 전 일본 총리는 애도사를 통해 "한국의 현대 정치사에 큰 발자취를 남긴 김 전 대통령의 서거에 대해 일본 국민을 대표해 심심한 애도의 뜻을 전한다."라고 밝혔다. 그는 "특히 남북통일에 대한 염원을 바탕으로 대통령에 당선된 이후에는 역사에 길이 남을 남북정상회담을 성사시켰고, 이를 계기로 노벨 평화상을 받는 등 아시아를 대표하는 지도자로서 손색이 없을 만큼 훌륭한 업적을 남겼을 뿐 아니라 한일 양국의 외교관계 개선에도 큰 기여를 했다 "며 애도를 표했다. 제1야당인 민주당의 하토야마 유키오 대표는 성명을 내고 "한국 민주화 운동의 상징이며, 한국 근대화에도 큰 공헌을 하신 분."이라며 "김 전 대통령의 비보를 듣고 놀라움과 슬픔을 가눌 수 없다."라고 애도했다. 고노 요헤이 전 중의원 의장은 담화를 통해 "국내외를 통틀어 가장 존경하는 선배이자 친구였다."면서 "서거 소식을 들으니 매우 유감이다."라고 애도했다.

##### 중국
후진타오 중국 국가주석은 친강 외교부 대변인을 통해 김 전 대통령을 "중국 국민의 가까운 친구."라면서 "중국 정부와 국민은 그가 한·중 관계 개선을 위해 쏟았던 노력을 잊지 않을 것."이라고 말했다. 또한 장쩌민 전 중국 국가주석은 조전을 보내 "김대중 선생님은 나의 오랜 벗으로 중한관계 발전을 위한 그분의 공헌을 잊지 못할 것."이라고 애석하였다.

##### 유럽
앙겔라 메르켈 독일 총리는 조전을 통해 애도를 표시하며 "김 전 대통령은 한국의 국경을 넘어 국제적으로 존경받는 정치인이자 민주주의자였다."면서 "한국의 민주화와 인권, 그리고 동북아의 평화와 안전을 위한 김 전 대통령의 정치적 업적은 잊히지 않을 것이다."이라고 강조했다. 메르켈 총리는 이어 "독일과의 오랜 인연으로 독일인들의 마음에 깊이 새겨져 있는 김 전 대통령의 서거로 독일연방공화국은 좋은 친구를 잃었다."면서 "그는 대통령 재임기간 양국관계의 심화와 교류강화를 통해 훌륭한 업적을 남겼다."라고 평가했다. 김 전 대통령의 40년 지기인 리하르트 폰 바이츠체커 전 독일 대통령은 김 전 대통령의 사망에 '쓰라린 아픔'을 느낀다고 밝혔다. 폰 바이체커 전 대통령은 김 전 대통령이 사망했다는 소식을 들은 뒤 연합뉴스에 "나의 오랜 친구인 김대중 전 대통령과 쓰라린 아픔으로 작별하게 됐다"라고 말했다. 그는 이어 "김 전 대통령은 불굴의 용기, 자유 민주주의를 위한 사랑, 그리고 무엇보다 한민족 전체의 평화를 위한 탁월한 기여를 통해 우리 모두에게 모범이 됐다"라고 강조했다.
프랑스 정부는 베르나르 쿠슈네르 외교부 장관 명의의 성명을 통해 김 전 대통령의 사망에 깊은 애도의 뜻을 표했다. 쿠슈네르 장관은 성명에서 "김 전 대통령은 민주주의와 자유를 위해 평생을 바쳐 지칠줄 모르고 투쟁한 용기있는 정치인이었다"면서 "또한 인권과 평화를 위해서도 헌신한 고인의 명복을 빈다"라고 애도했다. 인권 운동가 출신의 쿠슈네르 장관은 "김 전 대통령은 한국에서 뿐만 아니라 이 같은 중요한 가치를 수호하기 위해 헌신하고 있는 전 세계의 모든 사람들로부터 존경받는 지도자"라고 밝혔다.
1990년 노벨 평화상 수상자인 미하일 고르바초프 전 소련 대통령은 서한으로 "저명한 정치인이자 노벨평화상 수상자인 전 김 전 대통령의 서거 소식을 전해 들어 매우 애통하다"라고 말했다. 고르바초프 전 대통령은 친필로 서명한 이 서한에서 "김 전 대통령은 한국의 인권과 민주주의 형성, 한반도의 평화조성에 큰 기여를 했다. 그의 정치적 행보는 평화, 민주주의, 자유, 인권을 바탕으로 한 것으로, 그랬기에 그는 대통령에 당선된 것"이라고 전했다. 특히 "오래전부터 김 전 대통령을 알아왔고 그의 용기와 선견지명을 매우 높게 사 왔다"며 "그는 대통령 임기 말 건강에 문제를 겪으면서도 한반도를 재결합시키면서 남북문제 해결책을 계속해서 찾았다"라고 회고했다. 그는 또 "김 전 대통령은 우리의 노벨평화상 수상자 포럼 공동 업무에도 많은 힘을 쏟았다"며 "김 전 대통령의 유족과 지인들, 모든 한국 국민에게 깊은 애도의 뜻을 표한다”고 덧붙였다.
남아프리카 공화국의 넬슨 만델라 전 대통령의 대외 창구인 만델라 재단은 18일 김대중 전 대통령 사망과 관련해 "우리는 그가 인권을 위해 싸우고 북한과의 화해를 위해 얼마나 노력했는지를 기억한다"면서 "유족과 한국 국민에 위로의 뜻을 전한다"라고 밝혔다. 만델라 재단은 성명에서 "노벨평화상 수상자인 김 전 대통령이 서거한 데 대해 애도한다"면서 이 같이 말하고, "만델라 전 대통령은 지난 2001년 3월 김 전 대통령과 만난 적이 있으며, 당시 김 전 대통령은 한반도의 비무장지대를 평화공원으로 전환하자는 만델라의 아이디어에 공감을 표시했다"라고 소개했다. 만델라 전 대통령은 지난 1997년 5월 대선을 앞둔 김 전 대통령에게 자신의 셋째 딸 진드지 여사 부부를 보내 자신이 27년 동안 옥중에서 차고 있던 손목시계를 선물하며 승리를 기원하는 등 개인적으로도 친분이 있다. 이에 당시 김 전 대통령도 유신 체제와 망명 시절을 거치며 20년 동안 간직해온 낡은 가방을 답례품으로 전달했다.

##### 기타
국장 기간 중 각국 지도자들과 42개국이 조전을 보내고 조선민주주의인민공화국의 김기남 조선노동당 비서를 단장으로 한 특사 조의조문단을 비롯 미국, 중국, 일본 등 11개국이 영결식에 고위급 조문단을 파견하였다. 세계 언론들도 사망 및 국장 소식을 비중 있게 다루었다. 이에 대해 연세대학교 정치외교학과 문정인 교수는 "김대중 전 대통령의 국제적 비중을 생각해보면 당연한 것"이라며 "한국이 아니라 전 세계가 큰 지도자를 잃었다"라고 말했다.
삼성, LG, 현대자동차, 포스코 등 주요 대기업들은 김대중이 외환위기 이후 글로벌 스탠다드에 맞춘 자율적인 구조조정 시스템을 도입, 기업의 체질개선 등에 큰 역할을 했다고 고인을 회고했다. 경제 단체들도 외환위기 극복에 공헌했던 김 전 대통령의 사망에 일제히 깊은 애도를 표했다.
한편 생전에 김대중을 강하게 비난했던 김동길 전 연세대 교수가 DJ 사후 잇달아 온건한 추모의 변을 내놓았다. 김 전 교수는 21일 자신의 홈페이지에 '김대중 선배님 전상서'라는 제목의 글에서 "저승길을 떠날 때 별로 고생하지 않고 편안하게 가는 것이 인간이 누릴 수 있는 다섯 가지 복(福) 중에 하나라고 들었습니다"라는 말을 시작으로 DJ 사망에 대한 느낌을 적어나갔다. 김 전 교수는 "덕스러운 삶이었기에 한나라의 대통령자리에도 올랐고, 만인이 부러워하는 노벨평화상 수상자도 되셨을 것 아닙니까. 우리나라의 전직 현직 대통령들이 모두 병문안 가서 쾌유를 빌었다는 것도 사람 사는 세상에 흔한 일은 아니라고 생각합니다"라며 김대중의 삶을 기렸다. "서거의 소식이 전해지자마자 미국의 대통령을 비롯하여 영국 수상, 독일수상이 앞을 다투는 듯 먼저 애도의 뜻을 표하였고, 이웃나라 일본의 국영 방송 NHK는 다른 프로그램을 중단하고 선배님의 서거 소식을 국민에게 알렸다고 들었습니다"면서 세계적 명성을 얻은 DJ에 대한 존경의 마음도 표현했다. 개인적인 인연을 강도하면서 애도를 나타내기도 했다. 김 전 교수는 "군사정권하에서 여러 동지들과 함께 민주화의 투쟁을 하던 때에는 (DJ가)불러서 점심 또는 저녁을 사주신 적도 있고 저도 후배로써의 도리를 다하노라고 최선을 다 한 것도 사실"이라며 "그 때(죽은 이후)에는 다시 만나게 될 것으로 믿고 싶습니다. 아무렴 깊은 인연을 가졌거늘, 영영 다시는 만날 수 없다고 생각하지 않습니다"라고 밝혔다. 그는 마지막으로 "언젠가는 다시 만나서 흉금을 터놓고 따져야 할 일도 있습니다마는 오늘은 그런 마음이 되지가 않습니다. 선배님은 통일된 조국의 초대 대통령이 되고 싶으셨을 텐데, 그 뜻을 이루지 못해 유감이시겠습니다"라며 글을 끝맺었다. 그는 이어 22일에는 '김대중 형님께'라는 더욱 살가운 제목의 글을 올렸다. 김 전 교수는 "한 시대의 풍운아 김대중 형을 '형님'이라고 부르고 싶은 사람은 부지기수이었을 것입니다. 저도 그런 자들 중의 한 사람이 되어 그렇게 불러보고 싶은 것뿐이니 너그럽게 받아 주시기를 바랍니다"라고 말했다. 앞서 그는 김 전 대통령의 사망 직후인 19일 "김대중 전 대통령의 서거는 우리 모두에게 착잡한 심정과 인생의 무상함을 절실히 느끼게 한다"며 "파란만장한 삶을 살고 이제 평화롭게 그 생이 막을 내렸으니 당장에 할 말을 찾기 어렵다"고 말했다.
2009년 11월 13일, 김 전 대통령의 추모행사가 일본 도쿄 아사히 신문사에서 열렸다. 김 전 대통령의 민주화운동 시절과 대통령 재임시 인연을 맺은 일본 정계, 학계, 종교계 인사와 교포 등 200여명이 발기인으로 참여한 '김대중 대통령을 추모하는 모임'이 주관했다. 한·일 양국의 정·관계, 학계, 종교계 인사 400여명이 참석한 이날 행사는 김 전 대통령 추모영상 상영과 추도사, 성경 낭독과 기도, 헌화 순으로 3시간 동안 진행됐다. 일본 측에서는 고노 요헤이 전 중의원 의장과 센고쿠 요시토 행정쇄신상이 인사말을 하고, 와다 하루키 도쿄 대학 교수와 이토 나리히코 주오 대학 교수가 추모사를 했다.

#### 장례
그의 장례는 국장으로 정해졌으며, 영결식은 23일 여의도 국회광장에서 거행되었다. 장례를 주관하는 장의위원장은 한승수 국무총리가 단독으로 맡았다. 이상은 사망 이튿날인 2009년 8월 19일 오후 8시에 열린 임시 국무회의에서 결정되었으며 유족측과 이명박 정부는 서로 합의하여 국장으로 치루되 경제위기를 고려해 6일장으로 결정하였다.
장지는 국립서울현충원으로 결정되었다. 장지 후보로는 국립대전현충원, 국립 5∙18민주묘지, 고향인 신안군 하의도, 용인의 가족묘 등이 거론되었고 유족들의 뜻에 따라 국립서울현충원에 매장되었다.
2009년 10월 5일에는 그의 비석이 세워졌는데 충남 보령의 오석(烏石)으로 제작된 묘비에는 전면과 측, 뒷면에 각각 '제15대 대통령 김대중의 묘'란 문구와 고인의 주요 공적, 경력, 가족 사항 등이 기록돼 있다.

## 자택
김대중은 생전 서울특별시 마포구 동교동에 거주하였다. 1963년 4월 국회의원 출마를 앞두고 동교동 자택에 전세로 입주했고, 1년 뒤인 1964년 완전히 매입하였다. 군사정권 시절 김대중은 정권에 의해 가택연금 상태에 놓인 기간이 길었는데, 이 때문에 김대중을 따르는 정치세력을 '동교동계' 라고 불렀다. 마찬가지로 서울특별시 상도동에 거주했던 김영삼의 정치세력은 '상도동계' 로 불렸다. 김대중은 입주할 당시 자신의 명패와 아내 이희호의 명패를 함께 달았는데, 남성우월주의가 심했던 당시 시대에는 찾기 힘들었던 풍습이었다.
김대중은 정계복귀 이듬 해인 1996년 9월 장남 김홍일에게 동교동 자택을 넘기고 경기도 고양시 정발산동에 새 자택을 구입하고 대통령 취임 전인 1998년 2월까지 거주하였다. 대통령 취임 직후에는 지인에게 소유권을 넘겼고, 김대중의 고양시 자택은 2021년 기념관으로 개관하여 대중에게 공개되어 있다. 김대중-이희호 부부가 사용했던 침실과 서재, 응접실, 화장실 등의 시설이 있고 지하에는 위급상황을 위한 대피공간도 마련되어 있다.
김대중은 퇴임 직전인 2002년 기존 동교동 자택을 헐고 연먼적 235평에 달하는 새 자택을 지었으며, 퇴임 후 동교동 자택으로 돌아가 여생을 보냈다. 이 자택에는 방 8개와 욕실 7개, 응접실이 있으며 지하에는 서재와 위급상황을 위한 대피공간이 있다. 특히 다리가 불편했던 김대중을 배려해 자택 내에는 각 층을 오갈 수 있는 엘리베이터가 설치되어 있다. 또한 생전 부부가 자주 산책용으로 사용했던 마당과 정원도 있는데, 김대중은 가택연금을 당하던 시절 이 곳에 자신의 수첩들을 직접 묻어놓기도 했다. 이는 중앙정보부나 안기부로부터 강제 체포를 당하면 중요한 정보가 적혀있는 수첩들을 감추기 위함이었다.
김대중이 사망한 뒤에는 부인 이희호가 2019년까지 동교동 자택에서 거주하였다. 이희호는 사망 직전 유언으로 "동교동 사저를 기념관으로 활용해달라" 는 부탁을 남겼다.

## 사상과 신념

### 여성주의자
김대중은 자신이 여성주의자라고 하였다. 김대중은 스스로 여성주의자를 자처하면서 자신의 동교동 자택의 문패에 '김대중, 이희호'라고 부부의 이름을 나란히 써 놓은 것을 자랑삼아 이야기하곤 했다. 유림의 반대를 무릅쓰고 가족법을 개정했으며, 대통령에 당선된 후 여성부를 신설했고, 여성주의자 운동가 출신의 한명숙을 초대 장관으로 임명했다.

### 주변인 배려
특히 김대중은 자신이 신임하는 측근들에 대해서는 사소한 부분까지 일일이 챙겨주었다. 한번은 박지원 비서실장이 야당 대변인이던 시절 아침 회의 때부터 술냄새를 풍겨 다른 참석자들이 눈살을 찌푸리면 "대변인이 밤새 일을 한 모양이군요. 기자들과 술을 마시는 게 대변인의 가장 중요한 일이지요."하며 분위기를 풀어주곤 했다.
사소한 것도 여간해서는 쉽게 넘기지 않고 챙겨주었다 한다. 사분오열된 김영삼의 상도동계 사람들과는 달리 김대중의 동교동계 사람들은 민주당 등을 통해 오랫동안 끈끈한 인연을 맺어간 배경이 되었다.

## 평가

### 긍정적 평가

#### 지도자로서의 자질

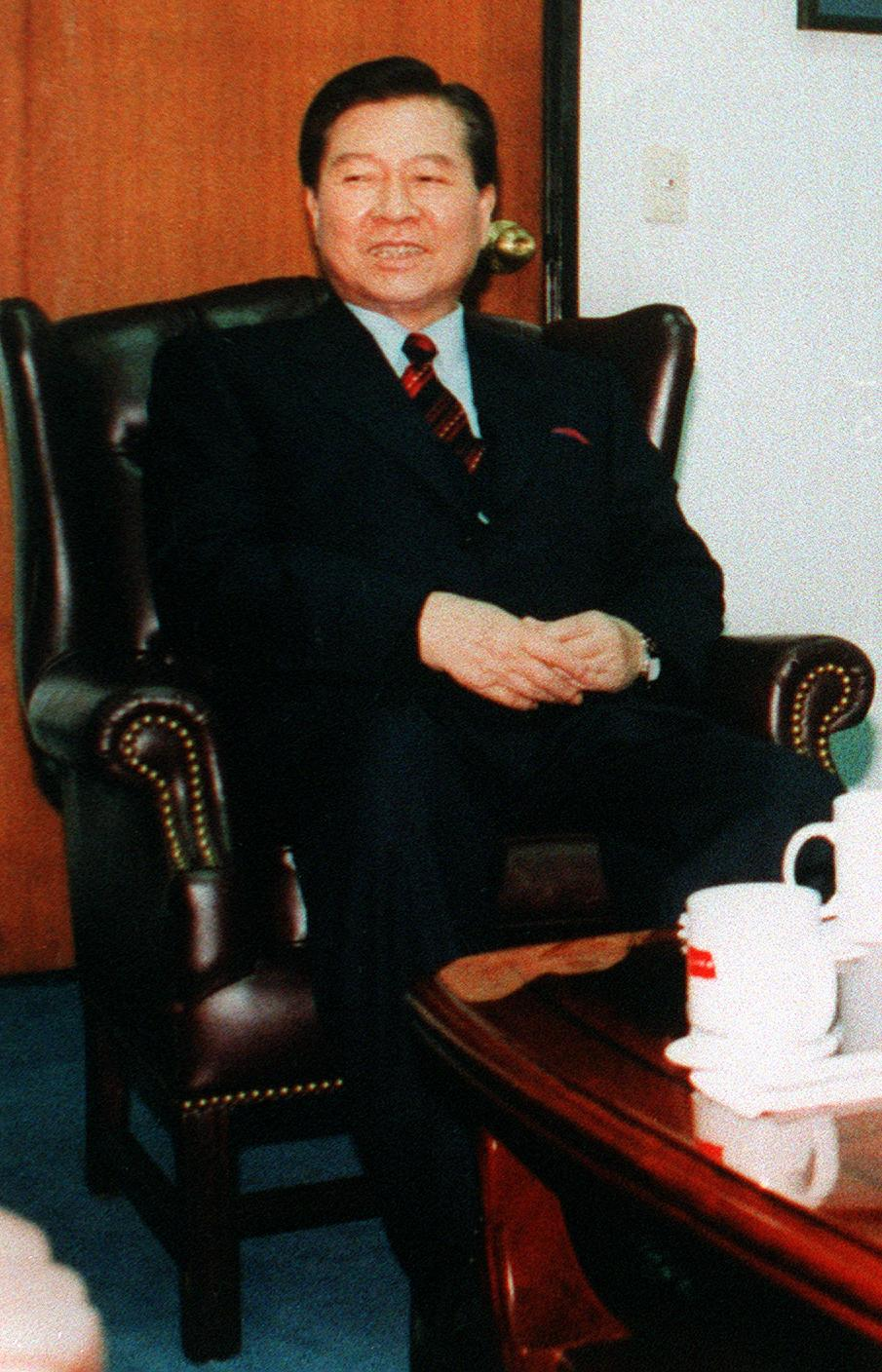
김대중(1998년)

노무현은 1994년 발간된 그의 자서전에서 김대중에 대해 정치 지도자가 갖춰야 할 '권력 장악 능력', '살림 살이 솜씨', '역사의식'을 두루 갖춘 사람이라고 평가했다. 또 그는 김대중은 끊임없이 배우고, 노력하고, 발전을 거듭하며, 정말로 삶을 열심히 살아가는 사람이라고 평가했다. 이런 평가와 함께 노무현은 그가 김구와 필적할만한 '지도자'로써 존경한다는 뜻을 나타내기도 했다. 김대중은 군사 정권에 대항하며 납치당하기도 하고 사형 선고를 받으면서도 신민당과 평민당 등의 야당의 지도자로서 권력에 대한 끊임없는 견제를 통해 민주화의 결실을 이뤄내는데 큰 역할을 했다. 2011년 8월 노태우는 자신의 자서전에서 김대중에 대해 "수없는 난경을 겪어오면서 얻은 경험이 몸에 배어 있었고 관찰력이 예리한 대단한 사람이었지만, 시간이 흐름에 따라 총명함이 흐려지는 것을 느낄 수 있었다"라고 평가했다.
대통령직에서 김대중은 과감한 재정·금융 긴축과 대외개방, 금융 및 기업의 구조조정 등의 경제개혁으로 1997년 11월부터 시작된 IMF 관리체제의 외환위기를 당초 계획보다 조기에 극복했다는 평가가 있다. 흡수통일을 파기하고 햇볕 정책이라는 이름의 대북포용정책을 견지하여, 분단이 고착화되고 군사적대치관계에 있던 기존의 남북관계의 새로운 지평을 열었으며 이를 토대로 2000년 한국인 최초로 노벨 평화상을 수상해 한국의 위신을 높였다. APEC이나 ASEM처럼 세계 강대국들이 모두 참석하는 국제회의에서도 김대중은 거의 언제나 첫 번째의 발언권을 부여받았고, 참모들의 만류에도 불구하고 김대중의 공식일정은 전임 대통령들의 두 배가 넘었다.

#### 경제정책
역대 정권 중에서 김대중 정권 때 우리나라의 경상수지 흑자가 가장 많이 늘어난 것으로 나타났다. 김대중 정권은 한국 전쟁 이후 최대의 국란이라는 외환위기 직후 취임했지만, 대외 지급능력을 의미하는 외환보유액 확충과 물가 관리 측면에서도 선전했다. 그러나 경제가 파탄난 외환위기 직후에 출범했기 때문에 경제성장률과 고용 측면에서는 높은 성적을 거두지 못했다. 전문가들은 저성장 기조 탈피 등 미완의 과제가 있기는 하지만 국가적인 재앙인 외환위기를 극복한 점만으로도 김대중 정권이 경제 측면에서 상당한 역할을 했다고 평가했다.
한국은행과 통계청 등에 따르면 김대중의 집권 시기인 1998년 ~ 2002년 경상수지 흑자는 906억달러 증가했다. 연평균 증가액은 181억 1천 400만달러로 가장 많았다. 김대중 정부 시절에는 경상흑자에 따른 외화 유입 증가로 외환보유액도 많이 늘어났다. 김영삼 정부 말기인 1997년말 204억 600만달러에 불과하던 외환보유액은 김대중 정부 말기인 2002년말에는 1천 214억 1천 300만달러로 늘어나면서 5년간 1천 10억 700만달러 증가했다. 이로 인해 세계 4대 외환보유국이 되었다. 연평균 증가액은 202억 100만달러로 노무현 정부의 281억 6천 200만달러에 이어 두 번째로 큰 규모다. 김대중 정부 때는 물가도 비교적 안정적인 모습을 보였다. 김대중 정부 시절 연평균 소비자물가 상승률은 연평균 3.5%로 노무현 정부 때의 3.0%에 이어 두 번째로 낮았다. 물가 상승률은 노태우 정부 때 7.4%로 가장 높았고 전두환 정부 6.1%, 김영삼 정부 5.0% 등이었다. 외환위기에 따른 기업 부도 등의 여파로 경제성장률과 고용률은 이전 정권들보다 크게 낮았다.
김대중 정부 시절 국내총생산 증가율은 연평균 4.5%로 노무현 정부의 4.3%보다 높았지만, 전두환 정부(8.7%), 노태우 정부(8.4%), 김영삼 정부(7.1%) 등에 비해서는 낮았다. 그러나 외환위기 직후인 1998년 성장률이 -6.9%에 이르렀다는 점을 감안하면 성적이 좋았다는 것이 일반적인 평가다. 1998년 이후 성장률은 1999년 9.5%, 2000년 8.5%, 2001년 4.0%, 2002년 7.2% 등으로 4년 평균 7.3%였다. 연평균 고용률은 58.1%로 전두환 정부의 47.2%보다 높았을 뿐 김영삼 정부(60.3%), 노무현 정부(60.0%), 노태우 정부(58.4%)보다는 부진했다. 하지만 연간 고용률 추이를 보면 1998년에는 외환위기 여파로 56.4%까지 떨어진 후 2000년 58.5%, 2001년 59.0%, 2002년 60.0%로 매년 조금씩 회복하는 모습을 보였다. 대외경제정책연구원 윤덕룡 국제거시금융실장은 “김대중 정부 시절 외환위기 이후 달라진 경제 환경에 대응해 대외적인 안정에 신경을 쓰면서 순채무국에서 순채권국으로 전환될 수 있었으며 고금리 여파로 물가도 비교적 안정됐다”며 “외환위기 이후 개방을 확대한 여파로 경기 변동성이 커지자 기업의 투자가 위축되면서 성장 잠재력이 줄어들고 고용이 감소한 측면이 있다”고 설명했다.
김대중의 경제적 성과를 꼽으라면 단연 '국가 부도' 직전까지 몰렸던 외환위기를 조기 극복했다는 점으로 평가된다. 그는 정보기술 산업을 새로운 성장 동력으로 육성, 역대 정권 중 가장 큰 규모의 국제수지 흑자를 기록함으로써 우리나라는 IMF에서 빌린 차입금 195억 달러를 3년8개월 만에 말끔히 갚을 수 있었다. 삼성경제연구소 황인성 수석연구원은 "중화학 공업과 IT로 산업 포트폴리오를 구성, 고환율과 선진국 경기 호조라는 유리한 여건을 십분 활용한 게 IMF 조기졸업의 비결"이라고 설명했다. 현대경제연구원 유병규 경제연구본부장은 "IT 발전의 전기를 마련했을 뿐 아니라 우리 경제를 지식경제 시스템으로 전환해 IMF 졸업 이후의 경제 발전이 가능했다"며 "외신들이 한국을 'IMF 모범생'이라고 극찬했을 정도"라고 말했다. 김대중 정권부터 차곡차곡 쌓이기 시작한 외환보유액은 지난해 전 세계를 휩쓴 금융위기에서 큰 버팀목이 됐다. 한국 경제에 대한 각종 위기설이 불거질 때마다 막대한 외환보유액은 루머를 일축할 수 있는 근거가 됐다. 황 연구원은 "당시에 외환보유액을 확보하지 못했다면 지난해 금융위기 때 다시 IMF에 구제금융을 신청하는 최악의 국면에 처했을지도 모른다"라고 말했다. 외환위기로 혹독한 감원과 구조조정으로 고통이 극에 달했을 때 국민이 이를 감내하고 위기 극복을 위해 힘을 한 데 모을 수 있도록 했던 점도 빼놓을 수 없다. 한국경제연구원 허찬국 선임연구원은 "기업과 은행이 줄도산하고 순식간에 150만명이 일자리를 잃는 '재앙'이 덮쳤는데도 사회적인 파장을 최소화하면서 조기에 수습한 것은 김 전 대통령 특유의 '설득의 리더십' 덕분이었다"라고 평가했다. 이 밖에 기업 재무구조, 고용 유연성, 공공부문 개혁 등 우리 경제의 구조를 개선한 점도 김 전 대통령이 거둔 큰 성과로 꼽혔다.
이내영 고려대학교 교수는 "DJ 정권은 최초의 개혁정권"이라며 "생산적 복지라는 개념을 통해 소외계층, 서민들을 위한 사회안전망을 구축하는데 주력했다"며 "그 전까지만 해도 복지문제는 유럽처럼 생산성이나 경쟁력을 약화시키는 일방적 개념에 머물렀다"며 "복지증진을 경제발전, 경쟁력 향상과 동시에 추구, 과거와 차별화한 정책을 보여줬다"라고 평가했다. 이정희 한국외국어대학교 교수는 "고인은 노벨 평화상을 수상할 만큼 세계적 반열에 선 지도자였고 한국의 위상을 높였다"라고 평가했다. 성균관대학교 김성주 교수는 "전직 대통령을 포함, 누구 하나 책임지지 않는 상황에서 DJ는 국가파산으로 이어질 수 있었던 국난 극복을 위해 혼신의 힘을 다했다. 그 결과 2년 만에 외환위기를 넘길 수 있었다. 이는 IMF 관리체제 극복을 정책의 최우선으로 한 김대중 정부와 노사 간 화해 노력으로 가능할 수 있었다. 또한 DJ는 국민화합을 위해 용서와 화해의 정치를 폈다"라고 평가했다.
이명박 대통령은 월스트리트 저널에 실은 특별기고문을 통해 김대중 정부의 업적을 극찬했다. 이 대통령은 이 기고문에서 지난 97년 한국이 IMF위기를 슬기롭게 극복한 경험담을 자세히 국제사회에 소개했다. 중앙일보는 '경제고비마다 직접 뛴 DJ'라는 제목으로 10년 전 외환위기를 맞아 당선 사흘만에 데이비드 립튼 미국 재무부차관을 만나 정리해고가 포함된 IMF협약 플러스 개혁추진을 약속하는 면접 시험을 통해 미국의 지원을 이끌어낸 점이 외환위기 극복의 전기가 된 것으로 분석하였다. 또한 국민과의 대화를 마련, 진솔하게 국민을 설득시켜 개혁동참과 금모으기 운동을 벌이는등 국민적 힘을 결집시키는 한편 코드 상관없이 이규성 재정경제부 장관, 이헌재 금융감독위원장 등 능력위주 경제팀을 구성하고 금융, 기업, 공공, 노동 등 4대부문 개혁을 전투처럼 밀어 붙여 취임 1년 반만인 1999년 8월 15일 외환위기를 조기 극복하였다며 김대중의 리더십을 높게 평가하였다. 여기에서 그치지 않고 주말에 발행된 중앙 선데이에 '97년 외환위기때 이회창 도운 과거 안묻고 코드 버렸던 DJ'제목으로 된 장문의 기사를 통해 97년 외환위기 진행및 극복과정과 관련하여 김대중이 보여준 뛰어난 환란극복 리더십을 높게 평가했다.
매일경제 신문이 2012년 5월 1일, 정부별로 집권기간 중 '경제업적지수' 평균을 분석한 결과 김대중 정부는 82점을 기록했다. 참고로 노무현 정부는 68.9, 이명박 정부는 44.1을 기록했다. 경제업적지수는 과거 뉴욕증권거래소가 주요 선진국의 경제적 성과를 측정하기 위해 사용했던 지표로 알려져 있는데, 분모에 경제고통지수, 즉 실업률과 인플레이션율을, 분자에 경제성장률을 대입한 다음 100을 곱해서 산출한다. 따라서 경제성장률이 높거나 실업과 인플레이션율이 낮을수록 높은 점수가 나오게 된다.
2004년 감사원은 김대중 정부의 구조조정과 경기증진에 관련하여 감사를 실시했다. 당시 정부가 투입한 164조원의 공적자금이 IMF경제위기 극복은 물론 경제회복과 성장에 큰 도움이 됐던 것으로 감사원의 감사결과 드러 공적자금 투입은 적절한 정책이었던 것으로 평가했다. 감사원이 밝힌 공적자금 관리실태 감사결과에 따르면 정부의 공적자금 투입결과 부실채권 규모는 98년 3월 112조원에서 지난해 6월엔 39조원으로 줄어들었으며, 은행 BIS비율은 같은 기간 7%에서 10.5%로 높아지는 등 금융기관이 크게 건전해졌다.
아울러 98년 1월 11.7%에 달했던 은행금리는 지난해 6월 기준 6.24%로 낮아졌고, 회사채수익률도 외환위기 당시인 97년 12월 23.36%에서 지난해 6월엔 5.45%로 낮아져 금융시장이 크게 안정됐다. 또 실물경제 회복도 두드러져 설비투자증가율이 98년 마이너스 38.3%에서 2000년엔 35.3%로 높아졌고, 제조업도 같은 기간 마이너스 7.4%에서 15.9%로, GDP성장률은 마이너스 6.7%에서 9.3%로 높아졌다.
이와 관련 감사원은 "공적자금 투입을 통해 우리나라 국가신인도가 투자부적격에서 투자적격으로 높아지고, 외환보유액도 97년 외환위기 당시 39억 달러에서 지난해 6월엔 1천317억 달러로 늘어나게 됐다"며 "이로 인해 당초 계획보다 3년 앞당겨 2001년 8월 IMF를 조기 극복하는 동인이 됐다"고 설명했다.
삼성경제연구소는 공적자금지원을 통해 GDP 626조원, 재정수입 134조원의 증대효과가 있는 것으로 추정했다.
한국금융연구원은 공적자금을 지원하지 않았다면 1998년 GDP는 △12.7%, 1999년에는 △22.0%, 2000년에는 △34.9%로 계속 급락했을 것으로 추정하고 있다"며 "공적자금투입의 성과는 커, 정책은 적절한 것으로 판단된다"고 평가했다. 이어 98년 1차 공적자금 64조 원의 투입으로, 2001년까지 금융위기에 따라 900조 원 가까이 발생할 수 있는 경제적 손실이 295조5천억 원에 그친 것으로 추정했다.

#### 문화 발전
또한 문화산업 발전에 많은 관심을 보였다. 국내 연예인 뿐만 아니라 해외 스타들도 만나 대중문화의 발전에 관해 많은 얘기를 나누었다. 특히 서태지의 음악성을 비롯해 그가 청소년들에게 끼치는 영향력을 높이 평가하며 공개석상에서도 '역사에 길이 남을 가수'라는 극찬을 아끼지 않았다. 김대중 정부 당시 문화예산 비중이 역대 정권 중 가장 높았고, 그 예산을 통해 김대중 정부 시기를 지나면서 문화산업의 각 분야는 크게 발전했다. 그리고 문화산업진흥기본법은 지난 10년간 한국의 문화산업이 발전하고 한류라는 이름으로 세계로 뻗어나가는 데 중요한 바탕이 되었다. 특히 재임 당시 일본 영화 및 음악 등 대중문화 개방을 단행해 한일 관계 개선에도 기여했다.

#### 화해와 용서
1999년 5월에는 1박 2일 일정으로 대구·경북을 방문해 지역 원로, 박정희 전 대통령 기념사업회 관계자들과 만찬을 하는 자리에서 기념사업에 대해 정부 차원의 지원 의사를 밝혔다 김대중은 당시 만찬에서 "물러난 대통령은 모두 부정적인 평가만 받아 왔지만 공적은 평가해야 한다"라고 강조했다. 그러면서 "지지 여부를 막론하고 그가 6·25 폐허 속에서 근대화를 이루고 우리도 하면 된다는 자신감을 불러일으킨 공은 인정해야 한다"라고 덧붙였다. 이는 김대중이 무엇보다 자신을 핍박하고 민주화를 거부해 그야말로 타도해야 할 독재자로 설정했던 박정희에 대한 입장을 바꾼 것이다. 그의 발언에는 지역 화해 의지도 배어 있다. 대구ㆍ경북, 나아가 영남의 상징적 인물인 박정희를 끌어안음으로써 영ㆍ호남 화해를 모색하려 했다는 평가를 받고 있다. 2009년 8월 14일 전두환은 입원 중인 김대중을 문병해서 "김대중 대통령이 현직에 계실 때 우리 전직들이 제일 행복했어요. 5년 재임 기간 동안 청와대 10번 가까이 초대 받아가서 세상 돌아가는 상황도 상당히 정확하게 파악할 수 있고…." 라고 말해 그러면서 어떤 대통령은 그런 것을 하지 않았다고 덧붙이면서 회고했다.

#### 외국의 긍정적 평가
미국의 정치학자 마이클 그린은 "DJ는 주변 4강과 모두 친하면서 대북관계를 개선하는, 한국에 꼭 필요하나 실현하긴 힘든 난제를 풀어낸 전무후무한 지도자"라 극찬했다. 워싱턴포스트 기자였으며 미국 존스홉킨스 대학교 국제관계대학원 교수이자 한미관계연구소장을 맡고 있는 한반도 문제 전문가인 돈 오버도퍼는 그의 저서 《두 개의 한국》에 "1980년 필자의 대담에서 일부 고위 군 관련 인사들은 김대중이 과거에 북한의 사주를 받았거나 현재까지도 사주를 받는 공산주의자라고 주장했다. 그러나 이들 중 대다수는 김대중을 본 적도 없는 사람들이었다. 김대중과 여러 차례에 걸쳐 인터뷰해온 필자로서는 그가 공산주의자라는 주장을 믿지 않았다. 1980년대 말 CIA 전문 요원 출신인 제임스 릴리 주한 미 대사는 김대중의 과거 행적을 면밀하게 조사한 뒤 그가 공산당에 가담했다는 주장은 전혀 근거가 없다는 결론을 내렸다"라고 기술하였다.
미국의 작가·미래학자인 앨빈 토플러는 전화를 통해 "아내 하이디와 저는 대통령께서 최근에 아프시다는 소식에 마음 아파하고 있다. 대통령께서 쾌차하셔서 내외분과 저희 부부가 다시 만찬을 할 수 있기를 간절히 희망했다. 수년 전 대통령과 가진 첫 만남 이래 대통령님을 계속 깊이 존경해 왔다. 김 전 대통령은 한국을 세계의 모범국가로 변화시키신 분이다. 무슨 일이든 저희 부부가 도와드릴 일이 있으면 언제든지 주저 없이 불러주시기를 기대한다"라고 말했다. MIT 언어학과 교수 노엄 촘스키는 "오래 기간 존경해왔다"며 "그는 남다른 용기를 갖고 일관되게 한 생을 산 사람이었다. 그의 삶은 한국과 세상 모두에 위대한 공적을 남겼다"라고 평가했다. 에즈라 보겔 하버드 대학교 명예교수는 "햇볕정책을 만들어낸 비전, 남북한, 중국, 일본, 그리고 서구 세계와의 화해 추구 노력을 존경한다. 김 전 대통령은 우리시대의 진정한 위인 가운데 한 분이다"라고 강조했다.
로버트 루빈 전 미 재무장관은 "한국이 1997년 말 외환위기를 극복한 것은 김대중 전 대통령의 리더십이 큰 역할을 했다"라고 극찬했다. 최근 미국의 어려운 경제상황을 타개하는데 정치 시스템의 역할을 강조하면서 1998년 IMF 외환위기 당시 김대중의 리더십을 상기하며 "미국 대통령에 출마하면 어떻겠느냐?"는 말도 했다. 헨리 키신저 전 미 국무장관은 김대중을 "위대한 비전, 위대한 상상력"을 가진 인물로 평가했다. 다이안 파인스타인 미 상원의원은 "역사 속의 인물인 김대중 대통령과 같은 비전을 가진 분을 지도자로 가진 한국민은 행복하다"라고 말했다. 매들린 올브라이트 전 미 국무장관은 "김 대통령은 비전이 있고 그것을 조직적 방법으로 추진하는 뛰어난 인물로 자신의 업적 위에 우리가 대북관계를 쌓을 수 있도록 허락했다"라고 평가했다.
제임스 울펀슨 전 세계 은행 총재는 김대중에 대해 "엄청난 탄압에도 좌절하지 않고 마침내 자신의 뜻을 이뤄낸 김대통령은 만델라의 삶을 연상시킵니다. 민주화뿐 아니라 경제의 재구축에 성공하고 있는 김대통령은 세계를 감동시키는 지도자 입니다"라고 평가했다. 미셸 캉드쉬 전 IMF 총재는 고별기자 회견에서 "한국은 김대중씨를 대통령으로 두고 있다는 자체를 행운으로 받아들여야 할 것이다. 경제위기를 맞아 몇가지 고비가 있었지만 IMF와 미국 그리고 국제사회 전반은 김 대통령을 믿고 한국을 밀어준 측면이 적지 않은게 사실이다"라고 밝혔다. '레이건 신화'의 주역 마이크 디버 전 대통령 특보는 "김 대통령은 메이크 업이 필요 없는 논픽션 드라마의 인생을 살아왔다"며 "이름 석자만 갖고도 국제사회에 영향을줄 수 브랜드"라고 극찬했다. 미국 망명 시절에 하버드 대학교에서 펴낸 《대중경제론》과 《3단계통일론》는 하버드 대학교의 교재용으로 번역 출간되었다.
리오넬 조스팽 전 프랑스 총리는 "김 대통령은 나에게 살아가야 할 힘, 살아가야 할 도덕적 스승이자 길잡이다"라고 극찬했다. 요하네스 라우 전 독일 대통령은 "김 대통령에 대한 존경심이 독일이 한국의 금융위기 때 한국을 돕는 동기가 됐다"라고 밝혔다. 빌 클린턴 전 미국 대통령은 한미 정상 백악관 기자회견에서 대북정책에 대해 "김 대통령은 지금 한반도의 정세를 본질적으로 변화시키는 전주곡을 연주하고 있습니다. 김 대통령의 일관된 비전과 강인한 의지는 이를 성공작으로 만들것이라 믿습니다. 그렇게 되면 국방예산을 줄여 사회복지를 늘릴 수 있겠지요"라고 평가했다. 클린턴 전 대통령이 김대중에게 "나에게 1년이라는 시간만 더 있었다면 한반도의 명운이 달라졌을 것"이라며 아쉬워했다고 밝혔다. 한종우 시러큐스 대학교 교수는 "김 전 대통령은 민주화에 가장 큰 공헌을 하셨고, IMF 경제위기를 극복하시고, 북한과의 교류를 탄탄대로에 올려놓으셨다"라고 평가했다.
일본의 경제평론가 오마에 겐이치 미국 UCLA대학 교수는 "김 대통령처럼 한국 경제에 공헌한 대통령은 없기 때문에 한국민은 떠나가는 김대중씨를 마음으로부터 감사해야 한다"라고 말했다. 그는 "세계에서 단임 5년에 지금처럼 많은 변화를 이뤄낸 대통령은 선례를 찾아보기 힘들다"며 "5년 사이에 한국 경제를 V자 회복 시킨 김 대통령은 희대의 명대통령"이라고 찬사를 보냈다. 그는 이어 한국과 일본 경제를 비교, "한국은 혼미상태에서 벗어나지 못하고 있는 일본을 뒤로 하고 여러 분야에서 전망이 좋아졌다"면서 "장거리 트랙경기로 친다면 일본보다 2 바퀴정도 뒤쳐졌던 한국이 거의 어깨를 나란히 할 정도로 다가온 느낌"이라고 평가했다. 그는 "살아남아 더욱 강해진 재벌의 총수들은 결코 김대중씨에게 감사하지 않고 있다"라고 지적했다. 세계적 경제전문 통신인 블룸버그는 "김 대통령은 경제ㆍ정치ㆍ외교 분야에서 이룬 업적으로 반세기 역사상 가장 훌륭한 대통령으로 남을 것"이라고 평가했다. 이에 앞서 블룸버그는 "77세의 김대중씨는 한 세대에 한 번 나올까 말까한 지도자의 업적을 이뤘다"며 극찬했다.
조지프 바이든 미국 부통령은 가장 존경하는 지도자를 김대중을 꼽았다. 바이든 부통령은 햇볕정책의 열렬한 지지자이기도 하다. 호콘 망누스 노르웨이 황태자는 "김 전 대통령이야말로 민주화와 한반도 평화 프로세스 그 자체를 살아오신 분"이라고 평가했다. 에리크 손하임 노르웨이 환경개발부 장관은 "저의 개인적 영웅이다. 다른 나라에서 하지 못했던 평화에 대한 많은 일을 하셨다"라고 평가했다. 평화학자 요한 갈퉁 교수도 "그는 좌파도 우파도 아닌 '중도'이며 대단히 인도주의적인 인물이다"라고 평가했다. 리하르트 폰 바이츠체커 전 독일 대통령은 "친구를 넘어 인류애를 갖춘 인격자"라고 김대중을 평하곤 했다. 노르베르트 람머트 독일 국회의장은 김대중을 만난 자리에서 "독일에서 당신만큼 영향력 있는 한국인은 없다"라고 거듭 밝힌바 있다. 도널드 그레그 전 주한 미국대사는 "한국 국민과 유가족들이 김 전 대통령의 삶에 대해 큰 자부심을 느껴야 한다고 생각한다"면서 그는 용감했고 민주주의를 위해 계속 투쟁했으며 한국 민주주의를 위해 많은 기여를 하는 한편 햇볕정책을 통해 대북관계에 큰 진전을 이뤘다고 평가했다.
에곤 바르 전 독일 경제협력부 장관은 "김대중 대통령이 지구 상에 마지막 남은 최악의 분단을 극복해 냉전시대에 종말을 고하고, 평화와 긴장완화, 교류협력을 강화하는 대북정책을 추진해온 것이 한국인들에게는 커다란 행운"이라고 평했다. 그는 이어 "남한과 북한에서 제기되는 수많은 반대에도 불구하고 한국 민족에게 미래의 희망을 주는 정책을 끝까지 추진하는 김 대통령의 끈기에 탄복했다"면서 노벨 평화상 수상은 이에 대한 국제적 인정의 증표라고 덧붙였다. 하르트무트 코쉭 독일 연방하원의원은 김 대통령의 개혁 성과, 남북화해를 위한 기여를 기리고자 책자를 발간하게 됐다면서 퇴임 후 적절한 시기에 독일과 유럽을 방문해 강연 등을 해달라고 요청하기도 했다. 이 책에서 김 대통령에 대한 평가 글을 쓴 필자들에는 요하네스 라우 현 대통령, 리하르트 폰 바이체커 전 대통령을 비롯한 독일의 정치, 경제, 학계, 언론계 등의 주요 인사들이 망라돼 있다. 곧 퇴임해 권력을 잃게 될 한국 대통령의 생애와 철학, 정치 등에 관해 평가하는 글을 이토록 많은 유명 인사들이 원고료도 받지 않은 채 기고한 일은 전례가 없는 일이다. 독일 국방장관을 지낸 폴커 뤼헤 하원 외무위원장은 "유럽에서 김대중 대통령과 비교될 만한 인물은 하벨과 바웬사 정도일 것"이라면서 "그러나 이들보다 더 큰 고통을 받은 김 대통령이 일관된 원칙을 세워놓고 꾸준히 추구해온 김 대통령의 인생에 관해 엮은 이 책을 젊은이들이 꼭 읽어야 한다"라고 말했다. 뮌헨 대학교 정치학과의 고트프리트 카를 킨더만 교수는 "지난 2000년의 역사적인 첫 남북 정상회담이 남북한 간의 긴장완화, 교류 및 공동사업을 위한 희망찬 전기가 되었다”고 평가했다. 킨더만 교수는 "최근 한국 내에서 김 대통령이 이 획기적 계기 마련을 위해 물질적 수단을 투입했다는 비난을 받고 있으나 과거 서독 정부도 동서독 관계를 완화하고 생활수준 격차를 해소하기 위해 다양한 경로를 통해 동독에 물질적 지원을 했다는 점을 상기시키고 싶다"라고 강조했다.
김대중을 만나 대화를 나눴던 울리히 베크 독일 뮌헨대 교수는 김대중에 대해 "분명한 분석, 설득력 있는 주장에 놀랐다. 많은 정치가들을 만나보았으나 이렇게 명확한 비전을 가진 분은 만나지 못했다", "완전히 설득당했다"라고 평가했다.
2009년 9월 23일 미국 시사주간지인 뉴스위크에서 조국의 정치, 경제, 사회적 변혁을 이끈 11인 지도자 '트랜스포머'로 김대중을 선정했다. 그는 계속된 암살 위협에도 불구, 평생 민주화에 헌신한 인물로 소개됐다. '1997년 대통령에 당선돼 한국 정치사상 처음으로 여야간 평화적 정권 교체를 이뤄냈으며, 재임 때 아시아 금융위기의 나락에서 한국을 구출했다'고 덧붙였다. '햇볕정책'으로 남북관계 개선에 기여해 2000년 노벨 평화상을 수상한 업적도 높이 평가했다.
2011년 미국의 폭로 전문 웹사이트 위키리크스는 김대중에 대한 미국 대사관의 평가를 공개했다. 이 문서에서는 김대중을 "세계적으로 알려진 정치적 인물로, 외교 정책의 모든 측면에서 능숙했다"고 평가했다.

### 부정적 평가

#### 대북정책과햇볕정책에 대한 비판
햇볕정책과 같은 시기에 이루어진 대북 원조에도 북한의 무력 도발로 1999년 제1연평해전, 2002년 제2연평해전이 발발하자 햇볕정책이 북한의 무력 도발을 막지 못했다는 비판을 받았다. 또한 북측에 5억달러가 송금된 대북 송금 사건에 대해서도 현대의 대북 7대 사업권 구입을 위한 송금액 중 1억 달러가 정상 회담의 대가로 북측에 현금이 건네진 것으로 밝혀져 햇볕정책에 투명성이 부족했다는 비판이 있다.
제1연평해전 이후 김대중은 선제공격을 하지 말라는 교전 수칙을 지시했다. 이후 제2연평해전 국군 피해가 컸던 것은 교전 지침 때문이라는 증언이 있었다.
2002년 한일 월드컵이 막바지에 다다랐던 6월 29일 제2연평해전 발발 이후 김대중의 행동도 많은 비판을 받고 있다. 당시 김대중은 북한의 무력 도발로 제2연평해전이 발발하여 국군 6명이 전사하였음에도 국가안전보장회의를 4시간 35분만에 여는 등의 늦장 대응을 했다. 군통수권자인 김대중의 주재로 열린 국가안전보장회의(NSC)는 우발적 충돌로 결론지었고, 같은 내용의 북한 통지문이 오자 그대로 수용했다. 김대중은 교전 다음날 예정된 금강산 관광선을 출항시켰다. 이회창 후보는 의원총회에서 “정부는 서해도발이 우발적이라고 하면서 미국 일본에 냉정한 대응을 요청했다는데 도대체 어느 나라 정부인가”라고 주장했다. 제2연평해전 발발 다음날인 30일 김대중은 월드컵 결승전이 열리는 일본 요코하마로 출국하여 결승전 경기를 관람했지만 부상당한 해군들이 입원해 있던 국군수도병원은 박지원 당시 청와대 비서실장만을 보냈을 뿐 직접 방문하지는 않았다. 김대중은 고이즈미 준이치로 일본 총리와 정상회담을 갖고 서해교전 사태에 대해 냉정히 대응하는 것이 중요하며 한반도의 긴장이 고조되지 않도록 해야 한다는데 인식을 함께 했다. 김대중은 회담에서 “대북 포용정책 기조를 계속 유지해나갈 것”이라고 밝혔다. 교전 이틀 후 국군수도병원에서 합동영결식이 열렸을 때조차 김대중은 참석하지 않았으며 국무총리, 국방부 장관, 합참의장 등 내각과 군의 핵심 인사들마저 참석하지 않았다. 이러한 김대중 정부의 행보에 대해선 당시 남북관계의 원만한 유지를 위해서였다는 주장도 있다.
한편 총리실 관계자는 "김대중 정부 이전에도 각 군장으로 영결식을 거행할 경우 대통령과 총리는 참석하지 않고 각군 참모총장 이하만 참석했던 것이 관례"라고 해명했다. 김대중이 서해교전에도 불구하고, 예정대로 일본을 방문한 것은 월드컵 공동개최국 국가원수로서 성공적인 월드컵 개최를 대내외에 천명하고 대한민국 국군이 안보태세를 유지하고 있음을 확고히 하는 의미가 있다는 해석도 있었지만 유가족과 생존자들은 제2연평해전을 '잊혀진 전쟁'으로 부르며 당시 김대중 정권의 처우에 분노하고 있다. 고(故) 박동혁 병장의 아버지 박남준 씨는 "부상당한 아들의 면회를 기다리며 TV를 보니 대통령이 일본에서 박수를 치고 있었다"며 "(출국한) 성남비행장에서 국군수도병원까지 몇 분도 걸리지 않는데…"라고 말했다. 윤영하 소령의 아버지 윤두호 씨는 "서해에 전투가 벌어진 이후에 대통령이 출국한 것은 지금도 이해가 되지 않는다."며 "전쟁이 나면 대통령은 밖에 있다가도 들어와야 합니다. 그게 정상적인 국가예요."라고 김대중을 비판하였다.
잭 프리처드 전 한반도평화회담 미국특사는 저서 ‘실패한 외교’에서 해군 장병 6명이 희생됐는데도 김대중(DJ) 정부는 이를 무시하고 오직 햇볕정책에만 매달렸다고 밝혔다. 당시 조지 W 부시 행정부는 서해교전 여파 때문에 7월 10일로 잡혀 있던 대북협상단의 평양 방문을 미루려 했으나 오히려 한국 정부가 예정대로 추진해 줄 것을 요청했다는 것이다. 이를 보다 못한 미국 정부가 오히려 ‘한국이 마치 아무 일도 없었던 것처럼 북한을 상대하도록 놔두지는 않을 것’이라며 우리 정부에 주의(注意)를 줬다고 프리처드는 밝혔다. 그리고 미 정부는 협상단의 방북을 연기했는데, 그때의 한미관계가 이처럼 ‘기괴했다’고 프리처드는 덧붙였다.

#### 한일어업협정에 대한 비판
1998년 1월, 김대중이 대통령에 당선된 직후 일본은 기존의 한일어업협정을 일방적으로 파기하여 김대중 정부의 입장을 어렵게 만들었고, 결국 김대중 정부는 일본의 입장을 수용한 신 한일어업협정을 1998년 9월 25일 타결짓게 된다. 그러나 이 협정은 지금까지 수많은 논란과 비판을 낳고 있다. 대표적으로 신한일어업협정으로 인해 발생된 한일간의 독도 영유권 문제를 꼽을 수 있다. 1999년 양국간 신한일어업협정을 체결할 때 자원의 공동관리가 이루어지는 중간수역내에 독도가 포함되었고, 이 협정은 일본의 독도 영유권 논리에 법적인 근거를 부여하여 일본 측 주장을 획기적으로 강화시켰다는 비판을 받고 있다. 독도를 대한민국의 영토인데도 이를 중간수역으로 설정하면서 일본의 독도강탈 시도를 그대로 받아 들였다는 주장이다. 뉴라이트 계열 인사인 제성호 교수는 "현재 한일어업협정은 영토 훼손의 우려가 포함돼 있고 특히 일본학자들에 독도가 다케시마라는 빌미를 제공하고 있다"며 이런 중간수역은 일종의 '분쟁수역'이라고 평했다.
그러나 김대중 정권때 타결된 신한일어업협정의 문제가 되는 조항을 수용하게 만든 여건은 김영삼 정권이 조성했고 독도가 한일중간수역에 포함되어서 영유권이 훼손되는 것은 아니라는 반론도 팽팽히 맞서고 있다. 김영삼은 1995년 11월 장쩌민 중국 국가주석과 정상회담 후 가진 공동기자회견에서 "일본의 버르장머리를 고쳐놓겠다"는 발언을 하며 감정 일변도의 외교를 벌인바 있다. 일본이 이 발언에 대한 보복으로 1994년 발효된 유엔해양법협약을 근거로 새 어업협정을 주장하며 기존 어업협정을 일방적으로 파기했다는 것이 이 주장의 핵심이다. 1997년 6월 한일정상회담에서 정해진 시간 내에 협상을 종용하던 일본은 '적선영해기선'을 임의로 설정해서 이를 침범한 한국 어선을 나포했고 결국 1997년 10월에 김영삼 정부는 동해의 독도를 포함한 수역에 잠정조치수역을 설정하는 안에 동의하게 된다. 지리한 협상 과정에서 일본은 독도주변수역을 제외하고 협정을 체결하려는 의사를 표하고 김영삼 정부도 독도에 접안시설을 건립해 입지를 확고히 하려는 시도를 했다. 그러나 결국 일본은 1998년 1월 IMF 사태와 정권교체로 인해 한국이 어수선한 틈을 타 기존의 한일어업협정을 완전히 파기한다. 또한 독도가 한일중간수역에 들어갔으므로 신한일어업협정을 수정해야 한다는 일각의 주장에 대해 최낙정 전 해양수산부 장관은 "실효성이 없다"라고 일축한 바 있다. 그는 "협상을 다시 한다고 해도 일본이 독도를 우리 땅으로 인정해주지도 않을 것이고, 또 다른 마찰을 일으킬 수 있기 때문에 실효성이 없다", "신 한일어업협정은 김영삼 정부 때부터 5년 간 진행되다 김대중 정부 들어 마무리 된 것"으로 "독도 영유권을 훼손했다고 보지도 않는다"라고 새 어업협정에 대한 자신의 입장을 밝힌바 있다. 독도가 배타적 경제수역이 아닌 한일중간수역에 놓인 것이 일본의 독도 영유권 주장에 빌미를 준 것 아니냐는 질의에 대해선 "어업협정은 영토 영유권 문제와는 무관하다", "신 한일어업협정 조문에서 이 협정은 영유권에는 전혀 영향이 없다고 밝히고 있고, 헌법재판소나 국제사법재판소 역시 어업협정은 어업 문제에만 국한됨을 판시했다"라고 답변하였다. 그리고 "오히려 박정희 정권 아래에서 이루어진 1965년 한일협정과 독도밀약이 독도가 우리땅임을 사실상 포기한 것"이라고 독도 영유권 문제에 대한 자신의 생각도 덧붙였다.

#### 임기중 정치적인 행보에 대한 비판
김대중은 자유민주연합의 김종필과의 연정을 통해 집권했다. 그러나 곧 이은 총선에서 한나라당이 원내 1당을 차지했고 연정상대였던 자유민주연합은 17석으로 원내교섭단체 요건인 20석을 확보하지 못했다. 이로 인해 김대중이 총재(1995.09~2001.11)였던 여당은 의회 과반수를 점유하지 못하자 자유민주연합에 의원 3명(배기선, 송석찬, 송영진)을 입당시키는 이른바 '의원 꿔주기'를 통해 원내과반수를 확보했다. 이 때문에 "의회 민주주의의 왜곡", "정치후퇴"라는 비판을 받았다. 해외에서까지 화제로 가십거리가 되기도 했다. 이에 자유민주연합의 강창희 의원이 꿔주기에 반발하여 출당 당하게 되자 장재식 의원을 추가로 자민련에 입당시켜 끝내 원내교섭단체를 구성하였다. 김대중은 의원 꿔주기에 대한 비판에 대해 "인기에 연연하지 않겠다"라고 말했다. 그가 김종필 등과 연합한 것을 계기로 1960년대부터 그를 지지하던 최기일은 김대중에 대한 지지를 철회하였다.
집권기간 중 차남 김홍업과 3남 김홍걸이 뇌물수수죄로 구속되어 비판이 제기되기도 한다. 김홍업은 2003년 5월 기업체로부터 이권 청탁 명목으로 25억여 원을 받고, 정치자금 명목으로 22억여 원을 받은 후 증여세를 포탈한 혐의로, 김홍걸은 2001년 3월 체육복표 사업자 선정관련 로비와 공사수주 로비 대가 등으로 36억 9,000여 만원을 뇌물로 받고 2억 2,000여 만원의 증여세를 포탈한 혐의로 수감되기도 했다. 국민의 정부 시절 아·태평화재단 부이사장을 지낸 김홍업은 기업으로부터 금품을 받고 증여세를 포탈한 혐의로 징역 2년이 확정돼 1년 6개월간 복역 중, 우울증 등의 증세로 형집행정지 결정을 받고 석방됐다. 김홍걸은 '최규선 게이트'와 관련해 체육복표 사업자 선정 청탁 등의 대가로 기업에서 금품을 받은 혐의로 2007년 8월 징역 1년 6월에 집행유예 3년을 선고받는 등 집권기간 중 아들들이 비리혐의로 수감되어 청렴성에 대한 비판도 제기되고 있다. 국회의 정쟁과 파쟁을 김영삼, 김대중의 대리전 내지는 유산으로 보는 비판도 있다.

#### 임기중IMF사태처리과정에 대한 비판
김대중 대통령이 취임하고, IMF사태가 터졌던 1997년 12월 당시 한국의 실업률은 3.1%로 전년동월의 2.3%에 비해 무려 0.8%포인트나 높아져 있었고 4년6개월만의 최고치를 기록한 상태였고.
서울지역의 노숙자도 97년 12월 IMF사태 초기 5백여명으로 전년도 200명비 폭증한 상태였고, 전국노숙자숫자는 1200명 5월 추청노숙자는 5000명으로 폭증할 것으로 예상되는 상황이었다.

또한 IMF는 예상보다 가혹하게 구조 조정 요구를 해왔으며, 2%대의 저성장을 권고했고, 일부 부실 종금사와 은행을 파산시키라고 강력히 권고했다.

김대중당선자가 98년 초 신년사에서 민주적 시장경제 정착과, IMF의 협약이행, 사회경제적 안정등의 목표를 발표했다.
 IMF 요구에 의한 구조조정의 본격화로 실업률은 98년 5월에 7%로 폭등하였다.

1998년 6월 29일, 구조조정의 일환으로 대동은행, 동화은행, 동남은행, 경기은행, 충청은행에 퇴출명령을 내려 5개 은행들이 제거당한다.
공무원도 98년 당시 5만명 감축계획을 발표하여 실행에 들어갔다.
실업률은 99년 2월, 10%에 달해 사상 최악의 수준까지 폭등했지만

이후 99년 10월엔 4.6%까지 떨어졌다. 전문가들은 이를 반갑고 다행한 현상으로 여겼지만 자만하지 말고 고용구조개선에 관심을 가질것을 당부했다
김대중은 1997년 12월 외환유동성 위기 속에서 IMF의 구제금융을 받고 한국경제가 IMF 관리체제에 들어가는 와중에 대통령에 당선되었지만, 3년만인 2000년 12월4일 김대중 대통령이 IMF 외환위기에서 완전히 벗어났다고 공식 선언했으며, 2001년 8월23일에는 IMF 구제금융 자금 총 195억 달러를 완전히 상환하고, IMF 관리체제를 공식 '졸업'했다. 이는 사상 유례없는 조기 위기 극복으로 세계의 주목을 끌었으며, 이는 김대중 대통령의 큰 업적으로 기록됐다.

##### 구조조정과 경기증진 관련
IMF가 강도 높은 기업 구조조정 실시를 요구하게 되면서 많은 기업들에 공적자금이 투입되었고 그중 하나은행, 국민은행 등 대형 은행만이 공적자금 투입으로 인해 부도를 면할 수 있었다.
그러나 국내 유수 은행들이 미국계 금융기관등에 헐값으로 매각되었다. 이러한 미국계 금융기관들은 다시 몇 배의 차익을 남기고 다른 외국계 은행에 되팔아 결과적으로 국내 금융시장에서 미국자본의 종속화를 만들었고, 일부 대형은행만 살아남고 지방 중소형 은행들(강원은행, 충청은행, 경기은행)에는 강제해체 명령을 내려 지방경제를 파탄시키고 대형은행들만 살렸고 그 과정에서 외국 투기세력들의 배를 불려줘 "은행권 말살"이라는 비판을 면하기 어렵게 된 것이었다.
이러한 논란의 정점에는 98년 제일은행의 뉴브리지캐피탈 매각 건이 있었다.
1999년 뉴브리지캐피탈은 8조 4,000억원의 공적자금이 투입된 제일은행의 지분 48.56%를 5000억원에 구입하여 이를 5년 뒤인 2004년에 스탠다드차타드 은행에 3조 4,000억에 되팔아 1조 5000억의 차익을 남기게 된다. 1999년 매각 당시 김대중 정부는 지분 70% 구입 의사를 보였던 HSBC의 제안을 거절하고 지분 48.56%를 5000억원에 구입하겠다는 뉴브리지캐피탈의 제안에 맞추기 위해 대규모 유상 감자와 액면 병합을 거쳐 제일은행의 총 자본금을 4조 4806억원에서 9806억원으로 줄였으며 매각 후 3년 내 발생하는 모든 부실 여신에 손실이 있을 경우 정부가 손실을 보전해 주는 풋백 옵션까지 추가하였다.
IMF 사태로 위축된 국내 경기 증진을 위한 정책도 비판의 대상이 되었다. 국내 경기 증진을 위해 의욕적으로 실시한 정책으로는 코스닥과 벤처산업육성 정책과 신용카드 발급 기준 완화로 대표되는 소비 증진 정책이 있는데, 먼저 벤처산업 육성 정책의 경우 신성장동력을 키운다는 명분하에 무차별적인 기업 지원 정책 남발 및 1995년 이래로 확산된 미국의 닷컴 버블과 맞물리며 벤처기업에 과도하게 투자금이 몰려 과열 양상을 띄게 된다. 벤처 기업과 연루된 정경유착 비리도 발생했다. 윤태식 게이트, 진승현 게이트가 대표적인 사건으로 신성장동력을 찾는다는 당초 명분과 크게 동떨어진 양상을 보이던 벤처업계는 결국 2003년 새롬기술 사태로 종지부를 찍게 된다. 일련의 사태들로 인해 IT기업들이 주류를 이뤘던 벤처기업들은 시장의 신뢰를 상실하고 활로가 막혀 결과적으로 국내 IT산업을 파괴한 결과로 나타나게 되었다.
코스닥의 경우 2000년 3월, 294포인트까지 폭등했던 코스닥 지수가 불과 9개월만에 무려 80%가까이 폭락하여 120조원을 허공에 날린 사태가 벌어졌다. 2000년 하반기 IT붕괴사태가 시작되자 주식시장과 코스닥은 거의 파괴되었고 그 이후에도 코스닥은 2001년에 50포인트선을 밑돌게 된다. 투자자들은 2000년 하반기의 IT붕괴사태와 "진승현 게이트"
로 피눈물을 흘리게 되었다.
소비 증진 정책의 핵심이 되었던 신용카드 발급기준 완화 정책은 1999년 2월 카드사의 현금대출 비중 50% 제한을 폐지하고 5월엔 신용카드의 현금 서비스 한도인 70만원을 전격적으로 폐지하면서 실시되었다. 2001년엔 카드사의 영업자유권 침해를 들어 길거리 회원모집을 허용하는 등 신용카드 발급수를 기하급수적으로 늘려 내수 경기 진작을 도모했지만 별다른 소득이 없는 사람들이 대거 신용카드를 사용하게 되면서 신용불량자가 속출했고 카드사의 재정상황도 악화되어 LG카드가 부도 위기에 몰리는 등 카드 대란으로 확산되기에 이른다. 결국 2003년에 다시 카드사의 현금대출 비중을 50%로 제한하는 등의 규제 정책을 실시하여 수습에 나섰지만 많은 시민들의 가정들이 파탄난 뒤의 일이었다.

#### 기타 비판
자신을 비판하는 사람을 용납 못한다는 비판이 있다. "누가 그에게 비판적인 말을 하면 그는 얼굴에 불쾌감을 나타낼 것이다. 우호적인 충고도 작별의 키스임을 그는 분명히 했다"는 것이다. "사람들을 이용하고는 쓸모가 없으면 저버린다"는 비판도 있다.
한때 그를 지지했던 최기일은 "미국에 왔을 때 김대중은 이근팔과 강대양 형제와 악수조차 하지 않았다. 김대중을 계속 지지한 교포를 무시하고 그는 미국 사람들만 자기의 파티에 초대했다"라고 말했다. 대통령으로 당선 이후 자신이 미국에 있을 때 도와주던 사람들을 외면한 것을 지적하였다.
1999년 12월, 당시 김대중 대통령은 일본소학관출판사와의 인터뷰에서 중국 진시황과 오다 노부나가를 "성공한 지도자"라고 칭송해 논란이 일었다.
한나라당은 "독재자를 칭송한다"며 즉각 비판했고 당시 정부 대변인조차도 "국가원수의 역사관이 이렇다면 걱정을 넘어서 분노할 일이라며 자라나는 2세들의 교육에 염려스럽다"며 강력 비판했다.
한편 2000년 경에는 일본의 도쿄 방송과의 인터뷰에서 김정일을 "식견있는 지도자"로 평가했다. 일본과 조선민주주의인민공화국의 협상에 대해서는 "일본은 북한에 큰 돈을 지원할 수 있는 나라인 만큼 수교협상에서 나름대로의 주도권을 갖고 대처해 나가야 할 것"이라고 평가하였다. 이로 인해 야당이었던 한나라당으로부터 비판을 받게 되었다.
1996년 7월 일본 자위대 창설행사 참석 비판
1995년 조선총독부 건물 폭파 반대 비판
1999년 일본대부업체 개방 비판
1997년 전두환 노태우 사면 비판
1998년 전두환 사돈 장영자 사면 비판

## 논란과 의혹

### 지역감정 조장 논란
1969년 당시 신민당과 3선 개헌 반대 범투위 소속으로 유세에 참여한 김대중은 다른 연사들과 더불어 "영남 지방은 고속도로까지 개설해주는 정부가 호남선은 복선마저 제대로 않고 푸대접하고 있다."며 경상도 정권 타도를 주장한 바 있다. 여기에 1987년 야권 후보 단일화 합의를 깨고 통일민주당을 탈당, 평화민주당을 창당한 것도 지역감정에 기댄 정치적 행보라는 비판이 있다. 당시 단일화 합의를 했던 김영삼은 "지역 감정의 원인은 김대중이 제공했다"라고 최근까지도 주장하고 있다. 또한 87년 대선에 평화민주당 김대중은 4자 필승론을 주장하며 대선에 출마하였는데 이는 노태우(TK 대구경북), 김영삼(PK 부산경남), 김종필(충청), 김대중(호남)이 각자 그 지역을 가져가면 수도권에서 가장 지지율이 높은 후보인 자신이 당선될 수 있다는 주장이었다. 하지만 대선 결과 수도권에서 노태우, 김영삼 후보에 이어 김대중 후보가 3위를 차지하였고 전국 투표수에서도 3위를 차지하여 4자 필승론은 무위로 끝났다.
정치학계 일각에서는 근대 이전의 전통 사회에선 지역주의란 존재하지 않았으나 1971년 대선에서 박정희 정권이 김대중 후보의 출신지가 호남이라는 점을 이용하여 지역 감정을 부추겼다고 한다. 1971년 대선에서는 "호남에서 영남인의 물건을 사지 않기로 했다"는 식의 흑색 선전이 영남 지역에 나돌았다. 1992년 대선을 앞둔 12월 11일 오전 7시 부산 초원복집에서 부산 지역 유지들이 모여서 민주자유당 후보였던 김영삼을 당선시키기 위해 지역감정을 부추기고, 김대중 등 야당 후보들을 비방하는 내용을 유포시키자는 등 관권 선거와 관련된 대화를 나누기도 했다.

### 1992년대선당시 후보연설에서 유권자에 대한 비판
1992년 대선에서 여당 민주자유당의 김영삼 후보에 맞선 민주당의 김대중 후보는 농촌 유권자의 친 여당 성향을 비판하며 유권자의 책임을 지적했다. 이로 인해 그의 발언에 수긍하지 않는 청중들의 반발을 사기도 했다. 김대중은 "민주당은 13대 국회에서 수세·농지세 감면, 농어가 부채의 상환연기, 농·수·축협 조합장 직선제 도입 등 농민을 위해 일한 유일한 정당"이라면서 "3백64일 야당하다가 선거날에만 여당하는 농촌 유권자들은 이제 반성해야 한다."고 주장했다. 또한 "30여년간의 군정 기간중 가장 많은 차별과 천대를 받은 계층이 바로 여러분 농민들입니다. 그런데도 여러분은 뭐가 좋다고 선거때만 되면 여당을 찍고 선거가 끝나면 후회를 하곤 합니까"라고 주장했다. 이미 30년전인 1992년 대선때부터 계급배반투표의 논리가 공식적으로 쓰이기 시작했던 것이다.

### 사생아 존재 여부에 대한 의혹
2005년 4월 19일, SBS의 시사 프로그램인 '뉴스추적'은 김대중의 '숨겨진 딸'이라고 주장하는 30대 여성에 대해 특종 보도했다. 이 여성은 제작진과의 인터뷰를 통해 "어머니는 '대하'라는 고급 한정식 집에서 당시 김대중 신민당 국회의원을 처음 만났다"며 "자신은 7-8세 무렵부터 어머니의 심부름으로 김 전 대통령의 동교동 사저를 찾아가 생활비를 타오곤 했으며 조풍언을 통해 아파트를 받았다"라고 증언했다. 또한 제작진은 진승현 게이트도 이 여성과 관련이 있다는 의혹를 제기하며 진승현 측근과의 인터뷰를 통해 당시 국정원 일부 관계자들이 대통령의 사생활을 보호하기 위한 이른바 '특수사업'을 진행하면서 진승현씨에게 3억 5,000만원을 받았으며, 이 돈의 전액이 김 전 대통령의 딸과 그 어머니라고 주장하는 모녀의 입을 막기 위해 김씨 모녀에게 전해졌다고 주장했다.
제작진은 끝으로 "특수 사업에 사용됐다는 돈이 김씨에게 전달된 구체적 증거는 확보하지 못했다"며 "검찰이 이 사건을 원점에서 재수사할 것을 촉구한다"라고 밝혔다. 2001년 진승현 게이트를 수사했던 검찰 관계자는 "당시 국정원의 정성홍씨는 진씨로부터 '현금'을 받았는데 무슨 계좌추적이 필요하느냐"며 "당시 정씨는 돈을 부 운영비 등으로 썼다고 진술했다"라고 말했다. 국정원 측은 예산 항목에 특수사업이라는 항목 자체가 없으며 정 전 과장 등이 자신의 행위를 정당화하기 위한 것이라고 부인했다. 어떻게 독재 정권하에 감춰질 수 있었냐는 의문에 대해서도 당시 중앙정보부 관련자와의 인터뷰를 통해 "박정희 전 대통령이 김 전 대통령의 사생활 관련 보고를 하면 '남자의 아랫도리 부분은 말하지마'라며 일축했다. 이후 대통령들도 이상하게 그런 문제에 대해 관대했다"라고 설명했다.

#### 관계자들의 반응
이듬해인 2006년 3월 16일, 김대중의 숨겨진 딸로 알려진 김 모씨는 문화일보와의 인터뷰에서 자신이 김대중의 사생아라는 주장을 부인했다. 김씨는 김 전 대통령의 숨겨진 딸이라는 얘기를 듣고 자랐고, 지난 2000년까지 김 전 대통령 측으로부터 생활비를 지원받았다고 말했다. 김씨는 초등학생 시절부터 어머니가 자신에게 돈을 받아오게 시켰다고 한다. 그는 "김 전 대통령 집에 가면 아주머니(이희호 여사)가 '너 우리집 자식 아닌데 왜 또 왔니? 제발 오지마'라며 안타까운 눈빛으로 바라보곤 했다"고 말했다. 그는 "어린 꼬마였던 나에게 이런 일을 시킨 어머니가 지독하다고 생각한다"며 어머니에 대한 원망을 숨기지 않았다.
김씨는 인터뷰 내내 "김 전 대통령이 자신의 아버지가 아니라고 생각한다"며 그는 "내가 (김 전 대통령과)닮았느냐"라고 되묻기도 했고, 또 "설령 아버지가 맞다고 해도 유부남과 관계를 가진 것은 어머니 잘못"이라며 혼란스러워했다. "언론에서 내 얘기는 안 하고, 이모 얘기만 전했다"면서 언론에 대한 불신도 내비쳤다. 그는 자신의 아버지가 누구라고 생각하느냐는 질문에 놀랍게도 박정희 정권 당시 고위 인사 A씨의 이름을 꺼냈다. 김씨는 직접 메모지에 그의 이름을 적으면서 "이 사람이 의심스럽다"라고 했다. 그는 "(이 사람이) 어머니에게 (자신을 DJ딸이라고 주장하라고)시켰다고 생각한다"라고 말했다. 김씨는 "어머니와 함께 A씨 집에 자주 놀러다녔다"라고 말했다. 그는 "A씨는 악랄한 사람"이라며 "무슨 의미인지 모르겠냐"라고 반문했다. 그는 "30년 동안 어머니 등에게 속아 살아왔다"며 지난 인생에 대한 회한을 드러냈다.
'뉴스추적' 보도에 대해 김 전 대통령 쪽은 거듭되는 확인 요청에도 불구하고 '숨겨진 딸'은 없다고 분명히 말하지는 않았다. 다만 "사실과 다르다"라고 밝히고 "국정원 부분은 방송에 나온 국정원 당사자들조차 모두 부인하지 않았느냐"며 "그런데도 진승현씨 쪽의 일방적인 말만 듣고 마치 뭔가 있는 것처럼 보도하는 게 과연 정확하고 공정한 보도라고 할 수 있는지 유감"이라고 덧붙였다. 정치권에서는 사생활에 관한 문제라는점을 감안해 언급을 회피했으나 일부는 "이제 와서 그런 문제를 끄집어내는게 도움이 되겠느냐"며 보도에 유감을 표시하기도 했다.
유전자 검사를 통해서라도 자신이 DJ의 친자식임을 입증하고 싶어하던 김씨가 1년만에 왜 갑자기 태도를 바꿨는지는 알 수 없다. 초등학생 시절부터 어머니가 자신에게 김대중 저택에 가서 돈을 받아오라고 시켰다는 주장 또한 이모가 아니라 2005년 4월 19일 <뉴스추적> 인터뷰에서 김씨 스스로가 밝혔던 내용이다.
<오마이뉴스> 김당 기자에 의하면 <뉴스추적> 팀의 프로그램 예고기사가 나오기 2년 전부터 진승현 게이트를 취재하며 이미 DJ의 '사생아 딸'과 국정원의 '특수사업'의 존재에 대해 미리 알고 있었다고 주장한다.
당시 진승현 게이트에 연루되었던 김은성 국정원 2차장과 정성홍 경제과장은 실형을 선고받았고, 조사 과정에서 김은성 국정원 차장이 권노갑 민주당 최고위원 퇴진 관련 도청 외에 동방금고 불법 대출 사건에 대한 검찰 수사과정을 불법 도청했던 사실이 추가적으로 발견되었다. 사건에 연루된 김은성 및 임동원 국정원장, 신건 국정원장 모두 수사 과정에서 범죄 사실을 자백하였다.

### 비자금 의혹
1995년 노태우의 비자금이 폭로되자 김대중에게도 의혹의 눈길이 쏠렸다. 그때 그는 국민회의 총재의 신분으로 중국을 방문하던 중이었다. 기자들과 만난 "귀국 후에 밝히려 했으나 언론에 터무니없는 일이 자꾸 보도돼 어쩔 수 없었다. 또 연희동 측이나 여권이 화살을 나에게 돌리려 해 괘씸한 생각이 들었다"며 노태우에게 20억 원의 정치자금을 받았다고 시인했다. 그러나 "분명히 20억 원 외에는 한 푼도 받지 않았다. 처음에는 받지 않으려 했으나 아무 조건도 없으니 받으라고 했다"라고 밝혔다. 당시 대통령 김영삼은 김대중이 노태우의 돈 20억원을 받았다고 먼저 발표했으나, 지금까지도 금액이 20억인지 200억인지 의혹이 있다고 주장했다. 김대중은 이와 관련 "김영삼 대통령 먼저 자신과 관련한 모든 정치자금 의혹을 명백히 밝혀야만 한다"며 "나는 20억 원을 받았지만 김대통령은 당시 노씨는 물론 각계로부터 엄청난 돈을 지원받았다"라고 주장했다. 그는 이어 "여권과 일부 언론에서는 초점을 나에게 맞추고 김 대통령의 대선자금문제를 빠져나가려고 하고 있다"고 밝혔다. 여권의 강삼재 등은 '20억+알파'를 밝히라고 요구하며 추가 수뢰의혹을 제기하기도 했으나 검찰은 '20억+알파'설도 김대중의 관련성은 부인했다.
진로그룹 전 회장인 장진호는 2013년 월간조선의 박희석 기자와 가진 인터뷰를 통해 80년대 5공화국 시절 자신이 “전두환-김대중 간 거래의 보증인 역할을 하면서 10여 년간 주식과 정치자금을 DJ에게 전달했다”며 “규모는 500억~600억원”이라고 주장했다. 거래가 성사된 배경에 대해서는 "전두환 정권은 5공 초창기에 DJ를 사형시키려고 했지만 미국의 반대로 실패했기 때문에, DJ가 정치활동을 재개할 경우 광주 등의 문제가 대두되는 것을 막기 위해서 DJ의 발목을 잡을 장치가 필요했고, DJ도 살려면 모르는 척 잡혀줘야 하는 상황이었다" 라고 설명했다. 장진호가 밝힌 바에 따르면 거래의 내용은 진로가 보유한 회사 주식의 절반을 담보로 제공하고 매년 일정액의 정치 자금을 제공하는 것이었다. 논의는 김대중이 미국으로 망명하기 전인 1982년부터 시작됐고 주식과 돈이 전달되기 시작한 시점은 1984년으로, 정치 자금의 전달은 정계 입문을 희망하던 당시 상아탑학원 원장 임춘원이 담당하여 1992년까지 전달이 되었다고 한다. 김대중이 거래 내용을 인지하고 있었는지에 대해서는 임춘원이 "DJ와 의논하고 합의해서 진행하는 일이며, DJ가 너무 많이 요구해서 힘들지만, 내 선에서 줄이는 노력을 하고 있다"라는 언질을 받았고 임춘원이 주선하여 우연을 가장해 조우하는 형식으로 김대중과 만났으며 이때 김대중은 '고맙다'며 사의를 표했다고 밝혔다. 김대중에게 정치 자금이 제공됐는지 확인했냐는 질문엔 "임춘원이 당시 경제적으로 많이 어려웠지만 비자금 제공을 담당한 후 거액의 공천 헌금을 내고 전국구 2번을 받았다"라고 주장하며 간접적으로나마 확인을 거쳤다는 답변을 했다. 이 거래의 대가로 장진호는 5공화국 동안 진로의 경영권을 보장받을 수 있었다고 인터뷰에서 밝히고 있다. 《월간조선》이 입수한 ‘동교기업·한림장학회 진로 주식 인수 검토안’에 따르면 당시 진로는 비계열사 우전석유, 우신공영, 개인 명의 등을 통해 동교기업과 한림장학회 보유 지분을 매입한 뒤 최종적으로 진로문화재단에 출연하는 방안을 추진했다. 인터뷰를 한 박희석 기자는 장진호에 대해 갑자기 김대중 비자금에 대해 밝히겠다는 이유가 탐탁지 않았고, '과거 기사를 통해 알게 된 장진호는 호감이 가는 인물이 아니었다'라고 평가했다. 장진호는 당시 야당이었던 김대중에게는 이정도로 전달했지만 노태우에게는 100억, 김영삼에게는 한 푼도 지급하지 않았다고 주장했다. 이회창에게도 지급한 것이 없다고 주장했지만, 이회창의 동생이 관련된 '세풍 사건'에 1억원, 이회창의 지지율을 올리기 위한 '총풍 사건'에 공작금 7천만원을 지급한 것으로 밝혀졌다.

### 성씨에 대한 논란
김대중의 성씨가 김씨가 아니라는 의혹이 제기되고 있으며 이에 대한 논란도 계속되고 있다. 김대중의 성씨에 대한 논란은 1980년 5월 9일 경주에서 열린 김유신 장군 추모제 금산대제(金山大祭)에서 '김대중은 가짜 김해 김씨이며 본명이 윤대중이다'라는 벽보가 붙으면서 시작되었다. 이 사건이 언론에 보도되자 당시 전두환 보안사령관도 "김대중씨는 대통령은 고사하고 자기 성씨나 찾도록 하라"라는 발언을 하는 등 김대중의 성씨에 대한 비화는 세간의 이목을 집중시키게 된다. 김대중 가계에 대한 내막은 이후 김대중의 억울한 누명을 벗기겠다는 일념하에 김대중의 가계 조사를 시작한 손창식의 증언과 제6공화국 시절 안기부가 작성한 김대중 조사 자료 비밀 문건, 재미 언론인 손충무가 공개한 김대중의 호적등본을 통해 본격적으로 세상에 알려지게 되었다. 손창식은 김대중의 본래 성씨가 제갈(諸葛)씨라고 주장했는데, 이같은 내용은 1997년 대선 당시 손창식이 편집인으로 지내던 《한길소식》에 보도되어 당시 새정치국민회의 후보였던 김대중 측으로부터 명예훼손으로 고소를 당해 1심에서 유죄 판결을 받고 징역 1년과 집행유예 2년형을 선고받았으며 손창식은 항소를 포기하였다. 한편 안기부 비밀 문건에선 마을 주민들이 김대중의 실제 아버지가 윤(尹)모 씨라고 증언한 것을 들며 출생 혈통이 불분명하다고 기록되어 있으며 재미 언론인 손충무는 2009년 자신이 발행인으로 있던 인사이드 월드를 통해 김대중의 호적등본을 공개하여 1924년에 김대중이 김운식의 서자로 입적했다는 증거를 제시했다. 이러한 성씨 논란에 대해 김대중 본인은 생전에 발간된 자신의 저서 《나의 삶 나의 길》을 통해 호적이 불분명한 것은 당시 행정이 미흡했던 것이고 모친의 재가로 인한 성씨 문제에 대해선 외할아버지가 재가를 인정한 만큼 구술하기 어렵다고 해명했지만 2010년 사망 이후 발간된 자서전인 《김대중 자서전》에선 '내 어머니는 평생 작은댁으로 사셨다'라고 고백하며 서자인 사실을 인정한 바 있다.

### 노벨상 로비설
김대중 국민회의 총재 비서였던 최규선이 노벨상 수상을 위해 로비를 벌였다는 의혹이 뉴스위크 한국판에 보도되면서 '노벨상 로비설'이 제기되었다. 김대중 정부 당시 국정원장을 지냈던 이종찬도 노벨상 수상 자체를 도우려는 생각이 있었던 것 자체는 부인하지 않았다. 하지만 노벨위원회의 군나르 베르게 위원장은 노벨상 로비설에 대해 "매우 무례하며, 위원회의 심사 절차 등에 대해 아무것도 모르고 있음을 드러내는 것이다. 김대중 측이 아닌 오히려 김대중의 정치적 반대자 등으로부터 상을 주면 안된다는 로비가 있었으며, 반대자들의 편지가 왔다"라고 말했다.
동티모르의 노벨 평화상 수상자 조제 하무스 오르타가 로비설에 대해 집요하게 묻는 월간조선 기자에게 "멍청한 소리 하지 말라"라고 하더라고 전하기도 했다. 일각에서는 노벨상 로비설에 대해서 "국가적으로 환영하고 축하해야 할 일을 노벨상 반납까지 운운하며 로비설을 흘리는것은 상식에 맞지 않는다"라고 지적이 있었다.

#### 김기삼의 허위 노벨상 로비설
일요서울은 김대중 정부 청와대와 국정원이 1998년부터 2000년 중반까지 김대중의 노벨상 수상을 위해 공작을 했다는 김기삼의 주장을 보도했다. 일요서울은 김기삼이 노벨상 로비설을 내부고발을 한 일로 인해서 미국 법원에 의해 정치적 망명이 허용된 상태라고 덧붙였다.
하지만 일요서울은 "확인 결과 김기삼에 대한 미국법원의 망명 허용은 DJ정부의 비리 의혹을 인정한 것과는 별도의 사안인 것으로 밝혀졌고 위 김기삼의 주장은 지금까지도 명확한 근거가 드러나지 않고 있다"며 정정보도문을 발표했다. 또한 일요서울은 DJ노벨상 공작은 사실여부를 확인할 수 없는 개인적 주장이며 앞서 보도됐던 김기삼의 기사는 잘못된 것으로 확인됐다며 정정보도 한다고 밝혔다.
김기삼의 기자회견 후 일각에서는 "노벨상 수상을 위한 일종의 노력일 뿐 로비라고 보기 어렵다"는 반응이 나오고 있다. 또 김기삼이 공개한 문건이 실제 국정원 친전인지 여부에 의문을 제기하는 이들도 있다. 야권의 한 인사는 "김 전 대통령이 노벨상 수상을 위해 반역을 했다고 김씨는 주장하지만 반역이라고 할 수 있는 부분은 찾기 어렵다"며 "국가적인 차원에서 노벨상 수상을 위해 이정도의 활동은 어느 나라나 다 하는 것이다. 일본의 노벨상 수상 로비활동은 더 치밀하고 규모가 크다"라고 말했다. 전직 국정원 고위 간부 출신인 한 인사도 "김씨가 공개한 문건만 보면 노벨상 수상을 위한 반역이 있었다는 김씨의 주장은 오버센스"라며 "로비를 위해 구체적으로 어떤 반역행위가 있었는지에 대한 입증이 턱없이 부족하다"라고 지적했다.
김기삼은 추천을 받기 위해 공작을 벌였다고 주장했지만 김대중은 2000년 노벨 평화상을 수상하기 이전부터 국내외 다양한 인사들로부터 노벨 평화상 후보에 15번 추천되었으며, 2000년 실제로 김대중을 노벨평화상 후보로 추천한 사람은 김기삼의 문건에서 공작의 대상으로 이름이 오른 동티모르의 오르타가 아니라 노르웨이의 솔하임 전 환경부 장관이다.

#### 노벨상 로비설에 대한 비판 및 반론
노벨재단은 "노벨상위원회가 어떻게 활동하는지 알고 있는 사람들은 누구나 그같은 로비가 있더라도 아무런 영향을 미치지 못할 것이라는 사실을 알고 있다"고 말했다. 노벨재단은 또한 노벨상 로비설에 대해서 다음과 같은 답변을 하기도 했다.
그렇다. 한국으로부터 로비가 있었다.
 그런데 기이하게도 김대중 정부로부터의 로비가 아니었다.
 정치적 반대자 등으로부터 상을 주면 안된다는 로비가 있었다.
 그럼에도 우리는 노벨상을 수여하기로 결정했다.

 1990년부터 노벨위원회 사무국장을 맡아온 룬데슈타트는 "누군가 뇌물로 매수하려는 인상을 줬다면 위원회는 오히려 반감을 가질 것이고, 노벨상 선정과정에 외부 로비가 있을 경우 해당자를 제외시키고 선정작업을 더욱 까다롭게 진행한다"고 말혔다. 이어 룬데슈타트는 특히 김대중 대통령이 남북정상회담을 성사시켜 노벨상을 받아냈다는 일부 주장은 편견이며 유일한 결정적인 요인은 아니며 김대중의 민주주의와 인권을 위한 김 대통령의 투쟁노력을 주목했다고 밝혔다.
노벨재단에서 50년간 일해온 유일한 동양인 한영우 노벨재단 특임고문은 "노르웨이 정계에서는 김 전 대통령이 민주화 운동을 했을 때부터 관심이 있었지요. 옥중(獄中)에 있을 때는 노르웨이 정부가 한국 군사정부에 석방을 탄원하기도 했어요"라면서 "당시 김한정 청와대 부속실장이 나서 DJ 수상 로비를 했다고 하는데 청와대와 외교관들이 나서 로비를 할 수 있는 능력이 안 됐어요"라며 로비설을 일축했다. 박경서 전 인권대사는 "노벨상은 로비를 할수록 수상이 멀어지며 금전의 개입은 어불성설이며, 김대중 전 대통령은 이미 1987년에 강력한 노벨 평화상 후보였다"고 말했다.

### 학력 의혹
김대중은 대통령 선거에 출마할 때마다 선관위에 최종학력을 각각 다르게 보고해 학력 조작에 대한 시비가 일었다.
김대중이 출마했던 역대 대통령 선거에 대한 선관위 학력 기재 현황
- 1971년 7대 대통령 선거 - 고려대학교 경영대학원 수료
- 1987년 13대 대통령 선거 - 경희대학교 산업경영대학원 석사
- 1992년 14대 대통령 선거 - 경희대학교 대학원 경제학 석사
- 1997년 15대 대통령 선거 - 목포상업학교 졸업
- 당선 이후 - 건국대학교 정치외교학과 입학 후 한국 전쟁 발발로 중퇴
- 대통령 재직시절 - 경희대학교 대학원 경제학과 수료[360]

한편 김대중은 1999년 출간된 자서전을 통해 당초 일본의 대학 진학을 희망하였지만 미 해군의 해상 봉쇄로 여행 허가가 나지 않을 것을 우려하여 이에 대안으로 만주국의 건국대학에 진학하는 것을 고려했으나 진학해봐야 일본군에 징집될 것이므로 공부를 자진 포기하였다고 밝힌 바 있지만 신동아 1987년 5월호 《김영삼과 김대중》이나 김형문이 출간한 《金大中(김대중), 그는 누구인가》에선 김대중이 건국대학에 합격은 했지만 진학해 봐야 일본군에 징집될 것이기 때문에 진학을 포기했다고 되어 있으며, 중앙일보에서 보도한 김대중의 일대기에선 건국대학에 응시했으나 서류 전형에서 낙방했다고 서술되어 있다.
건국대학교 정치외교학과 3학년 중퇴 학력은 1969년 중앙일보에서 발행한 《중앙연감》과 1970년대에 합동통신에서 발행한 《합동연감》에 기재되어 있지만 7대 대통령 선거에선 '건국대학교 정치외교학과 수료'로 밝히면서 이 부분도 시비가 일었던 적이 있었다. 김대중은 이에 관해 1987년에 관훈클럽 초청 토론회에서 직접 해명하였는데, 당시 부산에 건국대가 있었고 이 대학의 정치외교학과에 입학했으며 부산 건국대는 동아대학교와 합병되었다고 밝혔다. 그리고 이 대학을 졸업한 후에는 경희대학교 산업경영대학원에서 석사과정을 마쳤다고 자신의 학력을 설명했다.

### 병역 논란
김대중은 일제강점기에 태어나 대한민국이 건국되기 전에 20대를 보냈기 때문에 군 복무를 하지 않은 것이 크게 문제는 되지 않았다. 그러나 1997년 대선을 앞두고 6·25전쟁 동안 군 복무를 기피했다는 신한국당 측의 주장이 제기되면서 논란이 일었다. 김대중은 TV 토론회에서 출연하여, 6·25전쟁 당시 병역법에 따르면 1930년생부터 징병이 됐기 때문에, 1924년생인 자신은 소집영장조차 받아본 적이 없다고 해명했다.
이어 해군 경비대 소속 목포해상방위대 전남지구 부대장을 맡아 당시 자신의 해운회사에서 보유하고 있던 선박을 동원해 참전했다고 증언했다. 그러나 신한국당은 목포해상방위대가 유령 군부대라고 주장했고, 국민회의 측에선 해상방위대는 1950년 육군본부 작전명령 제38호와 국방군사연구소에서 발행한 국방사연표에 분명히 근거가 있다고 반박하는 등 양측의 공방이 이어졌다. 이후 국민회의 천용택 의원이 미국에 거주중인 해병대 예비역 준장 송인명을 만나 그의 증언록과 직접 쓴 증명서 등을 가져와 공개하고, 송인명은 전 목포경비부사령관으로 부임했을 때 군과 경찰만으로 공산세력의 잔당소탕과 안녕질서 유지에 어려움이 많았기 때문에 목포시내 청년단과 여성청년단 등 애국단체들을 모두 동원해 작전을 보조하게 하였으며, 특히 해상작전이 중요했다고 판단했기 때문에 당시 지역유지 오재균에게 지시, 해상방위대를 창설해 김대중에게 부대장을 맡겼다고 해명했다.
1997년 국방부가 천용택 국민의회 의원에게 제출한 답변서에 따르면 해상방위대는 목포 지역에서 약 1년간(50-51년) 존속됐던 보조기관으로 추정된다. 국방부는 해군 목포경비부 연혁사 39쪽에 '당 경비부 내 보조기관인 해상방위대를 총참모장의 명으로 완전해체하고 건물 일체를 인수함'이라는 기록이 51년 5월 3일자로 나와있다고 답변서에 기재하였다.
한편 목포해상방위대의 사실관계 확인 요청에 대한 민원에서 해군 감찰실 (2010년)과 국방부군사편찬연구소 (2011년) 모두 목포해상방위대라는 조직에 대한 자료를 찾을 수가 없다고 답변하였다.
뉴욕타임즈 도쿄지국장으로 5.18 민주화운동을 보도했으며 김대중을 30여차례 인터뷰했던 전력이 있는 영국인 기자 헨리 S. 스톡스가 2013년 일본에서 발간한 회고록에 김대중이 군대에 입대한 적은 없으나 일본 제국 육군에서 근무하였다고 폭로하여 또다른 병역 논란을 불러일으키고 있다.

### 교통사고 관련 의혹
김대중은 총선 직전인 1971년 5월, 영등포 지역 지원유세를 위해 서울로 가던 도중 전남 무안군 국도에서 교통사고를 당했으며 그 후로 한쪽 다리를 절게 되었다. 당시의 이 교통사고에 대해 김대중은 박정희 정권의 음모라고 주장했다. 이 주장은 훗날 그의 자서전과 평전을 통해 두고두고 회자되었고 사후 공개된 그의 2009년 6월 2일의 일기장에서도 '박 정권의 살해음모로 트럭에 치였다'고 기록해놓은 것이 확인되는 등 김대중은 교통사고를 명백한 당시 정권의 살해 음모로 지목하고 있었다.
김대중은 1985년 조갑제 월간조선 기자와의 인터뷰를 통해 교통사고가 암살 음모라는 증거로 교통사고가 났던 트럭의 소유주가 공화당 전국구 의원이라는 것과 트럭 운전사가 의문의 죽음을 당했으며 사건을 처음 담당한 검사가 갑자기 교체된 후 단순 교통사고로 결론지어졌다는 3가지 이유를 제시했다.
당시 사고가 났던 트럭은 범한화물 소속으로, 범한화물은 당시 공화당 전국구의원 후보였던 홍승만의 아들 홍국태의 소유였다. 사고를 냈던 트럭 운전사 권모씨는 1985년, 1998년의 취재기사를 통해 생존하여 부산에서 버스 운전사로 일하다 재혼하여 야간 경비직에 있다는 사실이 밝혀졌고 그는 당시 교통사고는 김대중이 타고 있던 차량이 교통법규를 어겨 발생한 사고라고 증언했다. 마지막으로 사건의 담당검사인 허경만은 중간에 교체되는 일 없이 당시의 사고 수사를 종결될 때까지 담당했으며 본인도 당시 수사에 어떠한 외압도 없었다고 증언했다. 허경만은 1980년에 김대중 변호인단에 합류, 야당 국회의원을 역임하다 1999년엔 전남도지사에 취임하였다.
이 교통사고 이후 김대중은 절름발이가 되었는데 사고로 어느쪽 다리가 잘못되었는지는 알 길이 없다. 어떤 때 보면 오른쪽 다리를 절다가 다른 상황에서는 왼쪽 다리를 저는 등 사진이 찍힐 때마다 다르게 보인 적이 있다. 일각에서는 김대중이 정확히 어느쪽 다리가 잘못되었는지 의문을 제기했는데 아무도 답변을 하지 못했다.

### 사제폭발물 사건 관련 의혹
대선을 앞두고 후보자 유세가 한창이던 1971년 1월 27일 김대중의 동교동 자택 마당에서 사제 폭발물이 폭발하는 사건이 발생했다. 경찰이 폭발물 잔해를 분석한 결과 완구용 딱총 화약을 담배갑 은박지로 싸서 도화선을 연결해 제작한 사제 폭발물로 생명에 위협을 줄 수 있는 수준은 아닌 것으로 밝혀졌다. 대선을 앞둔 상황에서 정치테러가 발생한 것으로 받아들인 야당의 분위기는 급속히 얼어붙었고 국회는 진상을 규명하기 위해 특별조사위원회를 설치한다. 그리고 사건 발생 14일째인 2월 10일, 경찰은 가정부의 증언 등을 바탕으로 김대중의 조카인 당시 15세의 김홍준을 유력한 용의자로 지목하고 총포화약류 단속법 위반으로 구속했다. 김홍준은 처음엔 명절을 맞이해 장난으로 꾸민 일이라며 범행을 자백했으나 구속 하루만인 2월 11일엔 범행 사실을 부인하며 감기몸살을 호소해 입원하게 된다. 경찰 역시 폭발물을 감싼 담배갑 은박지가 청소년이 구하기 힘든 영국제 로스만스에서 나온 것이고 도화선은 군수품이라는 이유로 김홍준의 우발적인 장난이 아닌 배후가 있을 것으로 보았다. 용의자로 지목되었던 김홍준은 15일 법원의 구속적부심 결과 검찰의 구속 소명 자료 미흡을 이유로 석방되었다. 하루 뒤인 16일 경찰이 동교동에서 배출된 쓰레기가 집하된 구로동 오물처리장에서 로스만스 담배갑을 발견하긴 했으나, 이 오물처리장이 마포구 내 17개동 33만여 주민의 쓰레기를 가져다 땅을 메우는 곳이고 사건 전후에 배출된 동교동 42가구의 쓰레기는 다섯 군데가 넘는 곳에 40여차례에 걸쳐 나눠서 버려졌기 때문에 찾아낸 담배갑이 폭발물에 쓰인 담배갑이라고 할만한 근거가 없었다. 이 사건은 결국 미제로 남게 되었는데, 당시 유세 기간동안 김대중 후보를 비롯한 신민당 측에선 정일형 선거대책본부장 집 화재사건과 김상현 의원 집에 협박편지가 배달된 사건과 더불어 명백한 박정희 정권의 정치테러라고 주장했다.

### 여고생 성매매·억대 수수 77세 처남
김대중 처남 이상호(77세)는 서울 C호텔에서 여모(17)양과 두차례 성관계를 가진 원조교제 후 200여만원을 건넸으며, 2002년 “내게 돈을 주면 정부보조금을 받도록 해주겠다”고 속여 경남 합천 해인사로부터 로비자금 용도로 1억원을 받는 등 각종 청탁의 해결 명목으로 총 1억8000만원을 수수했다. 2004년 2월 서울중앙지법원 형사합의23부는 구속 기소된 이상호에게 징역 1년6월에 집행유예 3년을 선고했다.

## 역대 선거 결과
|  | 9.98% |

|  | 28.13% |

|  | 30.98% |

|  | 36.50% |

|  | 56.10% |

|  | 56.28% |

|  | 45.25% |

|  | 44.28% |

|  | 27.04% |

|  | 19.26% |

|  | 29.17% |

|  | 33.82% |

|  | 25.30% |

|  | 40.27% |

## 소속 정당
| 소속 정당 | 소속 정당          | 소속 기간 | 비고                     |
| --------- | ------------------ | --------- | ------------------------ |
|           | 조선건국준비위원회 | 1945      | 창당                     |
|           | 무소속             | 1945~1946 | 정당 해산                |
|           | 조선신민당         | 1946      | 창당                     |
|           | 무소속             | 1946~1947 | 탈당                     |
|           | 한국민주당         | 1947~1949 | 입당                     |
|           | 무소속             | 1949      | 탈당                     |
|           | 대한청년단         | 1949      | 입당                     |
|           | 무소속             | 1949~1956 | 탈당 정계 입문           |
|           | 민주당             | 1956~1961 | 입당                     |
|           | 무소속             | 1961~1963 | 정당 해산                |
|           | 민주당             | 1963~1965 | 입당                     |
|           | 민중당             | 1965~1967 | 합당                     |
|           | 신민당             | 1967~1969 | 합당                     |
|           | 무소속             | 1969      | 자진 정당 해산           |
|           | 신민당             | 1969~1972 | 정당 재등록              |
|           | 무소속             | 1972~1987 | 탈당                     |
|           | 통일민주당         | 1987      | 창당                     |
|           | 무소속             | 1987      | 탈당                     |
|           | 평화민주당         | 1987~1991 | 창당                     |
|           | 신민주연합당       | 1991      | 당명 변경                |
|           | 민주당             | 1991~1995 | 합당 정계 은퇴 정계 복귀 |
|           | 무소속             | 1995      | 탈당                     |
|           | 새정치국민회의     | 1995~2000 | 창당                     |
|           | 새천년민주당       | 2000~2002 | 합당                     |
|           | 무소속             | 2002~2009 | 탈당 정계 은퇴 사망      |

## 수상 경력
- 1981년 - 브루노 크라이스키 인권상
- 1987년 - 미국 노동총연맹산업별회의(AFL-CIO) 인권상(조지 미니상)
- 1987년 - 북미주 한국인권연합 인권상
- 1993년 - 한국애서가클럽 애서가상
- 1994년 - 미국 유니온신학대학교 유니온메달
- 1998년 - 국제인권연맹 인권상
- 1998년 - 대한민국 무궁화대훈장
- 1998년 - UN 인권협회 인권상
- 1999년 - 미국 필라델피아 자유의 메달
- 2000년 - 노르웨이 라프토 인권상
- 2000년 - 노벨 평화상
- 2000년 - 국제평화상
- 2001년 - 세계정치지도자상
- 2002년 - 국제행동을 위한 의원연합의 민주주의 수호자상
- 2003년 - 늦봄통일상
- 2003년 - 제7회 만해상
- 2003년 - 칠레 대십자 훈장
- 2003년 - 제11회 이천춘사대상영화제 한국영화 발전을 위한 공로상
- 2006년 - 코리아 소사이어티 선정 밴플리트상
- 2007년 - 제1회 자유상(베를린 자유대학)
- 2011년 - 제1회 동학농민혁명대상

## 저서
- 《분노의 메아리》 (1967년)
- 《내가 걷는 70년대》 (1970년)
- 《독재와 나의 투쟁》 (1973년, 일본어판)
- 《김대중 옥중서신》 (1984년) ISBN 978-89-460-4138-7
- 《행동하는 양심으로》 (1985년 6월 8일) ISBN 978-89-963065-1-1 [독재와 나의 투쟁 - 개정판]*
- 《대중 경제론》 (1986년, 한국어판·영어판) ISBN 978-89-7650-155-4
- 《민족의 새벽을 바라보며》 (1987년 8월 15일) ISBN 200556000150-2
- 《공화국 연합제》 (1991년 9월 25일) ISBN 200710200013-4
- 《사랑하는 젊은이들에게》 (1992년 5월 15일)
- 《한국 : 민주주의의 드라마와 소망》 (1992년 10월 29일)
- 《세계 경제 8강으로 가는 길》 (1992년) ISBN 89-85396-02-1 [대중 경제론 - 개정증보판]*
- 《한국의 통일》 (1993년)
- 《새로운 시작을 위하여》 (1993년 12월 10일) ISBN 978-89-349-1812-7
- 《나의 길 나의 사상》 (1994년 1월 26일) ISBN 978-89-356-0044-1
- 《김대중의 3단계 통일론》 (1995년 9월 12일)
- 《김대중의 21세기 시민 경제 이야기》 (1997년 3월 20일) ISBN 978-89-7650-156-1
- 《대중 참여 경제론》 (1997년 3월 25일) ISBN 978-89-7650-155-4 [대중 경제론/세계 경제 8강으로 가는 길 - 개정증보판]*
- 《이경규에서 스필버그까지》 (1997년 10월 22일) ISBN 978-89-7365-147-4
- 《내가 사랑한 여성》 (1997년 11월 5일) ISBN 978-89-92037-45-7
- 《나의 삶 나의 길》 (1997년 11월 15일) ISBN 978-89-7650-171-4
- 《다시, 새로운 시작을 위하여》 (1998년) ISBN 978-89-349-1812-7 [새로운 시작을 위하여 - 개정판]*
- 《김대중 자서전 - 역사와 함께 시대와 함께》 (1999년) ISBN 978-89-950194-0-5
- 《경천애인》 (2002년, 공저: 김대중 외 28인) ISBN 89-89539-04-8
- 《21세기와 한민족》 (2004년 12월 22일) ISBN 978-89-7199-204-3
- 《통일 지향의 평화를 향하여》 (2007년 5월 7일) ISBN 978-89-8431-218-0
- 《인생은 아름답고 역사는 발전한다》 (2009년)
- 《옥중서신 1: 김대중이 이희호에게》 (2009년) [김대중 옥중서신 - 개정증보판]*
- 《옥중서신 2: 이희호가 김대중에게》 (2009년)
- 《김대중 자서전》 (2010년) ISBN 978-89-6436-016-3

## 방송 출연
- MBC 《일요일 일요일 밤에 - 이경규가 간다》 (1996년 7월 7일)
- KBS1 《체험 삶의 현장》 (1997년)
- MBC 《10시! 임성훈입니다》 (1997년 8월 5일)
- MBC 《제15대 대통령 당선자 특집 - 국민과의 대화》 (1998년 1월 18일)
- MBC 《김대중 대통령 두번째 국민과의 대화》(1998년 5월 10일)
- SBS 《김대중 대통령 세번째 국민과의 대화》 (1999년 2월 21일)
- MBC 《김대중 대통령 네번째 국민과의 대화》(2001년 3월 1일)
- KBS1 《김대중과 고르바쵸프 특별대담 - 한반도 평화의 조건》 (2006년 6월 24일)
- SBS 《행동하는 양심 김대중》 (2009년 8월 18일)
- SBS 《김대중 전 대통령 특집 - 인생은 아름답고 역사는 발전한다.》 (2009년 8월 18일)
- 목포MBC 《추모특집 다큐 - 후광 김대중》(2009년)
- MBC 《추모특집 다큐 - 시대의 큰별 김대중》 (2019년 8월 18일)

## 광고
- 1998년 한국관광공사 - 웰컴 투 코리아 편

## 김대중이 등장한 작품

### 텔레비전 드라마
- 백윤식 - 《제3공화국》 (1993년, MBC)
- 최민식 - 《제4공화국》 (1995년, MBC)
- 민욱 - 《코리아게이트》 (1995년, SBS)
- 유인촌 - 《삼김시대》 (1998년, SBS)
- 한영수- 《야인시대》 (2002년, SBS)
- 김동석 - 《영웅시대》 (2004년, MBC)
- 임동진 - 《제5공화국》 (2005년, MBC)

### 영화
- 김인문 - 《재밌는 영화》 (2002년)
- 최일화 - 《케이티》 (2002년)
- 설경구 - 《킹메이커》(2022년)[383]

## 김대중 관련 영화
- 《케이티》 (2002)
- 《킹메이커》 (2022)
- 《존경하고 사랑하는 국민 여러분》 (2022)
- 《다시 김대중 - 함께 합시다》(2022)
- 《길위에 김대중》 (2024)

## 가족 관계
- 아버지 : 김운식(金雲植, 1894년 12월 11일 ~ 1974년 2월 10일)
- 전모 : 김순례(金順禮, 1894년 5월 13일 ~ ?)
  - 이복누나 : 김매월(金每月, 1917년~1980년)
  - 이복누나 : 김용례(金容禮)
  - 이복형 : 김대봉(金大奉, 1920년 12월 15일 ~ 1972년 11월 4일)
  - 형수 : 박공심(朴公心)
    - 조카 : 김만선(金萬宣, 1944년 ~ )
    - 조카 : 김맹임(金孟任, 1952년 ~ )
    - 조카 : 김관선(金寬宣, 1957년 ~ )
    - 조카 : 김홍선(金弘宣, 1964년 ~ )

  - 이복누나 : 김안례(金安禮, 1921년 ~ )
- 생모 : 장수금(張守錦, 1893년 7월 29일 ~ 1972년 6월 20일)
  - 남동생 : 김대의(金大義, 1926년 ~ 1997년)
  - 제수 : 민병숙(閔炳淑, 1931년 ~ )
    - 조카 : 김홍준(金弘準, 1956년 ~ )
    - 조카 : 김혜영(金惠英, 1963년 ~ )
    - 조카 : 김홍훈(金弘勳, 1966년 ~ )

  - 남동생 : 김대현(金大賢, 1933년 ~ )
  - 제수 : 이숙자(李淑子, 1940년 ~ )
    - 조카 : 김홍석(金弘錫, 1963년 ~ )
    - 조카 : 김홍민(金弘敏, 1966년 ~ )
    - 조카 : 김연학(金娟鶴, 1971년 ~ )

  - 여동생 : 김진찬(金眞贊, 1935년 ~ 1976년)
  - 배우자 : 차용애(車龍愛, 1927년 4월 28일 ~ 1959년 6월 25일)
    - 장녀 : 김소희(金昭熙, 1946년 4월 15일 ~ 1947년 2월 19일)
    - 장남 : 김홍일(金弘一, 1948년 1월 21일 ~ 2019년 4월 20일)
    - 며느리 : 윤혜라(尹惠羅, 1951년 9월 6일 ~ )
      - 손녀 : 김지영(金志英, 1976년 4월 20일 ~ )
      - 손서 : 장상현(1976년 ~ )
      - 손녀 : 김정화(金貞華, 1978년 7월 9일 ~ )
      - 손서 : 주성호(1974년 ~ )
      - 손녀 : 김화영(金華英, 1984년 2월 6일 ~ )

    - 차남 : 김홍업(金弘業, 1950년 7월 29일 ~ )
    - 며느리 : 신선련(申善蓮, 1954년 12월 13일 ~ )
      - 손자 : 김종대(金鍾大, 1986년 9월 3일 ~ )
      - 손부 : 최자현(1985년 ~ )
      - 손자 : 김종민(金鍾民, 1989년 3월 10일 ~ )

  - 배우자 : 이희호(李姬鎬, 1922년 9월 21일 ~ 2019년 6월 10일)
    - 3남 : 김홍걸(金弘傑, 1963년 11월 12일 ~ )
    - 며느리 : 임미경(林美京, 1964년 1월 17일 ~ )
      - 손자 : 김종화(金鍾和, 1993년 10월 29일 ~ )
      - 손자 : 김종석(金鍾錫, 1995년 6월 4일 ~ )

## 기타
군사독재 시절에 정권에 의해 '강하고 모난 성격'이란 이미지가 덧칠돼 그는 선거 때마다 많은 애를 먹었다. 1997년 대통령 선거 때 MBC 임성훈입니다 프로그램에 직접 노타이 차림으로 출연해 "나는 '알부남(알고 보면 부드러운 남자)'이 아니고 '본부남(본래 부드러운 남자)'이 맞다"고 말하여 화제를 모으기도 했다. 그때부터 알부남, 본부남 등의 단어가 유행어가 되기도 했다.

## 같이 보기
| - 2000년 남북 정상 회담 - 5·18 광주 민주화 운동 - 6·15 남북공동선언 - 제3공화국 - 제4공화국 - 제5공화국 - 제6공화국 - 대한민국 제7대 대통령 선거 - 대한민국 제13대 대통령 선거 - 대한민국 제14대 대통령 선거 - 대한민국 제15대 대통령 선거 - 목포시 (1950년 선거구) - 인제군 (선거구) - 목포시의 국회의원 - 인제군의 국회의원 - 대한민국 제8대 국회의원 선거 신민당 후보 목록#전국구 - 대한민국 제13대 국회의원 선거 평화민주당 후보 목록#전국구 - 대한민국 제14대 국회의원 선거 민주당 후보 목록#전국구 - 강원랜드 - 곽상훈 - 국민건강보험 - 국민연금 - 국민의 정부 - 차용애 - 이희호 - 김소희 - 김홍일 - 김홍업 - 김홍걸 - 권노갑 - 박지원 - 한화갑 - 한광옥 - 김경재 - 김대중 납치사건 - 김대중 내란음모 사건 - 김대중대교 - 김대중도서관 - 김대중컨벤션센터 - 김대중컨벤션센터역 - 노벨 평화상 - 대북 불법 송금사건 | - 목포해상방위대 - 민주당 - 민주화추진협의회 - 박순천 - 새정치국민회의 - 새천년민주당 - 세계평화공원 - 신민당 - 신한일어업협정 - 여성부 - 박정희 - 전두환 - 노태우 - 김영삼 - 김종필 - 노무현 - 문재인 - 이재명 - 박준규 - 이만섭 - 이회창 - 이인제 - 정주영 - 박태준 - 이한동 - 문익환 - 여운형 - 윤경빈 - 박경원 - 이철승 - 임동원 - 엄창록 | - 아시아적 가치 - 김대중 VS 리콴유(싱가포르)와 마하티르 빈 모하마드(말레이시아)의 논쟁 - 인동초 - 정대철 - 정일형 - 조선신민당 - 진산 파동 - 제1연평해전 - 제2연평해전 - 최기일 - 통일민주당 - 평화민주당 - 한민당 - 한국민주회복통일촉진국민회의 - 햇볕정책 - DJ노믹스 |

## 참고 문헌
- 김대중 - 대한민국헌정회
- 김대중 대통령 시절 청와대 홈페이지 보관됨 2013-10-03 - 웨이백 머신
- 김대중 평화센터 홈페이지
- 연세대학교 김대중도서관 홈페이지
- Bill McKern (2009년 8월 18일). “김대중”. 《South Korean President》. 파인드 어 그레이브. 2011년 8월 19일에 확인함.